# Экономика Эстонии
Экономика Эстонии — развитая экономика страны-члена Евросоюза и 117-я экономика мира по объёму ВВП по ППС по состоянию на 2023 год. Эстония — член Всемирной торговой организации с 1999 года и член Организации экономического сотрудничества и развития с 2010 года.
Среди посткоммунистических стран Эстония является одной из самых развитых: в 2023 году по номинальному ВВП на душу населения — $30 138 — она занимала 2-е место после Словении; по ВВП на душу населения по ППС — $47 128 — 5-е место после Чехии, Словении, Литвы и Польши. По состоянию на июнь 2024 года Эстония имела самую высокую среди всех посткоммунистических стран мира среднюю нетто-заработную плату (€1629,54), по состоянию на 1 января 2025 года — вторую после Словении (€929, в Эстонии €810,08) минимальную нетто-заработную плату. Средний брутто-размер оплаты труда в Эстонии в июне 2024 года составлял €2113 (нетто — €1629,54). Минимальная брутто-зарплата в Эстонии с 1 января 2025 года составляет €886 (нетто — €810,08).

## Структура экономики
По состоянию на 2010 год, доля сферы услуг в ВВП Эстонии составляла 69 %, промышленности — 29 %, сельского хозяйства — 3 %.
Согласно исследованию «Конкурентоспособность экономики Эстонии сейчас и в будущем», проведенному в 2008 году по заказу Государственного фонда развития, в Эстонии превалируют гостиничные услуги и торговля, малопроизводительное строительство, а не высокопроизводительные коммерческие услуги, промышленность и финансовое посредничество. Было указано, что производительность труда в Эстонии оставалась очень низкой, и что для достижения экономического уровня развитых стран требуется реорганизация экономики.
Сланцевая энергетика, телекоммуникационные технологии, текстиль, химическая продукция, банковское дело, услуги, продукты питания и рыболовство, лесоматериалы, судостроение, электроника и транспорт являются ключевыми секторами экономики.
В секторе услуг Эстонии занято более 60 % рабочей силы. Эстония имеет сильный сектор информационных технологий (ИТ), отчасти благодаря проекту «Tiigrihüpe», осуществленному в середине 1990-х годов, и упоминается как передовая страна в Европе с точки зрения электронного правительства.
Сельское хозяйство до XX века было основной формой экономической деятельности эстонцев. После восстановления независимости была ликвидирована насильственная коллективизация, вместо колхозов и совхозов появились хутора и кооперативы. Занятость и доля продукции сельского хозяйства последовательно сокращались. К началу 2010-х в сельском хозяйстве было занято менее 3 % трудящихся, продукция составляла чуть более 3 % от всей продукции и 1,4 % ВВП. Важнейшая часть сельского хозяйства Эстонии — молочное скотоводство.
Горнодобывающая промышленность составляет 1 % от ВВП. Горнодобывающие товары включают горючий сланец, торф и промышленные минералы, такие как глины, известняк, песок и гравий.
Таллин превратился в финансовый центр страны. По данным Invest in Estonia, преимуществами финансового сектора Эстонии являются небюрократическое сотрудничество между компаниями и властями, а также относительное изобилие образованных людей, хотя молодые образованные эстонцы, как правило, эмигрируют в Западную Европу для получения большего дохода. Крупнейшими банками являются Swedbank, SEB Pank и Nordea. Недавно было проведено несколько IPO на Таллинской фондовой бирже, входящей в систему OMX.
В Советском Союзе в начале 1950-х годов была создана сильно загрязняющая окружающую среду промышленность, сосредоточенная на северо-востоке страны. В основном из-за сланцевой промышленности в Ида-Вирумаа выбросы двуокиси серы на человека были почти так же высоки, как в Чехии. Прибрежная морская вода была загрязнена в определённых местах, в основном на востоке. В 2000 году по сравнению с 1980 годом выбросы загрязняющих окружающую среду веществ были на 80 % меньше, а количество неочищенных сточных вод, сбрасываемых в водоёмы, — на 95 % меньше. Правительство ищет пути дальнейшего снижения загрязнения.
В 2000-х либеральный налоговый режим и относительно дешёвая и квалифицированная рабочая сила стали благоприятным фактором для привлечения инвестиций. Согласно отчёту Эстонского института экономических исследований, выпущенному в 2006 году, производительность труда в Эстонии стремительно росла, и, следовательно, почти так же быстро росла заработная плата.

### Региональные особенности
Северо-восточная Эстония — промышленно развитый регион, около 3/4 промышленной продукции выпускается в этом районе. Промышленные центры: Таллин, Кохтла-Ярве, Нарва, Кунда, Маарду. Таллин с окрестностями остается крупнейшим промышленным центром страны.
Специализация хозяйства Южной Эстонии — сельское хозяйство. Из отраслей промышленности здесь развиты отрасли, перерабатывающие сельскохозяйственное сырьё (производство льняных тканей, овоще-консервная промышленность). Промышленный центр — Тарту.
Западная Эстония специализируется на рыболовстве и переработке рыбы, также развито животноводство и туристическая отрасль. Промышленные центры: Пярну, Хаапсалу, Курессааре.

### Статистика
Основные экономические показатели за 1993—2020 годы по данным МВФ:
| Показатель / год                                       | 1993   | 1995   | 2000   | 2005   | 2006   | 2007   | 2008   | 2009   | 2010   | 2011   | 2012   | 2013   | 2014   | 2015   | 2016   | 2017   | 2018   | 2019   | 2020   |
| ------------------------------------------------------ | ------ | ------ | ------ | ------ | ------ | ------ | ------ | ------ | ------ | ------ | ------ | ------ | ------ | ------ | ------ | ------ | ------ | ------ | ------ |
| ВВП (ППС) в текущих ценах, млрд долл. США              | 11,205 | 11,740 | 17,307 | 27,651 | 31,288 | 34,569 | 33,423 | 28,717 | 29,772 | 32,598 | 34,385 | 36,198 | 38,050 | 38,389 | 41,197 | 44,663 | 47,468 | 50,268 | 50,433 |
| ВВП на душу населения (ППС) в текущих ценах, долл. США | 7,473  | 8,172  | 12,388 | 20,410 | 23,231 | 25,784 | 24,997 | 21,518 | 22,360 | 24,557 | 25,996 | 27,464 | 28,928 | 29,184 | 31,310 | 33,903 | 35,907 | 37,884 | 37,933 |
| Рост ВВП, %                                            | …      | 2,2    | 10,1   | 9,5    | 9,8    | 7,6    | −5,1   | −14,6  | 2,4    | 7,3    | 3,2    | 1,5    | 3,0    | 1,9    | 3,2    | 5,8    | 3,8    | 4,0    |        |
| Уровень инфляции, %                                    | …      | 29,0   | 3,9    | 4,1    | 4,4    | 6,7    | 10,6   | 0,2    | 2,7    | 5,1    | 4,2    | 3,2    | 0,5    | 0,1    | 0,8    | 3,7    | 3,4    | 2,3    |        |
| Безработица, %                                         | 6,5    | 9,6    | 14,6   | 8,0    | 5,9    | 4,6    | 5,5    | 13,5   | 16,7   | 12,3   | 10,0   | 8,6    | 7,4    | 6,2    | 6,8    | 5,8    | 5,4    | 4,4    | 6,8    |
| Государственный долг, % от ВВП                         | …      | 8,7    | 5,1    | 4,7    | 4,6    | 3,8    | 4,5    | 7,2    | 6,7    | 6,2    | 9,8    | 10,2   | 10,6   | 10,1   | 10,0   | 9,1    | 8,2    | 8,5    | 18,5   |

Основные экономические показатели за 2021—2023 годы по данным Департамента статистики Эстонии:
| Показатель / год                              | 2021     | 2022     | 2023     |
| --------------------------------------------- | -------- | -------- | -------- |
| ВВП в текущих ценах, млн евро                 | 31 169   | 36 011   | 37 682   |
| Рост ВВП в постоянных ценах, %                | 7,2      |          |          |
| -2,3*                                         |          |          |          |
| ВВП на душу населения в ценах 2015 года, евро | 19 412,7 | 19 298,2 | 18 251,0 |
| Инфляция, %                                   | 4,5      | 19,4     | 9,1      |
| Уровень безработицы, %                        | 6,2      | 5,6      | 6,5      |
| Государственный долг, % от ВВП                | 17,8     | 18,5     | 21,6*    |

* Прогноз МВФ.
Макроэкономические показатели

В июле 2022 года уровень инфляции в Эстонии достиг 22,7 %; по оценкам Euronews, это произошло из-за их сильной зависимости от импорта энергоносителей (см. Мировой энергетический кризис (2021—2022)).

| ВВП (источник: Департамент статистики)                                                               | 1997      | 1998      | 1999      | 2000      | 2001      | 2002      | 2003      | 2004       | 2005      | 2006       | 2007       | 2008       | 2009       | 2010     |
| в текущих ценах (млн евро)                                                                           | 4481,7    | 5032,3    | 5358,5    | 6159,8    | 6970,9    | 7776,3    | 8718,9    | 9685,3     | 11 181,7  | 13 390,8   | 15 827,5   | 16 106,7   | 13 860,8   | 14 500,9 |
| реальный рост (%)                                                                                    | ▲11,7     | ▲6,7      | ▼−0,3     | ▲10,0     | ▲7,5      | ▲7,9      | ▲7,6      | ▲7,2       | ▲9,4      | ▲10,0      | ▲7,2       | ▼-3,6      | ▼-14,1     | ▲3,1     |
| Промышленность (источник: Департамент статистики)                                                    | 1997      | 1998      | 1999      | 2000      | 2001      | 2002      | 2003      | 2004       | 2005      | 2006       | 2007       | 2008       | 2009       | 2010     |
| Индекс объёма производства промышленной продукции (% изменения по сравнению с предыдущим годом)      | ▲14,6     | ▲4,1      | ▼−3,4     | ▲14,6     | ▲8,8      | ▲8,4      | ▲11       | ▲10,4      | ▲11       | ▲9,9       | ▲6,4       | ▼-6,5      | ▼-26,3     | ▲20,9    |
| Инвестиции в основной капитал (в тек. ценах, млн эст. крон)                                          | 16 466,8  | 19 528,6  | 17 538,6  | 14 427,4  | 20 006,9  | 20 477,6  | 22 082,2  | 22 849,4   | 28 106,3  | 37 140,1   | 39 900,9   | 36 782,1   | 26 621,2   |          |
| Строительство (источник: Департамент статистики)                                                     | 1997      | 1998      | 1999      | 2000      | 2001      | 2002      | 2003      | 2004       | 2005      | 2006       | 2007       | 2008       | 2009       | 2010     |
| Обороты предприятий отрасли (в текущих ценах; млн эст. крон)                                         | 10 868    | 15 898    | 12 785    | 15 286    | 18 122    | 21 360    | 24 224    | 28 594     | 36 535    | 47 554     | 58 127     |            |            |          |
| Жильё, введённое в строй (тыс. м²)                                                                   | 121,6     | 99,3      | 87,1      | 78,9      | 70,7      | 112,7     | 217       | 277,1      | 325,6     | 392        | 574,5      | 458,4      | 303,7      | 237,6    |
| Введённые в строй нежилые помещения (тыс. м²)                                                        | 201,1     | 413,9     | 303,9     | 324,2     | 309,1     | 400       | 639,2     | 952,5      | 743,9     | 896,6      | 917,7      | 1004,6     | 914,4      | 441,9    |
| Потребление                                                                                          | 1997      | 1998      | 1999      | 2000      | 2001      | 2002      | 2003      | 2004       | 2005      | 2006       | 2007       | 2008       | 2009       | 2010     |
| Розничная торговля на предприятиях розн. торговли (млн эст. крон) (источник: Департамент статистики) | 18 557    | 18 674    | 19 789    | 22 852    | 27 561    | 31 370    | 34 390    | 39 721     | 44 699    | 55 013     | 65 775     | 69 617     | 57 883     |          |
| Новая регистрация пассажирских автомобилей (источник: ARK)                                           | 35 303    | 32 589    | 24 242    | 22 115    | 25 725    | 28 859    | 41 922    | 47 538     | 60 629    | 74 220     | 72 378     | 47 402     | 21 037     | 28 844   |
| Цены (источник: Департамент статистики)                                                              | 1997      | 1998      | 1999      | 2000      | 2001      | 2002      | 2003      | 2004       | 2005      | 2006       | 2007       | 2008       | 2009       | 2010     |
| Индекс потребительских цен (%)                                                                       | ▲11,2     | ▲8,2      | ▲3,3      | ▲4        | ▲5,8      | ▲3,6      | ▲1,3      | ▲3         | ▲4,1      | ▲4,4       | ▲6,6       | ▲10,4      | ▼−0,1      | ▲3,0     |
| Индекс промышленных цен (%)                                                                          | ▲8,8      | ▲4,2      | ▼−1,2     | ▲4,9      | ▲4,4      | ▲0,4      | ▲0,2      | ▲2,9       | ▲2,1      | ▲4,5       | ▲8,3       | ▲7,2       | ▼−0,5      | ▲3,3     |
| Индекс экспортных цен (%)                                                                            | ▲7,5      | ▲2,1      | ▼−0,4     | ▲7,8      | ▲32,9     | ▼−0,6     | ▲6,6      | ▲2,2       | ▲2,9      | ▲3,9       | ▲7,5       | ▲4,2       | ▼−3,7      | ▲6,0     |
| Индекс импортных цен (%)                                                                             |           |           | ▲0,4      | ▲6,1      | ▲0,6      | ▼−0,4     | ▼−1,7     | ▲1,2       | ▲3,9      | ▲4,1       | ▲3,4       | ▲5,8       | ▼−5,4      | ▲9,1     |
| Индекс цен в строительстве (%)                                                                       | ▲10,1     | ▲7,7      | ▲2        | ▲2,5      | ▲5,7      | ▲4        | ▲3,7      | ▲6,5       | ▲7,3      | ▲10,3      | ▲12,7      | ▲3,4       | ▼−8,5      | ▼−2,8    |
| Индекс реального обменного курса эст. кроны (REER) (%) (источник: Банк Эстонии)                      | ▲3,3      | ▲10,4     | ▲7,3      | ▼−3,8     | ▲2        | ▲1,9      | ▲1,7      | ▲1,3       | ▲1,1      | ▲0,4       | ▲2,9       | ▲4,7       | ▲1,6       | ▼−2,3    |
| Рынок труда и зарплата (источник: Департамент статистики)                                            | 1997      | 1998      | 1999      | 2000      | 2001      | 2002      | 2003      | 2004       | 2005      | 2006       | 2007       | 2008       | 2009       | 2010     |
| Уровень занятости (число занятых/число трудоспособных, %; Labour Force Survey)                       | 58,5      | 57,7      | 55,3      | 54,7      | 55,2      | 55,9      | 56,7      | 56,8       | 57,9      | 61,6       | 62,6       | 63,0       | 57,4       | 55,2     |
| Уровень безработицы (безработица к числу трудоспособных %; Labour Force Survey)                      | 9,6       | 9,8       | 12,2      | 13,6      | 12,6      | 10,3      | 10        | 9,7        | 7,9       | 5,9        | 4,7        | 5,5        | 13,8       | 16,9     |
| Среднемесячная заработная плата включая задолженность (эст. крон)                                    | 3573      | 4125      | 4440      | 4907      | 5510      | 6144      | 6723      | 7287       | 8073      | 9407       | 11 336     | 12 912     |            |          |
| Бюджет (источник: Министерство финансов)                                                             | 1997      | 1998      | 1999      | 2000      | 2001      | 2002      | 2003      | 2004       | 2005      | 2006       | 2007       | 2008       | 2009       | 2010     |
| доходы (млн эст. крон)                                                                               | 28 901,6  | 28 138    | 27 829,9  | 32 786,4  | 36 665,7  | 42 786,1  | 48 412,6  | 55 123,2   | 64 406,6  | 75 563,7   | 91 451,1   | 93 323,2   | 93 772,4   |          |
| расходы (млн эст. крон)                                                                              | 27 498,6  | 28 288,2  | 31 326,9  | 33 692,1  | 36 332,3  | 41 634    | 45 346,4  | 52 799,7   | 61 598,1  | 72 437,2   | 87 630,9   | 100 270,4  | 97 457,7   |          |
| баланс (±) (млн эст. крон)                                                                           | 1403      | −150,2    | −3497     | −905,7    | 333,4     | 1152,1    | 3066,2    | 2323,5     | 2808,5    | 6746,9     | 7082,6     | −6947,2    | −3685,3    |          |
| Транспорт                                                                                            | 1997      | 1998      | 1999      | 2000      | 2001      | 2002      | 2003      | 2004       | 2005      | 2006       | 2007       | 2008       | 2009       | 2010     |
| Перевозка пассажиров (млн) (источник: Департамент статистики)                                        | 272,2     | 254,3     | 248,9     | 280,5     | 249,2     | 252,3     | 244,7     | 225        | 209,7     | 214,2      | 212,9      | 193,4      | 192,8      |          |
| Перевозка грузов (млн тонн)                                                                          | 64,3      | 70,5      | 75        | 79,2      | 80,3      | 90,5      | 94        | 95,1       | 96,3      | 92,6       | 108,3      | 89,6       | 75,2       |          |
| Туризм, размещение                                                                                   | 1997      | 1998      | 1999      | 2000      | 2001      | 2002      | 2003      | 2004       | 2005      | 2006       | 2007       | 2008       | 2009       | 2010     |
| Принято иностранных туристов эстонскими турагентствами (тыс.) (источник: Департамент статистики)     | 1099,4    | 1467,4    | 1350,4    | 1369,2    | 1231,6    | 1203,7    | 1126,9    | 1702,9     | 1824,2    | 1689,9     | 1845,2     | 954,6      | 892,8      |          |
| Отправлено туристов в зарубежные туры эстонскими турагентствами (тыс.)                               | 267,7     | 289       | 292,6     | 359,2     | 264,2     | 293,8     | 348,8     | 387,2      | 454,8     | 477,4      | 515,6      | 541,9      | 386,1      |          |
| Размещено туристов (тыс.)                                                                            | 745,2     | 878,7     | 971,9     | 1118,1    | 1227      | 1401,6    | 1473,9    | 1922,1     | 2072,6    | 2259,1     | 2343       | 2377,7     | 2147,1     | 2401,8   |
| в том числе иностранных туристов (тыс.)                                                              | 540,4     | 602,2     | 703,7     | 825,3     | 908,1     | 1003,4    | 1057,7    | 1374,4     | 1453,4    | 1427,6     | 1380,3     | 1433,3     | 1380,5     | 1564,0   |
| Международная торговля (источник: Департамент статистики, Банк Эстонии)                              | 1997      | 1998      | 1999      | 2000      | 2001      | 2002      | 2003      | 2004       | 2005      | 2006       | 2007       | 2008       | 2009       | 2010     |
| экспорт (млн эст. крон)                                                                              | 31 607,4  | 37 545    | 36 774,3  | 55 836,8  | 57 856,5  | 56 990,6  | 62 627,2  | 74 614,3   | 97 038,2  | 120 784,5  | 125 532,4  | 132 271,1  | 101 309,4  |          |
| импорт (млн эст. крон)                                                                               | 48 868,9  | 55 215,4  | 50 494,7  | 72 217,1  | 75 076,3  | 79 471,7  | 89 426,7  | 104 877    | 128 765,4 | 167 465    | 177 139,4  | 170 112,3  | 113 550,2  |          |
| баланс (млн эст. крон)                                                                               | −17 261,5 | −17 670,4 | −13 720,4 | −16 380,3 | −17 219,8 | −22 481   | −26 799,5 | −30 262,7  | −31 727,1 | −46 680,5  | −51 607,7  | −37 841,2  | −12 240,8  |          |
| Соотношение баланса к экспорту (%)                                                                   | −54,6     | −47,1     | −37,3     | −29,3     | −29,8     | −39,4     | −42,8     | −40,6      | −32,7     | −38,6      | −41,1      | −28,6      | −12,1      | −5,6     |
| Платёжный баланс (источник: Банк Эстонии)                                                            | 1997      | 1998      | 1999      | 2000      | 2001      | 2002      | 2003      | 2004       | 2005      | 2006       | 2007       | 2008       | 2009       | 2010     |
| Дефицит платёжного баланса (млн эст. крон)                                                           | −7810,2   | −6760,2   | −3607,7   | −5178,1   | −5643,6   | −12 908   | −15 418,2 | −17 681,1  | −17 371,6 | −34 303,4  | −43 163,9  | −22 887,7  |            |          |
| Доля дефицита платёжного баланса в ВВП (%)                                                           | −11,1     | −8,6      | −4,3      | −5,4      | −5,2      | −10,6     | −11,3     | −11,3      | −10,0     | −16,9      | −17,8      | −9,4       | 4,6        |          |
| Приток прямых иностранных инвестиций (млн эст. крон)                                                 | 3694,1    | 8071,4    | 4448      | 6644,5    | 9429,6    | 4760,2    | 12 865,3  | 12 060,9   | 36 021,2  | 22 401,5   | 30 702,1   | 21 374,3   | 18 840,9   |          |
| Отток прямых иностранных инвестиций (млн эст. крон)                                                  | −1912,9   | −81,7     | −1239,8   | −1043,1   | −3528,3   | −2188,4   | −2149,2   | −3388,6    | −8699,5   | −13 824,1  | −18 033,0  | −10 366,6  | −16 473,9  |          |
| Международная инвестиционная позиция на конец года (источник: Банк Эстонии)                          | 1997      | 1998      | 1999      | 2000      | 2001      | 2002      | 2003      | 2004       | 2005      | 2006       | 2007       | 2008       | 2009       | 2010     |
| Международная инвестиционная позиция (млн эст. крон)                                                 | −24 547,1 | −28 851,6 | −43 324,2 | −46 412,2 | −52 710,1 | −65 866,8 | −89 857,2 | −129 743,5 | −148 195  | −153 362,2 | −181 648,1 | −189 290,6 | −175 640,7 |          |
| Прямые инвестиции в Эстонии (млн эст. крон)                                                          | 16 456,3  | 24 428,5  | 38 396,7  | 44 483,9  | 55 905,3  | 63 127,3  | 86 889,5  | 115 383    | 149 255,1 | 151 148,3  | 178 880,9  | 177 035,1  | 176 311,0  |          |
| Сумма внешней задолженности (млн эст. крон)                                                          | 36 730,5  | 39 214,4  | 44 806    | 50 577,8  | 57 606,8  | 70 257,4  | 87 670,6  | 114 903,7  | 149 476,1 | 200 314    | 268 584    | 298 100,7  | 272 396,7  |          |
| в том числе правительственных (млн эст. крон)                                                        | 2761,1    | 3129,1    | 3711,1    | 3249,9    | 2985,6    | 3383,2    | 3881,9    | 5892,4     | 6456,3    | 6950,0     | 5774,3     | 7671,1     | 13 065,6   |          |
| EUR/USD средний ежегодный обменный курс (источник: Банк Эстонии)                                     |           |           | 1,0658    | 0,9236    | 0,8956    | 0,9456    | 1,1312    | 1,2439     | 1,2441    | 1,2556     | 1,3705     | 1,4708     | 1,3948     | 1,3257   |
| Среднегодовая численность населения (тыс.) (источник: Департамент статистики)                        | 1399,5    | 1386,2    | 1375,7    | 1369,5    | 1364,1    | 1358,6    | 1353,6    | 1349,3     | 1346,1    | 1343,5     | 1341,7     | 1340,7     | 1340,3     |          |

### Рейтинги
| 89 и выше 80—89 70—79 60—69 50—59 40—49 | 30—39 20—29 10—19 10 и ниже Нет данных |

Индекс восприятия коррупции в разных странах мира по данным Transparency International в 2022 году.

В рейтинге Института управленческого развития за 2010 год Эстония находилась на последнем 58 месте среди промышленно развитых стран по состоянию внутренней экономики.
По индексу экономической свободы Эстония в 2010 году занимала 16-е место из 179.
В рейтинге Всемирного Банка Doing Business-2011 Эстония заняла 17-е место в мире, опередив большинство стран Евросоюза.
По состоянию на 2022 год Эстония согласно индексу восприятия коррупции имеет один из самых низких уровней коррупции в мире и занимает 15-е место в мире, идя сразу после Исландии и обгоняя на одну строчку Уругвай.
Среди посткоммунистических стран Эстония является одной из самых развитых. По ВВП на душу населения (номинал) — $27 962 (2-е место после Словении, 2021 год). По ВВП на душу населения (ППС) — $42 637 (3-е место после Чехии и Словении, 2021 год). Среди посткоммунистических стран Эстония имеет самый высокий средний размер оплаты труда (нетто) и второй после Словении минимальный размер оплаты труда (нетто). Средняя заработная плата брутто в 2022 году составила $1685 и нетто — $1359,79 (за вычетом страхового взноса от безработицы с работника (1,6 %), страхового взноса по безработице с работодателя (0,8 %) и отчислений в накопительную пенсию (2 %)).

## История

### До XX века
До XVII века основой экономики Шведской Эстляндии служила торговля. В силу выгодного территориального расположения, через Ревель и Нарву проходили товары из Западной Европы в Россию и обратно. Основное число аристократов-землевладельцев в Эстляндии составляли немцы и шведы. В средние века Эстляндия являлась поставщиком зерна в северные страны. В XVII веке началась индустриализация добывающих отраслей и деревообработки.
Освобождение крестьян Эстляндской губернии (а также Лифляндской и Курляндской губерний) в Российской империи произошло в 1816—1819 годах. Аграрный закон 1849 года разделил земли поместий и разрешил продавать и сдавать землю в аренду крестьянам. В 1863 году крестьяне получили удостоверяющие личность документы и право на свободу передвижения. К концу XIX века более 80 % крестьян в северных уездах Лифляндской губернии (юг и центр современной Эстонии) и свыше 50 % в Эстляндской губернии (север современной Эстонии) являлись владельцами или арендаторами земли, что положительно сказалось на экономике страны.

### Первая Эстонская Республика
Независимость страны вызвала необходимость решить, как именно будут использоваться национальные ресурсы, найти новые рынки. Экономика Эстонии в значительной степени зависела от торговли с СССР, главной статьёй эстонского экспорта в СССР была бумага. Росту экономики дала импульс земельная реформа — конфискованные крупные землевладения остзейских немцев были переданы малоземельным хуторянам и ветеранам Освободительной войны. После экономического спада 1923—1924 годов министр финансов Отто Штрандман инициировал новую экономическую политику, направленную на развитие экспортно-ориентированного сельского хозяйства и промышленности, ориентированной на внутренний рынок.
Во время мирового экономического кризиса 1929—1933 годов цены на эстонские экспортные товары резко упали, спад производства в ориентированных на экспорт отраслях достиг 30 %, число безработных выросло до 25 тысяч. Во второй половине 1930-х годов начался рост промышленного производства (до 14 % в год). К 1938 году доля промышленности в национальном доходе достигла 32 %. Доля промышленной продукции в эстонском экспорте выросла с 36 % в конце 1920-х до 44 % к концу 1930-х. Были созданы новые предприятия, усовершенствованы производственные технологии. Главными торговыми партнёрами были Великобритания и Германия. Доля СССР во внешнеторговом обороте к концу 1930-х заметно сократилась. Особенностью экономики Эстонии 1930-х годов стало развитие кооперативного движения. В 1939 году «Кооперативный союз Эстонии» объединял свыше 3 тыс. кооперативов, насчитывавших 284 тыс. членов. 200 кооперативных банков обслуживали 77 тыс. клиентов, располагали 52 % всех депозитов в стране и выдали 51 % всех ссуд. 314 молочных кооперативов с 32 тыс. членов произвели 98 % масла и 17 % сыра Эстонии.

### В составе СССР
После окончания Великой Отечественной войны советская власть начала реорганизацию экономики Эстонии на социалистический лад. Число занятых на производстве возросло с 26 тысяч человек в 1945 году до 81 тысячи в 1950 году. Экономика Эстонии во всё большей мере интегрировалась в экономику СССР через поставки сырья и комплектующих изделий. Развивалась материалоёмкая и трудоёмкая энергетическая промышленность. С 21 мая 1947 года по приказу Сталина началась коллективизация сельского хозяйства. С 1950 года началось слияние малых колхозов в крупные социалистические хозяйства. В результате централизации сельхозпроизводства к 1955 году в Эстонии было 908 колхозов и 97 совхозов.
В 1970—1980-е годы темпы экономического роста в промышленности и сельском хозяйстве Эстонии начали снижаться, а к 1990 их рост совсем прекратился. В 1970-е — 1980-е годы Эстония фактически находилась на первом месте в СССР по объёму инвестиций в основной капитал на душу населения. В позднесоветские годы важным преимуществом Эстонии был акцент на развитие сферы услуг. Первый этап экономических реформ в Эстонии был проведён ещё в период, когда она являлась частью Советского Союза. К таким реформам относится разработка эстонскими экономистами в 1988 году Программы республиканского хозрасчёта (IME).
По данным ОЭСР, в 1990 году ВВП Эстонии по ППС составлял 10 733 доллара США на душу населения.
При распаде СССР в соответствии с Венской конвенцией 1983 года о необходимости определения справедливой доли каждого из государств-преемников был осуществлен расчёт доли каждого из участников с использование факторного анализа. В его основу были положены четыре показателя: доли республик в экспорте, импорте, произведенном национальном доходе и численности населения СССР за 1986—1990 годы. В результате доля Эстонии составила 0,62 %. Впоследствии было предложено подписать соглашения о так называемом нулевом варианте: Россия принимает на себя все обязательства по уплате внешнего долга СССР в обмен на все его активы.

### Период независимости до вступления в ЕС (1991—2003)

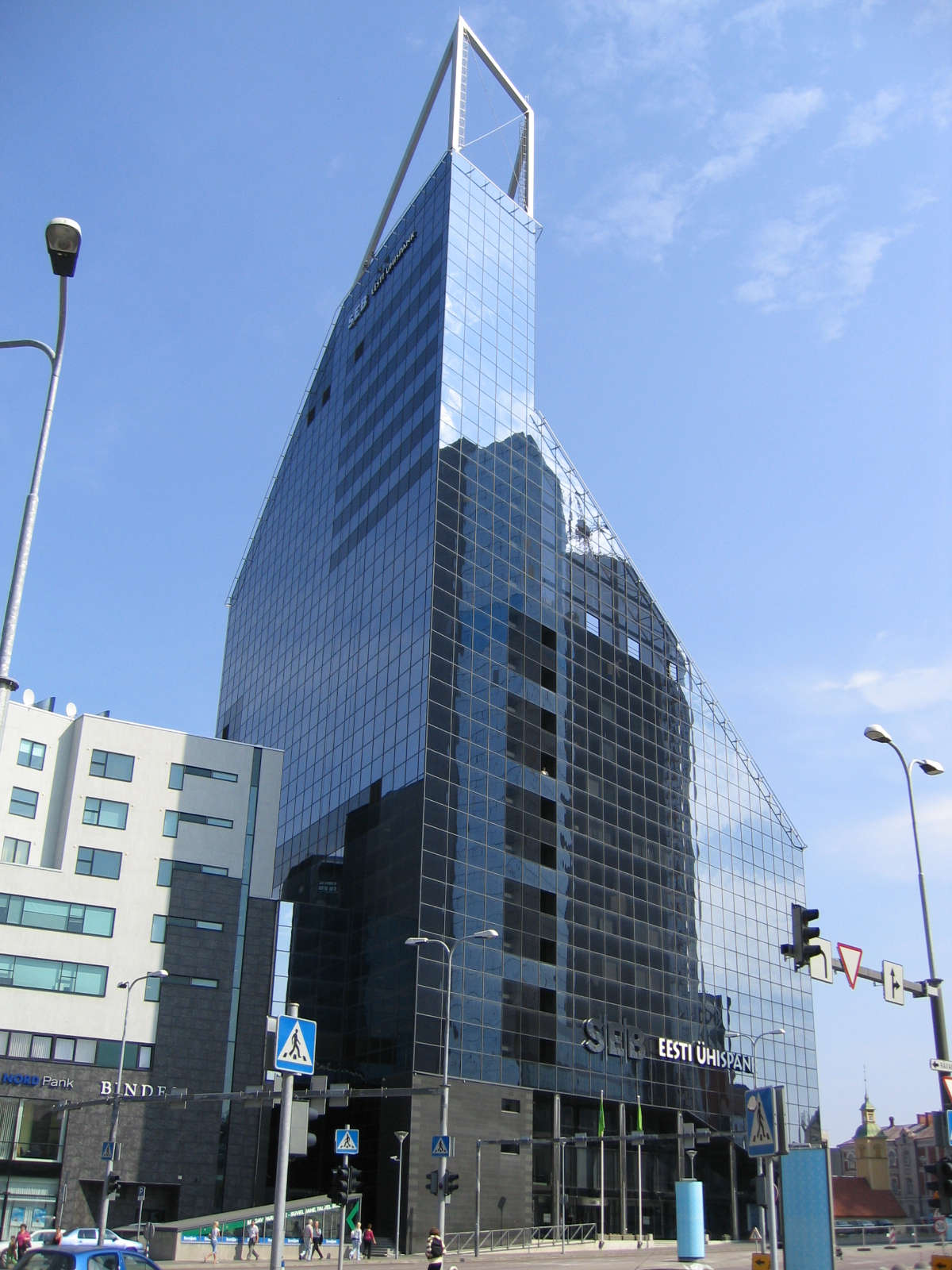
Центральный офис эстонского филиала дочерней компании банка SEB в Эстонии (SEB Pank), ул. Торнимяэ, 2, Таллин

В 1991 году Эстония снова стала независимой. Падение советской власти сопровождалось экономическим хаосом: дефицитом самых необходимых товаров, спадом производства и гиперинфляцией. Согласно Марту Лаару, существовавшая в Советской Эстонии плановая экономика ставила страну в полную зависимость от поставок из России, экспорт был затруднен, а административный аппарат не подходил для проведения реформ. Тем не менее, реформы начались сразу после восстановления независимости.
Проведённые реформы можно разделить на 4 группы:
- либерализация;
- стабилизация;
- приватизация;
- структурные и институциональные реформы.

#### Либерализация
В 1991 году Эстония определила правовые рамки, в которых стало возможным иностранное инвестирование. Начиная с 1993 года, государство регулировало ценообразование только на электричество, отопление и государственное жильё. Переход к капитализму в Эстонии осуществлялся с помощью быстрой либерализации экономики. Как во многих государствах с переходной экономикой, рост цен значительно ускорился. Ценовой взрыв повлек за собой и спад производства. За первые несколько лет независимости ВВП снизился примерно на треть, промышленное производство — наполовину. Фактически прекратили работу около полутора десятков крупных предприятий; некоторые из них позже возобновили работу.
В 1994 году Эстония подписала с ЕС договор о свободной торговле, а к 1995 году подала заявку на вступление в ЕС. Эстония начала выходить на международный рынок. Были сняты ограничения на установление внешних связей. В течение первых лет переходных реформ практически все таможенные пошлины были отменены, что послужило предпосылкой для развития внешней торговли. В период с 1997—1999 гг. не было ограничений для ведения внешней торговли. Только в начале 2000 года были установлены некоторые пошлины в связи с подготовкой ко вступлению в ЕС.

#### Стабилизация

Эстония — член Шенгенской зоны, Единого рынка и Еврозоны

Серьёзной проблемой после провозглашения независимости для Эстонии стала высокая годовая инфляция, которая непосредственно перед провозглашением независимости и в последующий год достигала сотен процентов. Сбережения, хранившиеся в рублях, стремительно обесценивались.
Летом 1992 года Эстония стала первой из постсоветских республик, проведших денежную реформу. С целью макроэкономической стабилизации Эстония сделала ставку на использование особой монетарной системы — валютного совета. Эта система стала применяться с момента введения в июне 1992 года своей национальной валюты — эстонской кроны. Эстонская крона была привязана к немецкой марке по фиксированному курсу — 8 крон за 1 марку. Необходимые для функционирования валютного совета золотовалютные резервы были в основном получены в порядке реституции от Банка Англии, шведского правительства и Банка международных расчётов. Первоначально Эстония имела 90 %-е обеспечение кроны и обязательств ЦБ, вскоре обеспечение повысилось до более чем 100 %. По закону, вся находящаяся в обращении денежная масса в кронах должна была обеспечиваться золотом и запасом конвертируемой иностранной валюты. С 1 января 1999 года крона была привязана к евро, так как Германия начала использовать общеевропейскую валюту.
В качестве меры предосторожности в 1997 году был создан Эстонский стабилизационный резервный фонд. С середины 90-х годов уровень инфляции постепенно снижался, а фиксированный курс обмена национальной валюты служил своеобразной связью между уровнем инфляции в Эстонии и Европе.

#### Приватизация и налоговая реформа
Одной из основных задач приватизации было возвращение национализированной в советское время недвижимости её владельцам или их потомкам.
Приватизация мелких предприятий прошла относительно гладко, большинство их было продано на аукционе. К 1992 году почти половина предприятий были приватизированы, в 1997 году — почти все предприятия, в государственном владении остались только наиболее значительные. Крупные промышленные предприятия продавались посредством международного тендера мажоритарному инвестору. В 1992 году было учреждено Эстонское приватизационное агентство, которое занималось продажей собственности. К концу 1994 года по этой программе было продано около двухсот предприятий примерно за 100 млн долларов США, около 40 % госкомпаний были проданы иностранным компаниям или совместным предприятиям с участием иностранных инвесторов. Государственная политика приватизации была строгой: государство не выкупало предприятия, не списывало долги и не предоставляло специальной поддержки, закон о банкротстве соблюдался неукоснительно. Предприятия были поставлены перед выбором — либо приватизация, либо ликвидация.
В 1994 году Эстония стала одной из первых стран в мире, принявших плоскую шкалу подоходного налога со ставкой 26 % и её последующим ежегодным снижением для запланированного достижения ставки 18 % к 2010 году (поставленная цель не выполнена, ставка подоходного налога в 2010 году составила 22 %, 20 % в 2020 году).
В 1999 году Эстония вступила во Всемирную торговую организацию (ВТО).
Был достигнут достаточно высокий темп роста ВВП; в 2003 году Эстония вышла на уровень ВВП 1989 года, восстановив таким образом экономику после трансформационного кризиса 1990-х годов.

### В составе ЕС
За 15 лет прошедших с момента вступления Эстонии в ЕС (с 2004 по 2019 год), чистый средний размер оплаты труда вырос в стране более чем в три раза с 363 до 1098 €, а брутто минимальный размер оплаты труда вырос более чем в 3,4 раза с 158,50 до 540 € (516,45€ нетто). ВВП Эстонии по (ППС) с 2004 года по 2019 год вырос в два раза с $23,790 млрд до $46,587 млрд..

#### Период роста
В 2004 году Эстония вступила в Евросоюз. В страну удалось привлечь значительные объёмы иностранных инвестиций. В то же время доля инвестиций в высокотехнологичные отрасли оставалась невысокой.
Согласно отчёту Эстонского института экономических исследований, выпущенному в 2006 году, производительность труда в Эстонии стремительно росла, и, следовательно, также быстро росла заработная плата, при этом в 2005 году личное потребление выросло примерно на 8 %. Крупнейшими факторами роста ВВП в 2005 году были перерабатывающая промышленность и финансовое посредничество, розничная и оптовая торговля, транспорт и связь.
Производительность труда одного работника на основе добавленной стоимости по данным Департамента статистики (2000—2004 гг., 2005—2022 гг.):
| Год       | 2000 | 2001 | 2002 | 2003 | 2004 | 2005 | 2006 | 2007 | 2008 | 2009 | 2010 | 2011 | 2012 | 2013 | 2014 | 2015 | 2016 | 2017 | 2018 | 2019 | 2020 | 2021 | 2022 |
| --------- | ---- | ---- | ---- | ---- | ---- | ---- | ---- | ---- | ---- | ---- | ---- | ---- | ---- | ---- | ---- | ---- | ---- | ---- | ---- | ---- | ---- | ---- | ---- |
| Тыс. евро | 8,1  | 9,2  | 10,3 | 11,3 | 12,8 | 14,7 | 17,4 | 19,3 | 18,7 | 17,4 | 19,6 | 22,7 | 23,5 | 24,3 | 25,3 | 25,2 | 26,8 | 28,7 | 33,3 | 35,6 | 34,8 | 41,2 | 45,5 |

В 2019 году Эстония занимала 32-е место среди стран мира по производительности труда.
К 2007 году Эстония занимала первое место по ВВП на душу населения среди бывших республик СССР и 3-е место в Восточной Европе после Словении и Чехии. Страны Балтии и в первую очередь Эстонию называли «балтийскими тиграми» по аналогии с быстрым ростом экономик Юго-Восточной Азии. По результатам опроса European Cities & Regions of the Future 2008/2009, Таллин занял второе место среди городов с наилучшим экономическим потенциалом и третье в списке небольших городов.
В то же время, по мнению ряда экономистов и политиков, происходивший в Эстонии экономический рост был в значительной части основан на внешних займах и последовавшем за ними буме в кредитной сфере.
В 2006—2007 гг. в эстонской экономике стали проявляться признаки перегрева: выросла инфляция, на рынке недвижимости возник ценовой «пузырь», резкий рост внутреннего потребления подстегнул импорт, из-за чего возрос внешнеторговый дефицит. Из-за переноса в апреле 2007 года в Таллине мемориала советским воинам наступило резкое обострение отношений с Россией, что привело к существенному падению российского транзита, уходу значительного числа инвесторов из Эстонии. Общие потери для Эстонии оценивались некоторыми экономистами суммой более 7—8 млрд крон в год.

### 2010-е

#### Кризис 2008—2010
В 2007 году темпы роста экономики Эстонии начали снижаться. С начала 2008 года в экономике Эстонии проявились негативные тенденции, связанные с мировым финансовым и экономическим кризисом. ВВП начал снижаться, промышленное производство упало, бюджет на 2009 год впервые был принят с дефицитом. В 2009 году ВВП упал почти на 15 %, промышленное производство — почти на четверть. Для борьбы с последствиями кризиса было предпринято сокращение государственных расходов, что было положительно оценено Международным рейтинговым агентством Moody’s. По словам премьер-министра Ансипа, в стране не было проблемы неплатежей, имелись значительные валютные резервы, а внешний долг правительственного сектора оставался очень незначительным в сравнении с другими странами Евросоюза.
Главной причиной резкого спада экономики Эстонии явились лопнувший «пузырь» недвижимости, а в более широком плане — замедление роста частного потребления. Среди других причин спада называются: неконтролируемый приток капитала, дефицит платёжного баланса, игнорирование валютных рисков, ориентация на ограниченный круг стран-партнёров, концентрация усилий правительства Эстонии на исполнении Маастрихтских критериев, чрезмерная политизация экономики, вызвавшая обострение отношений с Россией, отсутствие системной стратегии развития экономики Эстонии.
Выход из кризиса
К концу 2009 года наметился выход из кризиса: с III квартала 2009 года наблюдался последовательный рост ВВП, промышленное производство в сентябре 2010 года выросло почти на треть по сравнению с сентябрём 2009 года В 2010 году тренд ВВП уже был положительным.
Государственный долг и дефицит бюджета оставался наименьшим в ЕС, в 2010 году Эстония была одной из двух стран ЕС, сокративших бюджетный дефицит. Это послужило основанием для заявлений о том, что 2010 год стал годом выхода из кризиса. Вице-президент агентства Moody's в ноябре 2010 года сказал, что «большинство негативных последствий глобального экономического кризиса в отношении Эстонии носили переходный характер и в среднесрочной перспективе ситуация улучшится». Отмечалось, что мероприятия по борьбе с кризисом и реформы, реализованные в странах Балтии, являются примером борьбы с кризисными явлениями для других стран.
9 декабря 2010 года Эстония первой среди постсоветских стран стала членом Организации экономического сотрудничества и развития (ОЭСР).
С 1 января 2011 года Эстония перешла на использование евро.
С 1 декабря 2014 года Эстония первой в мире заступила программу e-Residency, которая позволяет людям, которые не являются гражданами Эстонии иметь доступ к таким услугам со стороны Эстонии, как формирование компании, банковские услуги, обработка платежей и оплата налогов.
В 2017 году ВВП Эстонии в пересчёте на жителя достиг 79 % от среднего показателя по Европейскому союзу. Это означает, что впервые Эстония поднялась на сравнимый уровень с некоторыми южными странами Еврозоны, как например, Португалией, которая гораздо раньше Эстонии присоединилась к Европейскому союзу.
Правительство значительно увеличило свои расходы на инновации с 2016 года: в 2017 году на стимулирование исследований и разработок было направлено 304 миллиона евро.

### Кризис с 2022 года
В 2022 году инфляция в Эстонии составила 19,4 % и стала самой высокой в еврозоне; цены на электроэнергию за год выросли в три раза. Со ссылкой на главу ЦБ Эстонии Мадиса Мюллера сообщалось, что за прошедшие 12 месяцев эксплуатация дизельного автомобиля стала на 50 % дороже, а выпечка буханки хлеба подорожала на 80 %.
Рост цен в ноябре 2023 года по сравнению с тем же периодом 2022 года составил 4 %.
Согласно составленному в конце сентября прогнозу ЦБ Эстонии, рост зарплаты в стране в 2022 году составит 10,2 %, однако реальная зарплата снизится на 8,9 %. Из-за открытости экономики Эстонии, большое значение для страны имеет производительность экспортного сектора, но так как заказы на экспорт сократились из-за влияния антироссийских санкций на торговлю и производство, это тормозит экономическую активность.
ВВП в первом квартале 2023 года снизился, по сравнению с тем же периодом 2022 года, на 3,2 %. Рекордный спад продолжился во внешней торговле: экспорт сократился на 6,9 % (аналогично последнему кварталу 2022 г.), импорт упал на 7,3 %.
| - Шоколад марки «Kalev» как пример инфляции в Эстонии - 2022 год: цена — 14,17 евро/кг - 2025 год: цена — 30,56 евро/кг |

## Сельское хозяйство
Главной отраслью сельского хозяйства является животноводство мясо-молочного направления и свиноводство (особенно беконное). Растениеводство занимается в основном производством кормов для животноводства, а также выращиванием технических культур. Развито рыболовство. В 2014 году уровень перепроизводства основных видов сельскохозяйственной продукции (овощей, коровьего молока, яиц, свинины) превысил 120 %.

### Рыболовство и рыбоводство
Суммарный вылов основных видов морской рыбы вырос в 2014 году на 200 тонн и достиг 3300 тонн, что спровоцировало избыток предложения и кризис рыболовецкой и рыбоперерабатывающих отраслей летом 2014 года.
Рыбоводческие предприятия страны в основном ориентированы на рынки стран Ближнего востока (прежде всего Израиль) и выращивают лососевые виды рыб. Имеются фермы по выращиванию осетровых рыб и карпа.
| Вылов океанской рыбы, тыс. тонн | Вылов океанской рыбы, тыс. тонн | Вылов океанской рыбы, тыс. тонн | Вылов океанской рыбы, тыс. тонн | Вылов океанской рыбы, тыс. тонн | Вылов океанской рыбы, тыс. тонн | Вылов океанской рыбы, тыс. тонн | Вылов океанской рыбы, тыс. тонн | Вылов океанской рыбы, тыс. тонн | Вылов океанской рыбы, тыс. тонн | Вылов океанской рыбы, тыс. тонн | Вылов океанской рыбы, тыс. тонн | Вылов океанской рыбы, тыс. тонн | Вылов океанской рыбы, тыс. тонн | Вылов океанской рыбы, тыс. тонн | Вылов океанской рыбы, тыс. тонн |
| 1992                            | 1993                            | 1994                            | 1995                            | 1996                            | 1997                            | 1998                            | 1999                            | 2000                            | 2001                            | 2002                            | 2003                            | 2004                            | 2005                            | 2006                            | 2007                            |
| ------------------------------- | ------------------------------- | ------------------------------- | ------------------------------- | ------------------------------- | ------------------------------- | ------------------------------- | ------------------------------- | ------------------------------- | ------------------------------- | ------------------------------- | ------------------------------- | ------------------------------- | ------------------------------- | ------------------------------- | ------------------------------- |
| 91                              | ↘89                             | ↘72                             | ↘70                             | ↘35                             | ↘26                             | ↗37                             | ↘26                             | ↘25                             | ↘16                             | ↗17                             | ↘16                             | ↗17                             | →17                             | ↘14                             | ↗15                             |
| 2008                            | 2009                            | 2010                            | 2011                            | 2012                            | 2013                            | 2014                            | 2015                            | 2016                            | 2017                            | 2018                            | 2019                            | 2020                            | 2021                            | 2022                            |                                 |
| →15                             | ↘11                             | ↗13                             | ↗15                             | ↘12                             | →12                             | ↘11                             | →11                             | ↗12                             | ↗15                             | ↗17                             | ↗18                             | ↘15                             | ↘14                             | ↗16                             |                                 |

| Вылов рыбы в Балтийском море, тыс. тонн | Вылов рыбы в Балтийском море, тыс. тонн | Вылов рыбы в Балтийском море, тыс. тонн | Вылов рыбы в Балтийском море, тыс. тонн | Вылов рыбы в Балтийском море, тыс. тонн | Вылов рыбы в Балтийском море, тыс. тонн | Вылов рыбы в Балтийском море, тыс. тонн | Вылов рыбы в Балтийском море, тыс. тонн | Вылов рыбы в Балтийском море, тыс. тонн | Вылов рыбы в Балтийском море, тыс. тонн | Вылов рыбы в Балтийском море, тыс. тонн | Вылов рыбы в Балтийском море, тыс. тонн | Вылов рыбы в Балтийском море, тыс. тонн | Вылов рыбы в Балтийском море, тыс. тонн | Вылов рыбы в Балтийском море, тыс. тонн | Вылов рыбы в Балтийском море, тыс. тонн |
| 1992                                    | 1993                                    | 1994                                    | 1995                                    | 1996                                    | 1997                                    | 1998                                    | 1999                                    | 2000                                    | 2001                                    | 2002                                    | 2003                                    | 2004                                    | 2005                                    | 2006                                    | 2007                                    |
| --------------------------------------- | --------------------------------------- | --------------------------------------- | --------------------------------------- | --------------------------------------- | --------------------------------------- | --------------------------------------- | --------------------------------------- | --------------------------------------- | --------------------------------------- | --------------------------------------- | --------------------------------------- | --------------------------------------- | --------------------------------------- | --------------------------------------- | --------------------------------------- |
| 37                                      | ↗42                                     | ↗46                                     | ↗59                                     | ↗71                                     | ↗95                                     | ↘78                                     | ↗83                                     | ↗85                                     | →85                                     | ↘79                                     | ↘59                                     | ↗65                                     | ↗80                                     | ↘73                                     | ↗80                                     |
| 2008                                    | 2009                                    | 2010                                    | 2011                                    | 2012                                    | 2013                                    | 2014                                    | 2015                                    | 2016                                    | 2017                                    | 2018                                    | 2019                                    | 2020                                    | 2021                                    | 2022                                    |                                         |
| ↗84                                     | →84                                     | ↘80                                     | ↘63                                     | ↘52                                     | ↗55                                     | →55                                     | ↗59                                     | ↗60                                     | ↗64                                     | ↗67                                     | ↘66                                     | ↘56                                     | →56                                     | →56                                     |                                         |

| Вылов рыбы во внутренних водах, тыс. тонн | Вылов рыбы во внутренних водах, тыс. тонн | Вылов рыбы во внутренних водах, тыс. тонн | Вылов рыбы во внутренних водах, тыс. тонн | Вылов рыбы во внутренних водах, тыс. тонн | Вылов рыбы во внутренних водах, тыс. тонн | Вылов рыбы во внутренних водах, тыс. тонн | Вылов рыбы во внутренних водах, тыс. тонн | Вылов рыбы во внутренних водах, тыс. тонн | Вылов рыбы во внутренних водах, тыс. тонн | Вылов рыбы во внутренних водах, тыс. тонн | Вылов рыбы во внутренних водах, тыс. тонн | Вылов рыбы во внутренних водах, тыс. тонн | Вылов рыбы во внутренних водах, тыс. тонн | Вылов рыбы во внутренних водах, тыс. тонн | Вылов рыбы во внутренних водах, тыс. тонн |
| 1992                                      | 1993                                      | 1994                                      | 1995                                      | 1996                                      | 1997                                      | 1998                                      | 1999                                      | 2000                                      | 2001                                      | 2002                                      | 2003                                      | 2004                                      | 2005                                      | 2006                                      | 2007                                      |
| ----------------------------------------- | ----------------------------------------- | ----------------------------------------- | ----------------------------------------- | ----------------------------------------- | ----------------------------------------- | ----------------------------------------- | ----------------------------------------- | ----------------------------------------- | ----------------------------------------- | ----------------------------------------- | ----------------------------------------- | ----------------------------------------- | ----------------------------------------- | ----------------------------------------- | ----------------------------------------- |
| 3,5                                       | ↘2,4                                      | ↘1,9                                      | ↗2,4                                      | →2,4                                      | →2,4                                      | ↗3,9                                      | ↘3                                        | ↗3,2                                      | ↘2,5                                      | ↗4,6                                      | ↘3,6                                      | ↘2,4                                      | →2,4                                      | ↗2,9                                      | ↘2,6                                      |
| 2008                                      | 2009                                      | 2010                                      | 2011                                      | 2012                                      | 2013                                      | 2014                                      | 2015                                      | 2016                                      | 2017                                      | 2018                                      | 2019                                      | 2020                                      | 2021                                      | 2022                                      |                                           |
| ↗2,7                                      | ↗2,8                                      | →2,8                                      | ↘2,6                                      | ↗3                                        | ↘2,9                                      | ↘2,8                                      | ↘2,6                                      | ↗3                                        | →3                                        | ↗3,2                                      | ↘2,9                                      | ↗3,6                                      | ↘2,7                                      | ↘2,6                                      |                                           |

| Реализация рыбы рыбоводческими хозяйствами, тыс. тонн | Реализация рыбы рыбоводческими хозяйствами, тыс. тонн | Реализация рыбы рыбоводческими хозяйствами, тыс. тонн | Реализация рыбы рыбоводческими хозяйствами, тыс. тонн | Реализация рыбы рыбоводческими хозяйствами, тыс. тонн | Реализация рыбы рыбоводческими хозяйствами, тыс. тонн | Реализация рыбы рыбоводческими хозяйствами, тыс. тонн | Реализация рыбы рыбоводческими хозяйствами, тыс. тонн | Реализация рыбы рыбоводческими хозяйствами, тыс. тонн | Реализация рыбы рыбоводческими хозяйствами, тыс. тонн | Реализация рыбы рыбоводческими хозяйствами, тыс. тонн | Реализация рыбы рыбоводческими хозяйствами, тыс. тонн | Реализация рыбы рыбоводческими хозяйствами, тыс. тонн | Реализация рыбы рыбоводческими хозяйствами, тыс. тонн | Реализация рыбы рыбоводческими хозяйствами, тыс. тонн | Реализация рыбы рыбоводческими хозяйствами, тыс. тонн |
| 1992                                                  | 1993                                                  | 1994                                                  | 1995                                                  | 1996                                                  | 1997                                                  | 1998                                                  | 1999                                                  | 2000                                                  | 2001                                                  | 2002                                                  | 2003                                                  | 2004                                                  | 2005                                                  | 2006                                                  | 2007                                                  |
| ----------------------------------------------------- | ----------------------------------------------------- | ----------------------------------------------------- | ----------------------------------------------------- | ----------------------------------------------------- | ----------------------------------------------------- | ----------------------------------------------------- | ----------------------------------------------------- | ----------------------------------------------------- | ----------------------------------------------------- | ----------------------------------------------------- | ----------------------------------------------------- | ----------------------------------------------------- | ----------------------------------------------------- | ----------------------------------------------------- | ----------------------------------------------------- |
| 0,6                                                   | ↘0,3                                                  | ↗0,4                                                  | ↘0,2                                                  | →0,2                                                  | →0,2                                                  | ↗0,3                                                  | ↘0,2                                                  | ↘0,1                                                  | ↗0,3                                                  | →0,3                                                  | ↘0,2                                                  | ↗0,4                                                  | →0,4                                                  | ↗0,5                                                  | →0,5                                                  |
| 2008                                                  | 2009                                                  | 2010                                                  | 2011                                                  | 2012                                                  | 2013                                                  | 2014                                                  | 2015                                                  | 2016                                                  | 2017                                                  | 2018                                                  | 2019                                                  | 2020                                                  | 2021                                                  | 2022                                                  |                                                       |
| →0,5                                                  | ↗0,7                                                  | ↘0,6                                                  | ↘0,4                                                  | ↗0,6                                                  | ↗0,7                                                  | ↗0,9                                                  | ↘0,8                                                  | ↗0,9                                                  | →0,9                                                  | →0,9                                                  | ↗1,1                                                  | ↘1                                                    | ↘0,8                                                  | →0,8                                                  |                                                       |

## Лесное хозяйство и деревообработка
Опирающаяся на местное сырьё деревообработка высокой степени передела является крупным промышленным кластером южных регионов Эстонии. Большая часть продукции отправляется на экспорт (пило- и стройматериалы, готовые дома) и составляет в стоимостном выражении до 10 % от общего экспорта.
| Общая вырубка леса по данным государственной инвентаризации лесов, млн. м³ | Общая вырубка леса по данным государственной инвентаризации лесов, млн. м³ | Общая вырубка леса по данным государственной инвентаризации лесов, млн. м³ | Общая вырубка леса по данным государственной инвентаризации лесов, млн. м³ | Общая вырубка леса по данным государственной инвентаризации лесов, млн. м³ | Общая вырубка леса по данным государственной инвентаризации лесов, млн. м³ | Общая вырубка леса по данным государственной инвентаризации лесов, млн. м³ | Общая вырубка леса по данным государственной инвентаризации лесов, млн. м³ | Общая вырубка леса по данным государственной инвентаризации лесов, млн. м³ | Общая вырубка леса по данным государственной инвентаризации лесов, млн. м³ | Общая вырубка леса по данным государственной инвентаризации лесов, млн. м³ | Общая вырубка леса по данным государственной инвентаризации лесов, млн. м³ |
| 1999                                                                       | 2000                                                                       | 2001                                                                       | 2002                                                                       | 2003                                                                       | 2004                                                                       | 2005                                                                       | 2006                                                                       | 2007                                                                       | 2008                                                                       | 2009                                                                       | 2010                                                                       |
| -------------------------------------------------------------------------- | -------------------------------------------------------------------------- | -------------------------------------------------------------------------- | -------------------------------------------------------------------------- | -------------------------------------------------------------------------- | -------------------------------------------------------------------------- | -------------------------------------------------------------------------- | -------------------------------------------------------------------------- | -------------------------------------------------------------------------- | -------------------------------------------------------------------------- | -------------------------------------------------------------------------- | -------------------------------------------------------------------------- |
| 12,7                                                                       | ↘10,6                                                                      | ↗12,4                                                                      | ↘10,2                                                                      | ↘9,9                                                                       | ↘8,1                                                                       | ↘8                                                                         | ↘6,5                                                                       | ↘6                                                                         | ↘5,4                                                                       | ↗6,4                                                                       | ↗8,2                                                                       |
| 2011                                                                       | 2012                                                                       | 2013                                                                       | 2014                                                                       | 2015                                                                       | 2016                                                                       | 2017                                                                       | 2018                                                                       | 2019                                                                       | 2020                                                                       | 2021                                                                       |                                                                            |
| ↗9                                                                         | ↗10,2                                                                      | ↘10,1                                                                      | ↘10                                                                        | ↗10,1                                                                      | ↗10,8                                                                      | ↗12,6                                                                      | ↗12,8                                                                      | ↘11,3                                                                      | ↘10,7                                                                      | ↘10                                                                        |                                                                            |

| Общая вырубка леса согласно порубочной документации, млн. м³ | Общая вырубка леса согласно порубочной документации, млн. м³ | Общая вырубка леса согласно порубочной документации, млн. м³ | Общая вырубка леса согласно порубочной документации, млн. м³ | Общая вырубка леса согласно порубочной документации, млн. м³ | Общая вырубка леса согласно порубочной документации, млн. м³ | Общая вырубка леса согласно порубочной документации, млн. м³ | Общая вырубка леса согласно порубочной документации, млн. м³ | Общая вырубка леса согласно порубочной документации, млн. м³ | Общая вырубка леса согласно порубочной документации, млн. м³ | Общая вырубка леса согласно порубочной документации, млн. м³ | Общая вырубка леса согласно порубочной документации, млн. м³ | Общая вырубка леса согласно порубочной документации, млн. м³ | Общая вырубка леса согласно порубочной документации, млн. м³ | Общая вырубка леса согласно порубочной документации, млн. м³ | Общая вырубка леса согласно порубочной документации, млн. м³ |
| 1991                                                         | 1992                                                         | 1993                                                         | 1994                                                         | 1995                                                         | 1996                                                         | 1997                                                         | 1998                                                         | 1999                                                         | 2000                                                         | 2001                                                         | 2002                                                         | 2003                                                         | 2004                                                         | 2005                                                         | 2006                                                         |
| ------------------------------------------------------------ | ------------------------------------------------------------ | ------------------------------------------------------------ | ------------------------------------------------------------ | ------------------------------------------------------------ | ------------------------------------------------------------ | ------------------------------------------------------------ | ------------------------------------------------------------ | ------------------------------------------------------------ | ------------------------------------------------------------ | ------------------------------------------------------------ | ------------------------------------------------------------ | ------------------------------------------------------------ | ------------------------------------------------------------ | ------------------------------------------------------------ | ------------------------------------------------------------ |
| 3,2                                                          | ↘2,2                                                         | ↗2,5                                                         | ↗3,7                                                         | ↗4                                                           | ↗4,3                                                         | ↗5,7                                                         | ↗6,3                                                         | ↗7                                                           | ↘6,9                                                         | ↗7,2                                                         | ↗7,6                                                         | ↗7,8                                                         | ↘7,6                                                         | ↘5,1                                                         | ↗5,9                                                         |
| 2007                                                         | 2008                                                         | 2009                                                         | 2010                                                         | 2011                                                         | 2012                                                         | 2013                                                         | 2014                                                         | 2015                                                         | 2016                                                         | 2017                                                         | 2018                                                         | 2019                                                         | 2020                                                         | 2021                                                         | 2022                                                         |
| ↗6,9                                                         | ↗7,5                                                         | ↘7,3                                                         | ↗10,5                                                        | ↗10,8                                                        | →10,8                                                        | ↗11,2                                                        | ↗13,2                                                        | ↘12,6                                                        | ↗13,8                                                        | ↗13,9                                                        | ↗15,6                                                        | ↘13                                                          | ↗13,2                                                        | ↗13,3                                                        | ↗13,9                                                        |

| Производство пиломатериалов, тыс. м³ (1990 и 1995—2013 гг.) | Производство пиломатериалов, тыс. м³ (1990 и 1995—2013 гг.) | Производство пиломатериалов, тыс. м³ (1990 и 1995—2013 гг.) | Производство пиломатериалов, тыс. м³ (1990 и 1995—2013 гг.) | Производство пиломатериалов, тыс. м³ (1990 и 1995—2013 гг.) | Производство пиломатериалов, тыс. м³ (1990 и 1995—2013 гг.) | Производство пиломатериалов, тыс. м³ (1990 и 1995—2013 гг.) | Производство пиломатериалов, тыс. м³ (1990 и 1995—2013 гг.) | Производство пиломатериалов, тыс. м³ (1990 и 1995—2013 гг.) | Производство пиломатериалов, тыс. м³ (1990 и 1995—2013 гг.) |
| 1990                                                        | 1995                                                        | 1996                                                        | 1997                                                        | 1998                                                        | 1999                                                        | 2000                                                        | 2001                                                        | 2002                                                        | 2003                                                        |
| ----------------------------------------------------------- | ----------------------------------------------------------- | ----------------------------------------------------------- | ----------------------------------------------------------- | ----------------------------------------------------------- | ----------------------------------------------------------- | ----------------------------------------------------------- | ----------------------------------------------------------- | ----------------------------------------------------------- | ----------------------------------------------------------- |
| 500                                                         | ↘364                                                        | ↗511                                                        | ↗729                                                        | ↗924                                                        | ↗1200                                                       | ↗1437                                                       | ↗1623                                                       | ↗1825                                                       | ↗1954                                                       |
| 2004                                                        | 2005                                                        | 2006                                                        | 2007                                                        | 2008                                                        | 2009                                                        | 2010                                                        | 2011                                                        | 2012                                                        | 2013                                                        |
| ↗2030                                                       | ↗2063                                                       | ↘1958                                                       | ↘1555                                                       | ↘1133                                                       | ↘1128                                                       | ↗1449                                                       | ↗1504                                                       | ↘1491                                                       | ↗1557                                                       |

В 2023 году в Эстонии было произведено 2171 тыс. м³ пиломатериалов.
| Экспорт пиломатериалов и изделий из дерева (искл. мебель), млн. евро* | Экспорт пиломатериалов и изделий из дерева (искл. мебель), млн. евро* | Экспорт пиломатериалов и изделий из дерева (искл. мебель), млн. евро* | Экспорт пиломатериалов и изделий из дерева (искл. мебель), млн. евро* | Экспорт пиломатериалов и изделий из дерева (искл. мебель), млн. евро* |
| 2018                                                                  | 2019                                                                  | 2020                                                                  | 2021                                                                  | 2022                                                                  |
| --------------------------------------------------------------------- | --------------------------------------------------------------------- | --------------------------------------------------------------------- | --------------------------------------------------------------------- | --------------------------------------------------------------------- |
| 1345                                                                  | ↘1298                                                                 | ↗1375                                                                 | ↗1914                                                                 | ↗2340                                                                 |

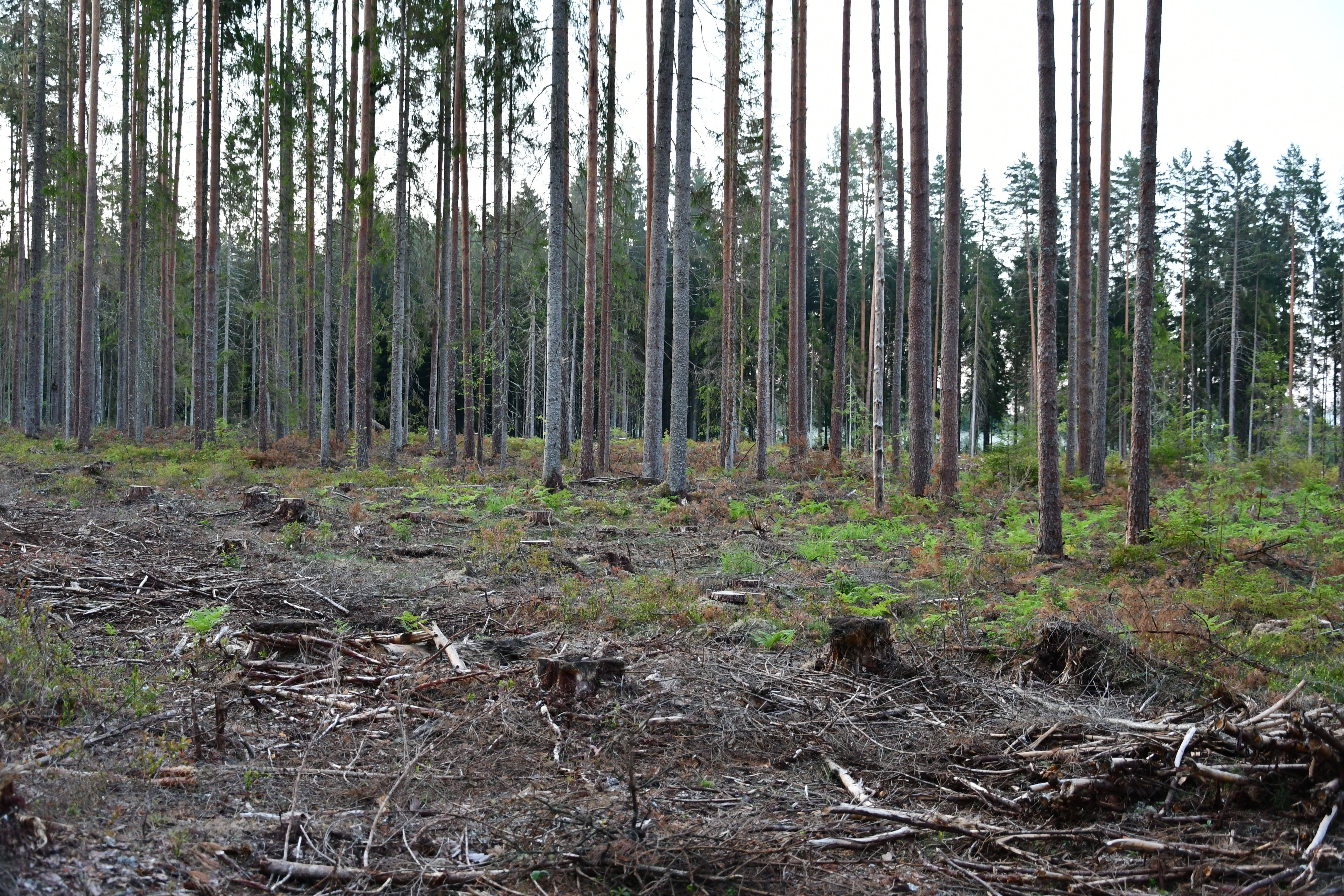
Вырубка леса в деревне Лаупа, 2023 год

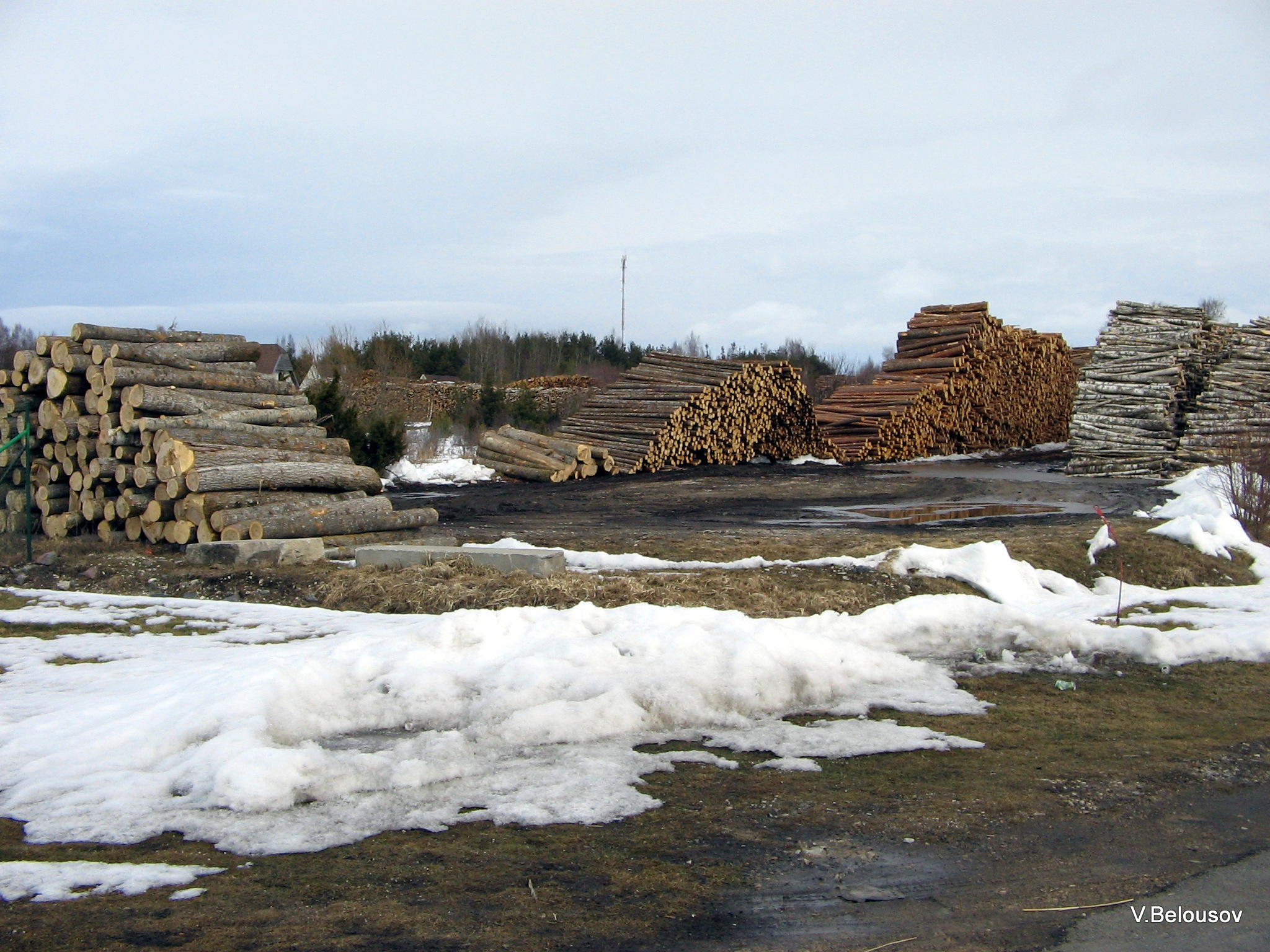
Лес на вывоз в деревне Рохукюла, 2013 год

* Без учёта иностранных компаний (нерезидентов)

## Промышленность
Основными отраслями промышленности являются энергетика, химическая промышленность, машиностроение, целлюлозно-бумажная и деревообрабатывающая промышленность.
Горнодобывающая промышленность составляет 1 % от ВВП. Горнодобывающие товары включают горючий сланец (см. Сланцевая промышленность Эстонии), торф и промышленные минералы, такие как глины, известняк, песок и гравий.
Крупнейшие промышленные предприятия Эстонии:
| Предприятие                                            | Основной вид деятельности                                                                                      | Центр       | Численность работников | Численность работников | Численность работников |
| Предприятие                                            | Основной вид деятельности                                                                                      | Центр       | 31.12.2019             | 31.12.2021             | 31.12.2023             |
| ------------------------------------------------------ | --- | ----------- | ---------------------- | ---------------------- | ---------------------- |
| Ericsson Eesti AS                                      | Производство коммуникационного оборудования                                                                    | Таллин      | 1656                   | 1814                   | 1804                   |
| Maag Eesti AS (до 11.09.2023 — HKScan Estonia AS)      | Переработка и консервирование мяса                                                                             | Раквере     | 1069                   | 1098                   | 1163                   |
| Enefit Solutions AS                                    | Ремонт машин и оборудования                                                                                    | Йыхви       | 851                    | 858                    | 960                    |
| Norma AS                                               | Производство прочих комплектующих и аксессуаров для автотранспортных средств                                   | Таллин      | 840                    | 952                    | 898                    |
| Enics Eesti AS                                         | Производство печатных плат                                                                                     | Элва        | 841                    | 811                    | 818                    |
| ABB AS                                                 | Производство электромоторов, генераторов и трансформаторов                                                     | Юри         | 1254                   | 1046                   | 789                    |
| VKG Oil AS                                             | Производство очищенных нефтепродуктов                                                                          | Кохтла-Ярве | 676                    | 628                    | 621                    |
| Stora Enso Eesti AS                                    | Производство пиломатериалов                                                                                    | Таллин      | 693                    | 711                    | 569                    |
| Scanfil OÜ                                             | Производство электронных компонентов                                                                           | Пярну       | 502                    | 468                    | 556                    |
| AS Kiviõli Keemiatööstus (до 30.03.2023 — KKT Oil OÜÕ) | Производство сланцевых масел                                                                                   | Кивиыли     | 581                    | 518                    | 554                    |
| VKG Kaevandused OÜ                                     | Добыча и переработка сланца                                                                                    | Кохтла-Ярве | 520                    | 505                    | 524                    |
| Viljandi Aken ja Uks AS                                | Производство деревянных дверей и окон                                                                          | Вильянди    | 596                    | 690                    | 519                    |
| HANZA Mechanics Tartu AS                               | Производство прочих металлических изделий                                                                      | Тарту       | 466                    | 455                    | 506                    |
| Orkla Eesti AS                                         | Производство какао, шоколада и сахаристых кондитерских изделий. Переработка и консервирование фруктов и овощей | Лехмья      | 540                    | 531                    | 482                    |
| Valio Eesti AS                                         | Производство молочных продуктов и сыра                                                                         | Таллин      | 467                    | 449                    | 447                    |
| Magnetic MRO AS                                        | Ремонт и обслуживание воздушных судов                                                                          | Таллин      | 419                    | 418                    | 421                    |
| Harmet OÜ                                              | Производство деревянных строительных конструкций                                                               | Кумна       | 549                    | 523                    | 301                    |
| Konesko AS                                             | Производство комплектующих для электропроводки                                                                 | Коэру       | 413                    | 399                    | 388                    |
| Valio Eesti AS                                         | Производство молочных продуктов                                                                                | Таллин      | 467                    | 449                    | 447                    |
| Wendre AS                                              | Производство текстильных изделий                                                                               | Пярну       | 753                    | 351                    | 366                    |
| Eesti Pagar AS                                         | Производство хлебобулочных изделий                                                                             | Пайде       | 307                    | 311                    | 349                    |
| Horizon tselluloosi ja paberi AS                       | Производство электрического оборудования                                                                       | Таллин      | 370                    | 350                    | 331                    |

### Машиностроение
Машиностроение представлено как нематериалоёмкими (выпуск электрооборудования, радиоаппаратуры и т. п.), так и металлоёмкими (оборудование для добычи и переработки сланцев) отраслями.
Одной из крупнейших машиностроительных компаний Эстонии является фирма BLRT Grupp (бывший Балтийский судоремонтный завод), которая осуществляет судостроение, судоремонт, металлообработку, ремонт вагонов и другие виды деятельности. Судостроением также занимается Локсаский судостроительный завод. До 2007 года в Тарту была налажена сборка автобусов на шасси Scania на заводе Baltscan (Тарту).
Доля машиностроения в промышленности Эстонии (вкл. производство электроэнергии, газа и горячей воды):
| Год | 1992 | 1993   | 1994   | 1995   | 1996   | 1997   | 1998   | 1999   | 2000   | 2001   | 2002   | 2003   | 2004   | 2005   | 2006   | 2007   |
| --- | ---- | ------ | ------ | ------ | ------ | ------ | ------ | ------ | ------ | ------ | ------ | ------ | ------ | ------ | ------ | ------ |
| %   | 11,7 | ↗ 11,8 | ↗ 12,4 | ↘ 12,3 | ↗ 13,6 | ↗ 14,0 | ↗ 16,0 | ↘ 15,9 | ↗ 18,9 | ↘ 19,6 | ↘ 20,5 | ↗ 21,7 | ↗ 24,4 | ↗ 26,9 | ↗ 28,0 | ↗ 29,4 |

### Химическая промышленность
Отрасль химического синтеза развивается на основе сланцевой промышленности. Число предприятий в отрасли достигает нескольких десятков. Крупнейшим холдингом в области сланцевого производства является Viru Keemia Grupp, занимающийся, в числе прочего, также производством электроэнергии. При переработке сланцев предприятие «Нарвские электростанции» производит сланцевую золу, пригодную для использования в строительстве, и синтетическую нефть. 
Химические комбинаты в Кохтла-Ярве и Кивиыли производят азотные удобрения, фенолы, красители, сланцевое масло и синтетическое дизельное топливо. Работают предприятия по выпуску готовых изделий из пластмасс, лакокраски, герметиков, пенных и эластичных материалов, товаров бытовой химии международных концернов Henkel, AkzoNobel, Eskaro и других.
Доля химической промышленности в промышленности Эстонии (вкл. производство электроэнергии, газа и горячей воды):
| Год | 1992 | 1993  | 1994   | 1995  | 1996  | 1997  | 1998  | 1999  | 2000  | 2001  | 2002  | 2003  | 2004  | 2005  | 2006  | 2007  |
| --- | ---- | ----- | ------ | ----- | ----- | ----- | ----- | ----- | ----- | ----- | ----- | ----- | ----- | ----- | ----- | ----- |
| %   | 7,6  | ↘ 6,7 | ↗ 12,4 | ↘ 7,6 | ↗ 8,1 | ↘ 6,1 | ↘ 5,2 | ↘ 4,2 | ↗ 4,5 | ↘ 4,4 | ↘ 3,8 | → 3,8 | ↗ 4,4 | ↗ 4,9 | ↘ 4,8 | ↘ 4,5 |

## Энергетика
Эстония является нетто-импортером энергоносителей. Импорт энергоносителей в 2019 г.  — 2,75 млн toe, в том числе: сырая нефть и нефтепродукты 1,83 млн toe или 66,7 %, электроэнергия — 0,42 млн toe или 15,2 %, природный газ — 0,4 млн toe или 14,6 %. Суммарное превышение (+) импорта над экспортом — 0,19 млн toe. При этом, по группе ВИЭ с учётом биотоплива, страна — нетто-экспортер.
Крупнейшие предприятия энергетического сектора Эстонии:
| Предприятие                                             | Основной вид деятельности                                          | Центр  | Численность работников | Численность работников | Численность работников |
| Предприятие                                             | Основной вид деятельности                                          | Центр  | 31.12.2019             | 31.12.2023             |                        |
| ------------------------------------------------------- | ------------------------------------------------------------------ | ------ | ---------------------- | ---------------------- | ---------------------- |
| Enefit Power AS (до 2020 г.— Enefit Energiatootmine AS) | Производство электроэнергии из невозобновляемого источника энергии | Аувере | 864                    | 1849                   |                        |
| Eesti Energia AS                                        | Продажа электроэнергии                                             | Таллин | 985                    | 855                    |                        |
| Elektrilevi OÜ                                          | Распределение электроэнергии                                       | Таллин | 723                    | 808                    |                        |

Энергетическая статистика Eurostat и, в частности, данные, характеризующие энергетическую зависимость Эстонии и её топливно-энергетический баланс дают полное представление об энергетике Эстонии.
Энергетическая зависимость* по агрегированным группам энергоносителей и в целом иллюстрируется следующей диаграммой:

Энергетическая зависимость Эстонии, 1990—2019 гг., проценты

Примечание. Энергетическая зависимость показывает, в какой степени экономика зависит от импорта для удовлетворения своих энергетических потребностей. Рассчитывается из отношения импорта-нетто (импорт минус экспорт) на сумму валового внутреннего потребления первичных энергоносителей и бункерного топлива
Топливно-энергетический баланс Эстонии за 2019 год, отдельные статьи которого приведены в таблице 1 указывает на следующие принципиальные особенности энергетического хозяйства страны. Производство первичной энергии составило 4,91 млн тонн нефтяного эквивалента (toe), в том числе сланец и битуминозный песок — почти 3,0 млн toe или 60,9 %, возобновляемые источники энергии (ВИЭ), включая биотопливо — 1,87 млн toe или 38 %.
| Таблица 1. Отдельные статьи ТЭБ Эстонии за 2019 г., тыс. тонн нефтяного эквивалента |                                |         |         |                |                                                    |
| Энергоносители                                                                      | Производство первичной энергии | Экспорт | Импорт  | Общая поставка | Преобразование (вход) — энергетическое потребление |
| Электроэнергия                                                                      | --                             | 233     | 418     | 185            | --                                                 |
| Теплоэнергия                                                                        | --                             | --      | --      | --             | --                                                 |
| Производные газов                                                                   | --                             | --      | --      | --             | 302                                                |
| Природный газ                                                                       | --                             | --      | 401     | 380            | 123                                                |
| Невозобновляемые отходы                                                             | 36                             | --      | 6       | 42             | 25                                                 |
| Ядерное тепло                                                                       | --                             | --      | --      | --             | --                                                 |
| Сырая нефть и нефтепродукты (без биотоплива)                                        | --                             | 1555    | 1832    | -17            | 38                                                 |
| Сланец и битуминозный песок                                                         | 2992                           | --      | --      | 2948           | 2843                                               |
| Торф и продукты из торфа                                                            | 16                             | --      | --      | 23             | 20                                                 |
| Возобновляемые и биотопливо                                                         | 1865                           | 704     | 60      | 1179           | 745                                                |
| Твёрдое органическое топливо                                                        | --                             | 14      | 29      | 14             | --                                                 |
| Всего                                                                               | 4909                           | 2504    | 2746    | 4756           | 4095                                               |
| Доля электроэнергии                                                                 | --                             | 9,31 %  | 15,22 % | 3,89 %         | --                                                 |

| Окончание таблицы 1                          |                                                                 |                                     |                |           |                |
| Энергоносители                               | Преобразование — электрические станции и отопительные установки | Конечное энергетическое потребление | Промышленность | Транспорт | Другие сектора |
| Электроэнергия                               | --                                                              | 629                                 | 183            | 5         | 441            |
| Теплоэнергия                                 | --                                                              | 464                                 | 33             | --        | 431            |
| Производные газов                            | 302                                                             | --                                  | --             | --        | --             |
| Природный газ                                | 123                                                             | 241                                 | 99             | 6         | 135            |
| Невозобновляемые отходы                      | 25                                                              | 17                                  | 17             | --        | --             |
| Ядерное тепло                                | --                                                              | --                                  | --             | --        | --             |
| Сырая нефть и нефтепродукты (без биотоплива) | 13                                                              | 978                                 | 64             | 788       | 126            |
| Сланец и битуминозный песок                  | 1066                                                            | 24                                  | 24             | --        | --             |
| Торф и продукты из торфа                     | 20                                                              | --                                  | --             | --        | --             |
| Возобновляемые ресурсы и биотопливо          | 745                                                             | 443                                 | 15             | 33        | 396            |
| Твердое органическое топливо                 | --                                                              | 30                                  | 28             | --        | 2              |
| Всего                                        | 2293                                                            | 2827                                | 463            | 832       | 1532           |
| Доля электроэнергии                          | --                                                              | 22,25 %                             | 39,52 %        | 0,60 %    | 28,79 %        |

Из общей поставки энергоносителей в объёме 4,8 млн toe их преобразование на электростанциях и отопительных установках 2,3 млн toe или 48,2 %, что подчеркивает исключительно важную роль энергетики в социально-экономическом комплексе страны.
В структуре конечного энергетического потребления энергоносителей превалируют другие сектора, на которые в 2019 г. пришлось 54,2 %, на транспорт — 29,4 % и на промышленность — 16,4 %. Доля электроэнергии в конечном энергетическом потреблении — 22,3 %, в промышленности — 39,5 %, на транспорте — 0,6 % и в других секторах — 28,8 %.
Динамика производства электроэнергии в Эстонии за период с 1945 г. претерпела существенные изменения, что иллюстрируется нижеследующей диаграммой.

Производство электроэнергии-брутто в Эстонии, 1945—2019 гг., млрд. кВт∙ч

Современное состояние электроэнергетического комплекса страны, основные показатели, их структура, характеризуются следующими данными и диаграммами:

Структура установленной мощности генерирующих источников Эстонии за 2019 г., МВт (%)
Структура установленной мощности ТЭС Эстонии по типам первичного двигателя (технологии) за 2019 год, %
Эстония. Структура производства электроэнергии-брутто по типам электростанций за 2019 г., млн кВт∙ч (%)
Эстония. Потребление электроэнергии в отдельных секторах, 1990—2019 гг., млн. кВт∙ч

- Установленная мощность электростанций (на конец 2019 г.) — 2746 МВт;
- Производство электрической энергии-брутто в 2019 г. — 7616 млн кВт∙ч;
- Конечное (полезное) потребление электроэнергии в 2019 г. — 7787 млн кВт∙ч.

Ключевые энергетические организации: 
- Majandus-ja Kommunikatsiooniministeerium (The Estonian Ministry of Economic Affairs and Communications);
- Eesti Energia AS — многопрофильный энергетический концерн, принадлежащий государству, включающий вертикально-интегрированные услуги по производству, передаче и сбыту электроэнергии;
- Elering AS — оператор национальной энергетической системы;
- Nord Pool Spot[англ.] (NPS) — коммерческий оператор; панъевропейская биржа электроэнергии (штаб-квартира в Осло).

Доля энергетики, производства газа и горячей воды в промышленности Эстонии:
| Год | 1992 | 1993   | 1994   | 1995   | 1996   | 1997   | 1998   | 1999   | 2000  | 2001  | 2002  | 2003  | 2004  | 2005  | 2006  | 2007  |
| --- | ---- | ------ | ------ | ------ | ------ | ------ | ------ | ------ | ----- | ----- | ----- | ----- | ----- | ----- | ----- | ----- |
| %   | 11,0 | ↗ 12,7 | ↗ 14,7 | ↘ 13,5 | ↘ 13,3 | ↘ 11,5 | ↘ 11,0 | ↗ 12,2 | ↘ 9,9 | ↘ 9,7 | ↘ 9,2 | ↗ 9,5 | ↘ 7,7 | ↘ 5,9 | ↘ 5,4 | ↗ 5,7 |

## Строительство и недвижимость

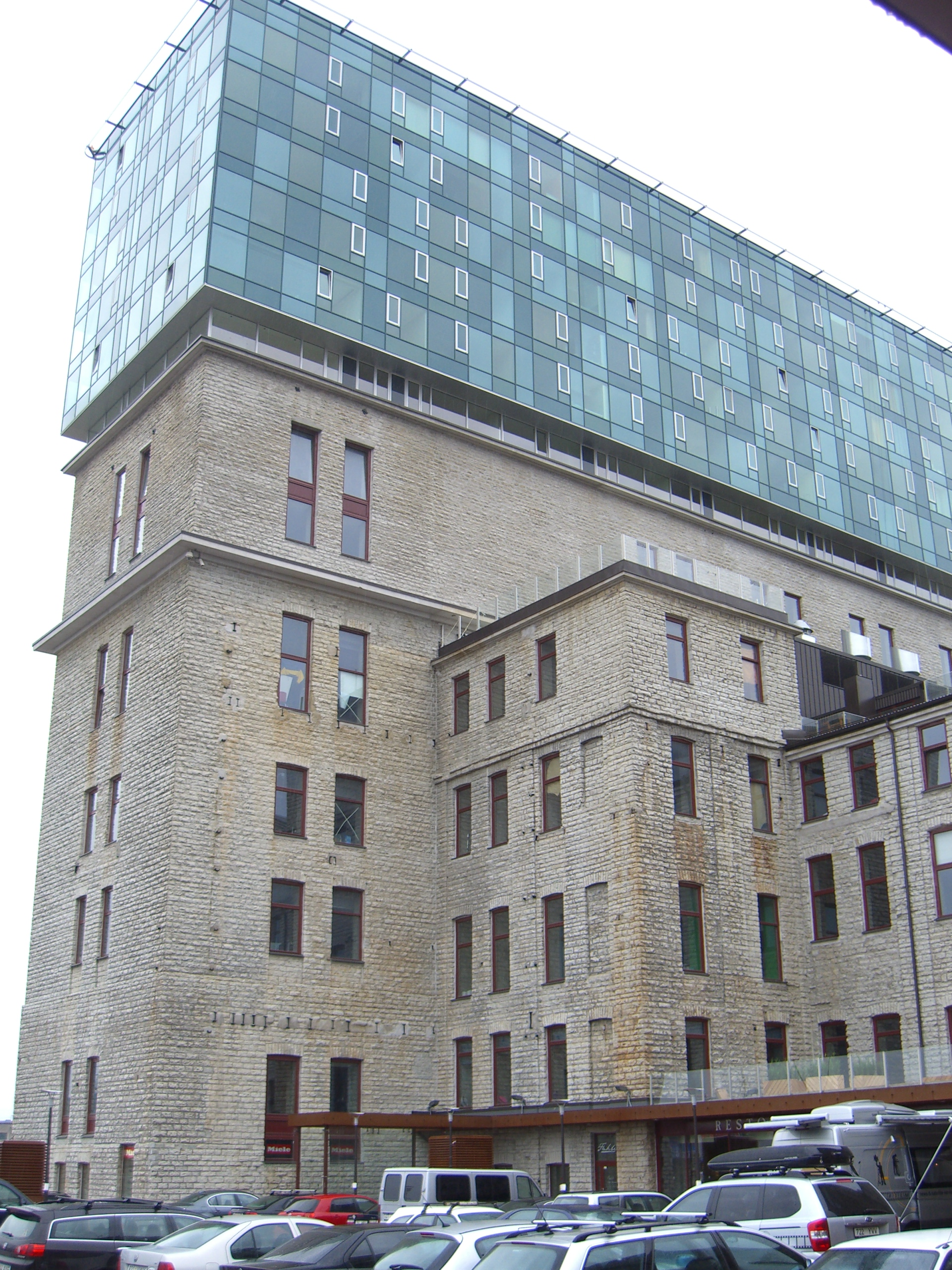
Бывший целлюлозно-бумажный комбинат в Таллине, теперь это — дом Fahle: офисы, квартиры и рестораны

Сектор строительства и недвижимости составляет значительную долю ВВП.
В Эстонии нет ограничений для граждан любых стран и компаний при покупке зданий и помещений. Такие сделки осуществляются на тех же условиях, что и для граждан Эстонии. Покупка земли под приобретаемое здание также осуществляется без ограничений. Ограничения действуют на покупку лесных и сельских земель свыше 10 гектаров, а также в приграничных районах. Суммарные расходы на регистрацию прав собственности на объекты недвижимости составляют около 250—300 евро, включая государственную пошлину и сборы нотариуса. Последние принято делить пополам между покупателем и продавцом, кроме случаев сделок с государственной недвижимостью. 
Земельный налог зависит от рыночной стоимости земли и колеблется от 0,1 % до 2,5 % от рыночной стоимости земли в год (на пахотные земли и природные пастбища — от 0,1 % до 2,0 %).
Владение недвижимостью в Эстонии не даёт иностранцу права на вид на жительство. Граждане стран, с которыми у Эстонии предусмотрен визовый обмен, имеют право в связи с владением недвижимостью получить для себя и своих близких визы для краткосрочного многократного пребывания сроком до 90 дней в полугодие.
| Индекс объёма строительства, 2000 год = 100 % | Индекс объёма строительства, 2000 год = 100 % | Индекс объёма строительства, 2000 год = 100 % | Индекс объёма строительства, 2000 год = 100 % | Индекс объёма строительства, 2000 год = 100 % | Индекс объёма строительства, 2000 год = 100 % | Индекс объёма строительства, 2000 год = 100 % | Индекс объёма строительства, 2000 год = 100 % | Индекс объёма строительства, 2000 год = 100 % | Индекс объёма строительства, 2000 год = 100 % | Индекс объёма строительства, 2000 год = 100 % | Индекс объёма строительства, 2000 год = 100 % | Индекс объёма строительства, 2000 год = 100 % | Индекс объёма строительства, 2000 год = 100 % |
| 1994                                          | 1995                                          | 1996                                          | 1997                                          | 1998                                          | 1999                                          | 2000                                          | 2001                                          | 2002                                          | 2003                                          | 2004                                          | 2005                                          | 2006                                          | 2007                                          |
| --------------------------------------------- | --------------------------------------------- | --------------------------------------------- | --------------------------------------------- | --------------------------------------------- | --------------------------------------------- | --------------------------------------------- | --------------------------------------------- | --------------------------------------------- | --------------------------------------------- | --------------------------------------------- | --------------------------------------------- | --------------------------------------------- | --------------------------------------------- |
| 60                                            | ↗64                                           | ↗73                                           | ↗83                                           | ↗103                                          | ↘89                                           | ↗100                                          | ↗105                                          | ↗131                                          | ↗141                                          | ↗157                                          | ↗187                                          | ↗244                                          | ↗272                                          |

| Индекс объёма строительства, здания, 2015 год = 100 % | Индекс объёма строительства, здания, 2015 год = 100 % | Индекс объёма строительства, здания, 2015 год = 100 % | Индекс объёма строительства, здания, 2015 год = 100 % | Индекс объёма строительства, здания, 2015 год = 100 % | Индекс объёма строительства, здания, 2015 год = 100 % | Индекс объёма строительства, здания, 2015 год = 100 % | Индекс объёма строительства, здания, 2015 год = 100 % | Индекс объёма строительства, здания, 2015 год = 100 % | Индекс объёма строительства, здания, 2015 год = 100 % | Индекс объёма строительства, здания, 2015 год = 100 % | Индекс объёма строительства, здания, 2015 год = 100 % | Индекс объёма строительства, здания, 2015 год = 100 % | Индекс объёма строительства, здания, 2015 год = 100 % | Индекс объёма строительства, здания, 2015 год = 100 % | Индекс объёма строительства, здания, 2015 год = 100 % | Индекс объёма строительства, здания, 2015 год = 100 % | Индекс объёма строительства, здания, 2015 год = 100 % | Индекс объёма строительства, здания, 2015 год = 100 % | Индекс объёма строительства, здания, 2015 год = 100 % | Индекс объёма строительства, здания, 2015 год = 100 % |
| 2001                                                  | 2002                                                  | 2003                                                  | 2004                                                  | 2005                                                  | 2006                                                  | 2007                                                  | 2008                                                  | 2009                                                  | 2010                                                  | 2011                                                  | 2012                                                  | 2013                                                  | 2014                                                  | 2015                                                  | 2016                                                  | 2017                                                  | 2018                                                  | 2019                                                  | 2021                                                  | 2021                                                  |
| ----------------------------------------------------- | ----------------------------------------------------- | ----------------------------------------------------- | ----------------------------------------------------- | ----------------------------------------------------- | ----------------------------------------------------- | ----------------------------------------------------- | ----------------------------------------------------- | ----------------------------------------------------- | ----------------------------------------------------- | ----------------------------------------------------- | ----------------------------------------------------- | ----------------------------------------------------- | ----------------------------------------------------- | ----------------------------------------------------- | ----------------------------------------------------- | ----------------------------------------------------- | ----------------------------------------------------- | ----------------------------------------------------- | ----------------------------------------------------- | ----------------------------------------------------- |
| 46,1                                                  | ↗57,4                                                 | ↗63,2                                                 | 68,3                                                  | 85,5                                                  | 115,4                                                 | ↗134,5                                                | ↘110,6                                                | ↘72,1                                                 | ↘64,5                                                 | ↗84,3                                                 | ↗100,6                                                | ↘99,6                                                 | ↗102,2                                                | ↘100                                                  | ↗107,8                                                | ↗128,5                                                | ↗145,9                                                | ↘145,7                                                | ↘135,9                                                | ↗146,7                                                |

| Индекс объёма строительства, сооружения, 2015 год = 100 % | Индекс объёма строительства, сооружения, 2015 год = 100 % | Индекс объёма строительства, сооружения, 2015 год = 100 % | Индекс объёма строительства, сооружения, 2015 год = 100 % | Индекс объёма строительства, сооружения, 2015 год = 100 % | Индекс объёма строительства, сооружения, 2015 год = 100 % | Индекс объёма строительства, сооружения, 2015 год = 100 % | Индекс объёма строительства, сооружения, 2015 год = 100 % | Индекс объёма строительства, сооружения, 2015 год = 100 % | Индекс объёма строительства, сооружения, 2015 год = 100 % | Индекс объёма строительства, сооружения, 2015 год = 100 % | Индекс объёма строительства, сооружения, 2015 год = 100 % | Индекс объёма строительства, сооружения, 2015 год = 100 % | Индекс объёма строительства, сооружения, 2015 год = 100 % | Индекс объёма строительства, сооружения, 2015 год = 100 % | Индекс объёма строительства, сооружения, 2015 год = 100 % | Индекс объёма строительства, сооружения, 2015 год = 100 % | Индекс объёма строительства, сооружения, 2015 год = 100 % | Индекс объёма строительства, сооружения, 2015 год = 100 % | Индекс объёма строительства, сооружения, 2015 год = 100 % | Индекс объёма строительства, сооружения, 2015 год = 100 % |
| 2001                                                      | 2002                                                      | 2003                                                      | 2004                                                      | 2005                                                      | 2006                                                      | 2007                                                      | 2008                                                      | 2009                                                      | 2010                                                      | 2011                                                      | 2012                                                      | 2013                                                      | 2014                                                      | 2015                                                      | 2016                                                      | 2017                                                      | 2018                                                      | 2019                                                      | 2021                                                      | 2021                                                      |
| --------------------------------------------------------- | --------------------------------------------------------- | --------------------------------------------------------- | --------------------------------------------------------- | --------------------------------------------------------- | --------------------------------------------------------- | --------------------------------------------------------- | --------------------------------------------------------- | --------------------------------------------------------- | --------------------------------------------------------- | --------------------------------------------------------- | --------------------------------------------------------- | --------------------------------------------------------- | --------------------------------------------------------- | --------------------------------------------------------- | --------------------------------------------------------- | --------------------------------------------------------- | --------------------------------------------------------- | --------------------------------------------------------- | --------------------------------------------------------- | --------------------------------------------------------- |
| 56,8                                                      | ↗68                                                       | ↘67,2                                                     | ↗81,8                                                     | ↗95,9                                                     | ↗107                                                      | ↗114,5                                                    | ↘112,5                                                    | ↘90,7                                                     | ↘85,7                                                     | ↗104,8                                                    | ↗117,4                                                    | ↗119                                                      | ↘106,7                                                    | ↘100                                                      | ↘97,8                                                     | ↗124,1                                                    | ↗135,9                                                    | ↗162,2                                                    | ↘154,9                                                    | ↗157,8                                                    |

## Транспорт
Железные дороги в Эстонии акционированы. Владельцем 100 % акций компании Eesti Raudtee («Эстонские железные дороги») является эстонское государство. Общая протяжённость железнодорожной сети составляет около 1800 км. Плотность железнодорожного полотна 22,7 км/1000 км². Ширина колеи — 1520 мм. Эстония связана железными дорогами с пограничными Россией и Латвией. Пассажирские перевозки по железной дороге осуществляются в основном государственной компанией Elron. Международное пассажирское сообщение с Россией ранее обеспечивали государственная EVR и частная GoRail. Первоначально такое сообщение было приостановлено в 2020 году в связи с ограничениями из-за угрозы распространения новой коронавирусной инфекции COVID-19, однако впоследствии намерения возобновить пассажирские перевозки между Эстонией и Россией не были реализованы из-за военных действий на Украине.
Прямые пассажирские перевозки между Эстонией и Латвией после восстановления этими странами независимости не осуществляются, однако с 2024 года ведутся переговоры о возобновлении движения пригородных электропоездов между некоторыми приграничными пунктами двух стран.
| Международные перевозки грузов по железной дороге Эстонии, млн. т·км | Международные перевозки грузов по железной дороге Эстонии, млн. т·км | Международные перевозки грузов по железной дороге Эстонии, млн. т·км | Международные перевозки грузов по железной дороге Эстонии, млн. т·км | Международные перевозки грузов по железной дороге Эстонии, млн. т·км | Международные перевозки грузов по железной дороге Эстонии, млн. т·км | Международные перевозки грузов по железной дороге Эстонии, млн. т·км | Международные перевозки грузов по железной дороге Эстонии, млн. т·км | Международные перевозки грузов по железной дороге Эстонии, млн. т·км | Международные перевозки грузов по железной дороге Эстонии, млн. т·км | Международные перевозки грузов по железной дороге Эстонии, млн. т·км | Международные перевозки грузов по железной дороге Эстонии, млн. т·км | Международные перевозки грузов по железной дороге Эстонии, млн. т·км | Международные перевозки грузов по железной дороге Эстонии, млн. т·км | Международные перевозки грузов по железной дороге Эстонии, млн. т·км | Международные перевозки грузов по железной дороге Эстонии, млн. т·км | Международные перевозки грузов по железной дороге Эстонии, млн. т·км | Международные перевозки грузов по железной дороге Эстонии, млн. т·км | Международные перевозки грузов по железной дороге Эстонии, млн. т·км | Международные перевозки грузов по железной дороге Эстонии, млн. т·км | Международные перевозки грузов по железной дороге Эстонии, млн. т·км | Международные перевозки грузов по железной дороге Эстонии, млн. т·км |
| 2001                                                                 | 2002                                                                 | 2003                                                                 | 2004                                                                 | 2005                                                                 | 2006                                                                 | 2007                                                                 | 2008                                                                 | 2009                                                                 | 2010                                                                 | 2011                                                                 | 2012                                                                 | 2013                                                                 | 2014                                                                 | 2015                                                                 | 2016                                                                 | 2017                                                                 | 2018                                                                 | 2019                                                                 | 2020                                                                 | 2021                                                                 | 2022                                                                 |
| -------------------------------------------------------------------- | -------------------------------------------------------------------- | -------------------------------------------------------------------- | -------------------------------------------------------------------- | -------------------------------------------------------------------- | -------------------------------------------------------------------- | -------------------------------------------------------------------- | -------------------------------------------------------------------- | -------------------------------------------------------------------- | -------------------------------------------------------------------- | -------------------------------------------------------------------- | -------------------------------------------------------------------- | -------------------------------------------------------------------- | -------------------------------------------------------------------- | -------------------------------------------------------------------- | -------------------------------------------------------------------- | -------------------------------------------------------------------- | -------------------------------------------------------------------- | -------------------------------------------------------------------- | -------------------------------------------------------------------- | -------------------------------------------------------------------- | -------------------------------------------------------------------- |
| 448                                                                  | ↗470                                                                 | ↗514                                                                 | ↗733                                                                 | ↗859                                                                 | ↗1001                                                                | ↘898                                                                 | ↘540                                                                 | ↘338                                                                 | ↘317                                                                 | ↗420                                                                 | ↗439                                                                 | ↘412                                                                 | ↘349                                                                 | ↗365                                                                 | ↘355                                                                 | ↘330                                                                 | ↗338                                                                 | ↗354                                                                 | ↘286                                                                 | ↗300                                                                 | →300                                                                 |

Протяжённость автомобильных дорог более 42 тыс. км, из них около 40 % являются общественными. Эстония в 2018 году заняла 38-е место в мире по качеству дорог в рейтинге Индекса глобальной конкурентоспособности, ежегодно составляемом экспертами Всемирного экономического форума. Второе место после Литвы (37-е место) в странах Балтии. В стране есть большая сеть устройств быстрой зарядки для электромобилей стандарта CHAdeMO. Для газового транспорта широко используется сжиженный LPG-газ, заправочные станции находятся во всех частях страны. Заправиться в Эстонии сжатым метаном (CNG) можно только на станциях Eesti Gaas.
| Международные перевозки грузов по шоссе Эстонии, млн. т·км | Международные перевозки грузов по шоссе Эстонии, млн. т·км | Международные перевозки грузов по шоссе Эстонии, млн. т·км | Международные перевозки грузов по шоссе Эстонии, млн. т·км | Международные перевозки грузов по шоссе Эстонии, млн. т·км | Международные перевозки грузов по шоссе Эстонии, млн. т·км | Международные перевозки грузов по шоссе Эстонии, млн. т·км | Международные перевозки грузов по шоссе Эстонии, млн. т·км | Международные перевозки грузов по шоссе Эстонии, млн. т·км | Международные перевозки грузов по шоссе Эстонии, млн. т·км | Международные перевозки грузов по шоссе Эстонии, млн. т·км | Международные перевозки грузов по шоссе Эстонии, млн. т·км | Международные перевозки грузов по шоссе Эстонии, млн. т·км | Международные перевозки грузов по шоссе Эстонии, млн. т·км | Международные перевозки грузов по шоссе Эстонии, млн. т·км | Международные перевозки грузов по шоссе Эстонии, млн. т·км | Международные перевозки грузов по шоссе Эстонии, млн. т·км | Международные перевозки грузов по шоссе Эстонии, млн. т·км | Международные перевозки грузов по шоссе Эстонии, млн. т·км | Международные перевозки грузов по шоссе Эстонии, млн. т·км | Международные перевозки грузов по шоссе Эстонии, млн. т·км | Международные перевозки грузов по шоссе Эстонии, млн. т·км |
| 2001                                                       | 2002                                                       | 2003                                                       | 2004                                                       | 2005                                                       | 2006                                                       | 2007                                                       | 2008                                                       | 2009                                                       | 2010                                                       | 2011                                                       | 2012                                                       | 2013                                                       | 2014                                                       | 2015                                                       | 2016                                                       | 2017                                                       | 2018                                                       | 2019                                                       | 2020                                                       | 2021                                                       | 2022                                                       |
| ---------------------------------------------------------- | ---------------------------------------------------------- | ---------------------------------------------------------- | ---------------------------------------------------------- | ---------------------------------------------------------- | ---------------------------------------------------------- | ---------------------------------------------------------- | ---------------------------------------------------------- | ---------------------------------------------------------- | ---------------------------------------------------------- | ---------------------------------------------------------- | ---------------------------------------------------------- | ---------------------------------------------------------- | ---------------------------------------------------------- | ---------------------------------------------------------- | ---------------------------------------------------------- | ---------------------------------------------------------- | ---------------------------------------------------------- | ---------------------------------------------------------- | ---------------------------------------------------------- | ---------------------------------------------------------- | ---------------------------------------------------------- |
| 2433                                                       | ↗2526                                                      | ↘2407                                                      | ↗3620                                                      | ↗3975                                                      | ↘3630                                                      | ↗4489                                                      | ↗5389                                                      | ↘3974                                                      | ↗4224                                                      | ↗4353                                                      | ↘4194                                                      | ↗4395                                                      | ↗4767                                                      | ↘4736                                                      | ↗4925                                                      | ↘4557                                                      | ↘4097                                                      | ↘3084                                                      | ↘3008                                                      | ↗3437                                                      | ↘2744                                                      |

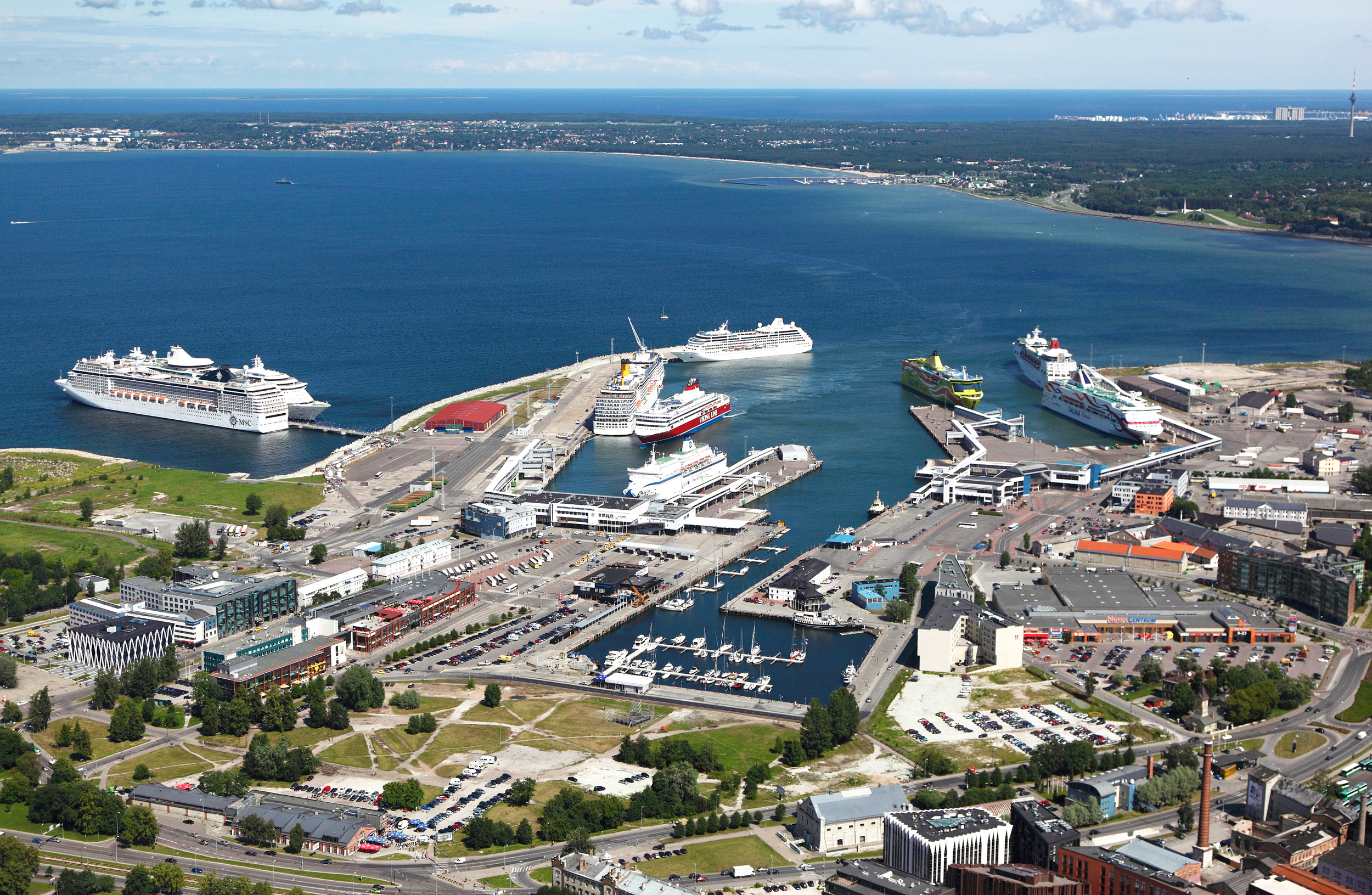
Таллинский морской порт

В Эстонии развито круглогодичное морское сообщение. Основные порты страны: 6 портов в Таллине (в том числе новый грузовой порт Мууга), Силламяэ, Палдиски, Пярну, Хаапсалу и Кунда. Действует регулярное паромное сообщение с Хельсинки и Стокгольмом. Политика России по снижению зависимости от транзита и конкуренция со стороны портов Финляндии привели к резкому уменьшению грузооборота эстонских портов в конце 2000-х годов.
Торговый флот насчитывает около 40 судов водоизмещением более 1000 брутто-регистровых тонн каждое, суммарное водоизмещение более 250 тыс. брутто-регистровых тонн.
Воздушный транспорт опирается на три международных аэропорта — Таллинский, Тартуский и Курессаареcкий.
| Международные перевозки грузов воздушным транспортом Эстонии, млн. т·км* | Международные перевозки грузов воздушным транспортом Эстонии, млн. т·км* | Международные перевозки грузов воздушным транспортом Эстонии, млн. т·км* | Международные перевозки грузов воздушным транспортом Эстонии, млн. т·км* | Международные перевозки грузов воздушным транспортом Эстонии, млн. т·км* | Международные перевозки грузов воздушным транспортом Эстонии, млн. т·км* | Международные перевозки грузов воздушным транспортом Эстонии, млн. т·км* | Международные перевозки грузов воздушным транспортом Эстонии, млн. т·км* | Международные перевозки грузов воздушным транспортом Эстонии, млн. т·км* | Международные перевозки грузов воздушным транспортом Эстонии, млн. т·км* |
| 2001                                                                     | 2002                                                                     | 2003                                                                     | 2004                                                                     | 2005                                                                     | 2006                                                                     | 2007                                                                     | 2012                                                                     | 2013                                                                     | 2014                                                                     |
| ------------------------------------------------------------------------ | ------------------------------------------------------------------------ | ------------------------------------------------------------------------ | ------------------------------------------------------------------------ | ------------------------------------------------------------------------ | ------------------------------------------------------------------------ | ------------------------------------------------------------------------ | ------------------------------------------------------------------------ | ------------------------------------------------------------------------ | ------------------------------------------------------------------------ |
| 3,4                                                                      | 5,3                                                                      | 4,5                                                                      | 3,3                                                                      | 3,7                                                                      | 2,8                                                                      | 2,4                                                                      | 0,6                                                                      | 1,5                                                                      | 1,8                                                                      |

* Данные за 2008—2011 и 2015—2023 годы Департамент статистики не опубликовал согласно принципу защиты данных.
| Пассажирские перевозки воздушным транспортом Эстонии, млн. пассажиро-км | Пассажирские перевозки воздушным транспортом Эстонии, млн. пассажиро-км | Пассажирские перевозки воздушным транспортом Эстонии, млн. пассажиро-км | Пассажирские перевозки воздушным транспортом Эстонии, млн. пассажиро-км | Пассажирские перевозки воздушным транспортом Эстонии, млн. пассажиро-км | Пассажирские перевозки воздушным транспортом Эстонии, млн. пассажиро-км | Пассажирские перевозки воздушным транспортом Эстонии, млн. пассажиро-км | Пассажирские перевозки воздушным транспортом Эстонии, млн. пассажиро-км | Пассажирские перевозки воздушным транспортом Эстонии, млн. пассажиро-км | Пассажирские перевозки воздушным транспортом Эстонии, млн. пассажиро-км | Пассажирские перевозки воздушным транспортом Эстонии, млн. пассажиро-км | Пассажирские перевозки воздушным транспортом Эстонии, млн. пассажиро-км | Пассажирские перевозки воздушным транспортом Эстонии, млн. пассажиро-км | Пассажирские перевозки воздушным транспортом Эстонии, млн. пассажиро-км | Пассажирские перевозки воздушным транспортом Эстонии, млн. пассажиро-км | Пассажирские перевозки воздушным транспортом Эстонии, млн. пассажиро-км | Пассажирские перевозки воздушным транспортом Эстонии, млн. пассажиро-км | Пассажирские перевозки воздушным транспортом Эстонии, млн. пассажиро-км | Пассажирские перевозки воздушным транспортом Эстонии, млн. пассажиро-км | Пассажирские перевозки воздушным транспортом Эстонии, млн. пассажиро-км | Пассажирские перевозки воздушным транспортом Эстонии, млн. пассажиро-км | Пассажирские перевозки воздушным транспортом Эстонии, млн. пассажиро-км | Пассажирские перевозки воздушным транспортом Эстонии, млн. пассажиро-км |
| 2001                                                                    | 2002                                                                    | 2003                                                                    | 2004                                                                    | 2005                                                                    | 2006                                                                    | 2007                                                                    | 2008                                                                    | 2009                                                                    | 2010                                                                    | 2011                                                                    | 2012                                                                    | 2013                                                                    | 2014                                                                    | 2015                                                                    | 2016                                                                    | 2017                                                                    | 2018                                                                    | 2019                                                                    | 2020                                                                    | 2021                                                                    | 2022                                                                    | 2023                                                                    |
| ----------------------------------------------------------------------- | ----------------------------------------------------------------------- | ----------------------------------------------------------------------- | ----------------------------------------------------------------------- | ----------------------------------------------------------------------- | ----------------------------------------------------------------------- | ----------------------------------------------------------------------- | ----------------------------------------------------------------------- | ----------------------------------------------------------------------- | ----------------------------------------------------------------------- | ----------------------------------------------------------------------- | ----------------------------------------------------------------------- | ----------------------------------------------------------------------- | ----------------------------------------------------------------------- | ----------------------------------------------------------------------- | ----------------------------------------------------------------------- | ----------------------------------------------------------------------- | ----------------------------------------------------------------------- | ----------------------------------------------------------------------- | ----------------------------------------------------------------------- | ----------------------------------------------------------------------- | ----------------------------------------------------------------------- | ----------------------------------------------------------------------- |
| 310                                                                     | ↗355                                                                    | ↗489                                                                    | ↗725                                                                    | ↗1106                                                                   | ↗1133                                                                   | ↘1107                                                                   | ↘980                                                                    | ↘855                                                                    | ↗874                                                                    | ↗1051                                                                   | ↗1144                                                                   | ↘1122                                                                   | ↗1453                                                                   | ↗1477                                                                   | ↘955                                                                    | ↗1314                                                                   | ↗1548                                                                   | ↘1268                                                                   | ↘226                                                                    | ↗432                                                                    | ..*                                                                     | 2086                                                                    |

* Данные за 2022 год Департамент статистики не опубликовал согласно принципу защиты данных.
На территории страны действует газопровод протяжённостью более 400 км, связывающий комбинат по выработке сланцевого газа в Кохтла-Ярве с Таллином, Тарту и другими городами, а также с российской газопроводной сетью.

#### Транзит
Важной составляющей эстонской экономики является транзит грузов через её территорию. Оценки роли транзита в экономике сильно различаются. Как отмечают в Департаменте статистики Эстонии, предположительно транзитный сектор в Эстонии составляет 4—10 или более процентов ВВП страны. На транзит приходится свыше 75 % объёма грузоперевозок по железным дорогам страны. Основная часть транзитных грузов — российские экспортные грузы. В 2012 году через Эстонскую железную дорогу было перевезено 20 млн тонн транзитных грузов, из которых нефть и нефтепродукты — 14 млн тонн, удобрения — 3 млн тонн.
Транзит грузов через морские порты Эстонии (погрузка и разгрузка):
| Год       | 1993  | 1996     | 2000     | 2001     | 2002     | 2003     | 2004     | 2005     | 2006     | 2007     | 2008     | 2009     | 2010     |
| --------- | ----- | -------- | -------- | -------- | -------- | -------- | -------- | -------- | -------- | -------- | -------- | -------- | -------- |
| Тыс. тонн | 9 846 | ↗ 11 275 | ↗ 27 116 | ↗ 28 632 | ↗ 33 609 | ↘ 32 298 | ↗ 34 624 | ↗ 36 667 | ↗ 38 766 | ↘ 32 816 | ↘ 24 558 | ↗ 28 483 | ↗ 33 179 |

| Год       | 2011     | 2012     | 2013     | 2014     | 2015     | 2016     | 2017     | 2018     | 2019     | 2020     | 2021     | 2022     |
| --------- | -------- | -------- | -------- | -------- | -------- | -------- | -------- | -------- | -------- | -------- | -------- | -------- |
| Тыс. тонн | ↗ 34 558 | ↘ 29 773 | ↘ 28 462 | ↗ 28 983 | ↘ 20 299 | ↘ 18 057 | ↘ 17 854 | ↗ 19 098 | ↗ 20 228 | ↗ 20 697 | ↗ 21 035 | ↘ 14 166 |

## Сфера услуг

### Туризм и гостиничное дело
В 2011 году в стране действовало более 800 гостиничных предприятий с фондом более 37 тысяч кроватных мест. Около 20 % предприятий размещения сосредоточены в столичном регионе. Внутренний туризм составляет около 10 % рынка. Основная доля ночных размещений приходится на туристов из Эстонии и Финляндии, затем идут Россия, Германия, Латвия, Норвегия, Великобритания и Швеция. По целям посещения с долей около 60 % преобладает туризм для отдыха, далее следуют бизнес-путешествия (около 20 %) и прочие виды туризма — например, медицинский, посещение родственников и т. п. (около 15 %). Для посещения семинаров, конференций и т. п. приезжает лишь несколько процентов туристов.

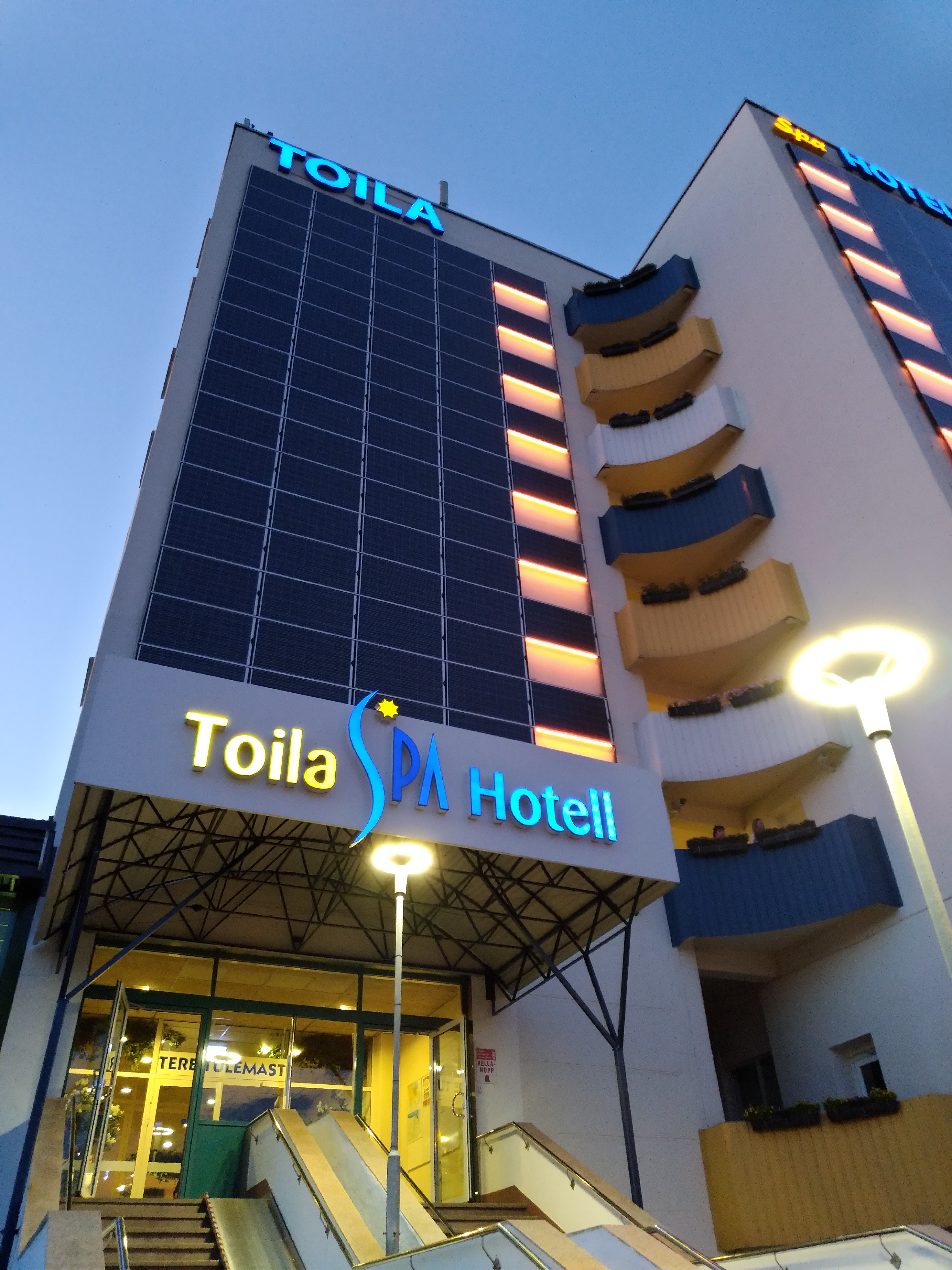
Спа-отель «Тойла»

С 2009 года туристический сектор Эстонии растёт на несколько процентов ежегодно. Основную долю роста (5—7 %) обеспечивают самостоятельные туристы, путешествующие по стране на автомобиле (собственном или арендованном). В 2014 году сократилось число прибывших из России, при этом общее количество туристов выросло на 4,1 %. Больше всего на росте общего количества туристов сказался рост числа гостей из Финляндии, Латвии, Японии и США. Наибольшее число посещений приходится на столичный регион. Самый большой рост посещаемости зафиксирован в регионе Тартумаа (Тарту и пригороды).
Размещение в гостиницах и других местах временного пребывания, 1992—2005 гг.:

| Год               | 1992 | 1993  | 1994  | 1995  | 1996  | 1997   | 1998   | 1999   | 2000   | 2001   | 2002   | 2003   | 2004   | 2005   |
| ----------------- | ---- | ----- | ----- | ----- | ----- | ------ | ------ | ------ | ------ | ------ | ------ | ------ | ------ | ------ |
| Тыс. чел.         | 310  | ↗ 379 | ↗ 488 | ↗ 522 | ↗ 588 | ↗ 745  | ↗ 879  | ↗ 972  | ↗ 1118 | ↗ 1227 | ↗ 1402 | ↗ 1562 | ↗ 1922 | ↗ 2073 |
| Иностранцев, %    | 61   | ↗ 75  | ↘ 65  | ↘ 63  | ↗ 69  | ↗ 73   | ↘ 69   | ↗ 72   | ↗ 74   | → 74   | ↘ 72   | ↘ 71   | → 71   | ↘ 70   |
| Число ночей, тыс. | 707  | ↘ 694 | ↗ 855 | ↗ 933 | ↗ 985 | ↗ 1168 | ↗ 1339 | ↗ 1484 | ↗ 1712 | ↗ 1962 | ↗ 2696 | ↗ 3084 | ↗ 3758 | ↗ 4111 |

Размещение в гостиницах и других местах временного пребывания, 2006—2022 гг.:

| Год                              | 2006 | 2007   | 2008   | 2009   | 2010   | 2011   | 2012   | 2013   | 2014   | 2015   | 2016   | 2017   | 2018   | 2019   | 2020   | 2021   | 2022   |
| -------------------------------- | ---- | ------ | ------ | ------ | ------ | ------ | ------ | ------ | ------ | ------ | ------ | ------ | ------ | ------ | ------ | ------ | ------ |
| Число размещённых лиц, тыс. чел. | 2259 | ↗ 2343 | ↗ 2378 | ↘ 2147 | ↗ 2402 | ↗ 2726 | ↗ 2840 | ↗ 2981 | ↗ 3087 | ↗ 3112 | ↗ 3325 | ↗ 3545 | ↗ 3591 | ↗ 3790 | ↘ 1972 | ↗ 2138 | ↗ 3253 |
| С целью путешествия, %           | 62   | ↘ 61   | ↗ 64   | ↗ 65   | ↗ 66   | ↗ 67   | → 67   | → 67   | ↗ 68   | → 68   | ↗ 69   | → 69   | ↘ 67   | ↗ 68   | ↗ 71   | ↘ 67   | ↗ 72   |
| Число ночей, тыс.                | 4543 | ↗ 4675 | ↘ 4602 | ↘ 4123 | ↗ 4701 | ↗ 5399 | ↗ 5545 | ↗ 5734 | ↗ 5809 | ↘ 5782 | ↗ 6228 | ↗ 6509 | ↗ 6630 | ↗ 6967 | ↘ 3674 | ↗ 3999 | ↗ 5951 |

Медицинский туризм
Медицинский туризм в Эстонии переживает бурный рост. Вместе с тем медицинские учреждения страны обычно (за исключением ряда учреждений Тарту) не предлагают специальных пакетов услуг или особых условий для медицинских туристов из других стран, что тормозит развитие медицинского туризма в стране. Основное число иностранных пациентов выбирают клиники Таллина и Тарту, при этом Тарту пользуется всё большим спросом благодаря меньшим очередям к специалистам и большей ориентированности медицинских учреждений на приём иностранных пациентов.
Основными потребителями медицинских услуг являются приезжающие из Финляндии, для которых удобное расположение Таллина играет решающее значение. Основным мотивом медицинского туризма является, прежде всего, дешевизна лечебных услуг при их высоком качестве. Большой популярностью среди российских рожениц пользуется женская клиника Тартуского университета, чему способствует её близость к российской границе (со стороны Псковской области), оперативность и качество услуг. Консульство Российской Федерации в Эстонии разместило на своем сайте правовую информацию для этой категории туристов.

### Оптовая и розничная торговля
Внутренний торговый оборот в Эстонии представлен в основном крупными сетевыми розничными сетями. Крупнейшими из них являются Эстонский потребительский кооператив «Coop» (магазины «Coop Konsum», «Coop Maksimarket» и т. д.), «Maxima», «Prisma», «Selver», «Rimi».

### Жилищно-коммунальное хозяйство
Сектор ЖКХ в Эстонии полностью либерализован. Собственники жилья управляют своей недвижимостью самостоятельно или через органы коллективного управления (квартирные товарищества и т. п.).

### Международное торговое посредничество
Либеральное налогово-бухгалтерское законодательство и безбумажное делопроизводство привлекли в Эстонию большое количество международных компаний, особенно из стран Северной Европы. Они создают торговые посреднические компании для собственных нужд в стране. С введением евро эта тенденция усилилась. Такие же компании открывают и российские предприниматели.

### Офшорное программирование
Благодаря отсутствию налога на прибыль и специальному режиму налогообложения нерезидентов (заработная плата работников-нерезидентов, чьё место работы находится вне ЕС, не облагается местными налогами; работник должен платить налоги с доходов сам в стране налогового резидентства), резко выросло количество так называемых офшорных IT-компаний. Часто владельцы таких компаний имеют в Эстонии только «электронное резидентство» для пользования государственными и банковскими услугами.

## Финансы
С 1 января 2011 года официальной валютой Эстонии является евро. Первоначально введение евро планировалось на 2007 год, однако оно было отложено, поскольку темпы инфляции не соответствовали Маастрихтским критериям.
Функции центрального банка в Эстонии выполняет Европейский центральный банк. Национальным банковским надзорным органом является Банк Эстонии. Его задачи — развитие, обеспечение надёжности и стабильности банковской системы, удовлетворение потребностей населения в наличных деньгах. Объём золотого запаса Эстонии в конце 2008 года составил 0,2 тонны. При этом весь золотой запас страны хранится в иностранных банках «в целях безопасности». Непосредственно в Центробанке Эстонии хранится всего лишь один слиток, и поскольку его чистота недостаточна для реализации на финансовых рынках, его считают своего рода музейным экспонатом. В 2013 году планируемые доходы государственного бюджета Эстонии составляют 7,5 млрд евро, расходы — 7,7 млрд евро.

### Коммерческие банки
В Эстонии действует около десяти коммерческих банков и представительств иностранных банков. В начале 2000 годов низкие процентные ставки и экономический рост обеспечили устойчивое расширение сферы банковского кредитования . К июлю 2008 года более двух третей банковских активов Эстонии контролировалось двумя шведскими банками, Swedbank и SEB.

### Страхование
Общий объём собранных страховых премий в 2007 году составил почти 6 млрд эстонских крон, из них около 2 млрд EEK приходилось страхование жизни и около 4 млрд EEK на прочее страхование. Самыми крупными страховыми компаниями Эстонии являются If P&C Insurance, ERGO Insurance Group, OP-Pohjola Group (действующая под маркой Seesam). Коммерческие банки также активно занимаются страхованием.

### Внешний долг
Государственный долг Эстонии является самым низким в Европе, Евросоюзе и среди развитых стран мира (ниже только в Брунее, Гонконге и Макао) составив в 2018 году около 8,4 % от ВВП.

Динамика совокупного внешнего долга Эстонии в 1997—2010 годах, в % к ВВП Эстонии

В середине 1990-х годов совокупный внешний долг составлял около 50 % ВВП, к концу 2010 года он достиг приблизительно 120 % ВВП. По данным на конец 2010 года, около половины совокупного внешнего долга Эстонии составлял внешний долг кредитных учреждений, около четверти — долги других секторов. На долги коммерческих объединений приходилось около 17 %, на внешний долг правительственного сектора — около 5 % и на внешний долг Центрального банка — около 1 %. Нетто-внешний долг (соотношение внешних требований и обязательств) к концу 2010 года составил около 30 % ВВП.

### Кредитные рейтинги
| Рейтинговое агентство | Дата присвоения рейтинга | По обязательствам в иностранной валюте | По внутренним обязательства в кронах | Прогноз    |
| --------------------- | ------------------------ | -------------------------------------- | ------------------------------------ | ---------- |
| Fitch Ratings         | июль 2011                | A+                                     | А+                                   | стабильный |
| Standard & Poor's     | август 2011              | АA-                                    | А                                    | стабильный |
| Moody’s               | август 2011              | А1                                     | А1                                   | стабильный |

## Бюджетные расходы
Эстония занимает последнее место в Евросоюзе по расходам из госбюджета на социальную сферу (12 % ВВП, при среднем показателе по ЕС 27 % по состоянию на 2010 год).
Здравоохранение
В Эстонии функционирует система обязательного медицинского страхования, которая финансируется за счёт 13 %, вычитаемых из социального налога (полная сумма социального налога составляет 33 % начисленной заработной платы и он оплачивается работодателем, в отличие от других налогов). По данным Всемирной организации здравоохранения, пациент в Эстонии оплачивает в среднем около половины стоимости лекарственных средств, что почти в три раза выше среднего показателя по Европе.
Образование
По данным на 2005 год, государственные расходы на образование составляли 5,1 % ВВП Эстонии, в том числе расходы на профессионально-техническое образование — 0,5 % ВВП.

## Внешнеэкономические отношения
Эстония является страной, открытой к экспорту и импорту. Этому способствует её членство во ВТО, куда она вступила в 1999 г. В 2016 году Эстония заняла 57 место в мире по объёму экспорта. Приблизительно 85 % от ВВП приходилось на долю экспорта товаров и услуг. Доля Эстонии в общем объёме экспорта и импорта Европейского Союза составляла лишь 0,3 %. На долю стран Европейского Союза приходилось 75 % общего объёма экспорта Эстонии и 83 % общего объёма импорта. Швеция, Финляндия и Латвия являлись странами ЕС, в которые больше всего экспортировала Эстония — 17 %, 15 % и 9 % от объёма экспорта соответственно. Основными товарами экспорта являлись электрические машины и оборудование, древесина и изделия из дерева, минеральное топливо. Германия, Финляндия и РФ — страны, из которых Эстония больше всего импортировала товары. Основными товарами импорта являлись электрические машины и оборудование, механические приборы, включая ядерные реакторы, а также транспортные средства, за исключением ЖД.

### Внешняя торговля Эстонии
| Показатель / год | 2005 | 2006   | 2007   | 2008   | 2009   | 2010   | 2011   | 2012   | 2013   | 2014   | 2015   | 2016   | 2017   | 2018   | 2019   | 2020   | 2021   | 2022   |
| ---------------- | ---- | ------ | ------ | ------ | ------ | ------ | ------ | ------ | ------ | ------ | ------ | ------ | ------ | ------ | ------ | ------ | ------ | ------ |
| Экспорт          | 9226 | 10 789 | 14 067 | 16 169 | 11 977 | 14 649 | 20 126 | 19 554 | 21 240 | 21 804 | 17 725 | 18 538 | 20 411 | 22 761 | 22 965 | 21 731 | 29 120 | 32 578 |
| Импорт           | 9938 | 12 505 | 16 036 | 17 104 | 10 992 | 13 398 | 18 739 | 19 478 | 20 566 | 20 876 | 16 825 | 17 670 | 19 319 | 21 926 | 21 717 | 21 705 | 29 255 | 32 792 |
| Торговый баланс  | –712 | –1716  | –1969  | –935   | 985    | 1251   | 1387   | 75     | 674    | 929    | 900    | 868    | 1092   | 835    | 1248   | 26     | –136   | –214   |

Экспорт и импорт Эстонии рос достаточно быстро: за 10 лет цифры увеличились более чем в 2 раза. Рост начался после 2004 года, когда Эстония вступила в ЕС и присоединилась к таможенной политике Евросоюза. С 2005 по 2008 гг. наблюдался отрицательный торговый баланс, связанный с тем, что производство внутри страны было малоразвито. С 2009 года производство в стране начало активно развиваться, и благодаря этому значения торгового баланса с каждым годом укреплялись. Как можно заметить по таблице, мировые кризисы не прошли мимо Эстонии: в 2009 и 2015 годах и экспорт, и импорт резко упали. За 2014 год объём экспорта Эстонии сократился на 4%, а объём импорта — на 5%. Объём импорта уменьшился в связи со снижением покупательной способности граждан, экспорт падал из-за снижения производства внутри страны. Также одной из немаловажных причин резкого спада экспорта Эстонии считают введение Россией контрсанкций. На осень 2017 г. внешняя торговля Эстонии растет, и по предварительным данным за прошедшие десять месяцев 2017 года показатели экспорта и импорта выросли на 12 % в сравнении с тем же периодом 2016 года.
| Показатель / год | 2005 | 2006 | 2007 | 2008 | 2009 | 2010 | 2011 | 2012 | 2013 | 2014 | 2015 | 2016 |
| ---------------- | ---- | ---- | ---- | ---- | ---- | ---- | ---- | ---- | ---- | ---- | ---- | ---- |
| Экспорт          | 75,6 | 77,0 | 70,6 | 70,1 | 61,7 | 67,8 | 72,0 | 70,7 | 69,5 | 67,6 | 67,6 | 67,0 |
| Импорт           | 91,0 | 89,1 | 84,1 | 82,6 | 76,4 | 78,0 | 79,8 | 79,3 | 77,3 | 77,0 | 77,0 | 76,1 |

| Показатель / год | 2017 | 2018 | 2019 | 2020 | 2021 | 2022 |
| ---------------- | ---- | ---- | ---- | ---- | ---- | ---- |
| Экспорт          | 67,8 | 68,3 | 66,7 | 71,4 | 68,0 | 66,9 |
| Импорт           | 77,7 | 77,4 | 75,9 | 73,0 | 72,3 | 75,3 |

По данным из таблиц выше можно сделать вывод, что основную долю от объёма внешней торговли занимает торговля товарами. Значения экспорта товарами колеблются на уровне 60—75 %, значения импорта товарами на уровне 76—91%. В обоих случаях, товары в торговле играют большую роль, чем услуги.
| Показатель / год | 2005  | 2006  | 2007  | 2008  | 2009  | 2010  | 2011  | 2012  | 2013  | 2014  | 2015  | 2016  | 2017  | 2018  | 2019  | 2020  | 2021  | 2022  |
| ---------------- | ----- | ----- | ----- | ----- | ----- | ----- | ----- | ----- | ----- | ----- | ----- | ----- | ----- | ----- | ----- | ----- | ----- | ----- |
| Экспорт          | 0,073 | 0,080 | 0,079 | 0,077 | 0,072 | 0,076 | 0,091 | 0,087 | 0,086 | 0,084 | 0,078 | 0,082 | 0,082 | 0,087 | 0,085 | 0,093 | 0,096 | 0,090 |
| Импорт           | 0,095 | 0,109 | 0,110 | 0,097 | 0,080 | 0,080 | 0,095 | 0,097 | 0,097 | 0,096 | 0,087 | 0,092 | 0,093 | 0,097 | 0,093 | 0,097 | 0,105 | 0,102 |

Доля Эстонии в мировой торговле слишком мала, чтобы влиять на какие-либо тенденции, имеющиеся в этой области. В 2016 году Эстония занимала 57-е место в мире по объёму экспорта товаров и услуг.

### Страны-партнёры по торговле
| Страны-экспортёры    | Объем экспорта Эстонии, млн долл. США | Объем экспорта Эстонии, млн долл. США | Объем экспорта Эстонии, млн долл. США | Объем экспорта Эстонии, млн долл. США | Объем экспорта Эстонии, млн долл. США | Доля экспорта Эстонии, % | Доля экспорта Эстонии, % | Доля экспорта Эстонии, % | Доля экспорта Эстонии, % | Доля экспорта Эстонии, % |
| Страны-экспортёры    | 2012                                  | 2013                                  | 2014                                  | 2015                                  | 2016                                  | 2012                     | 2013                     | 2014                     | 2015                     | 2016                     |
| -------------------- | ------------------------------------- | ------------------------------------- | ------------------------------------- | ------------------------------------- | ------------------------------------- | ------------------------ | ------------------------ | ------------------------ | ------------------------ | ------------------------ |
| Швеция               | 2559                                  | 2728                                  | 2868                                  | 2408                                  | 2347                                  | 14,1                     | 14,9                     | 16,4                     | 17,3                     | 16,8                     |
| Финляндия            | 2328                                  | 2626                                  | 2377                                  | 2009                                  | 2095                                  | 12,8                     | 14,4                     | 13,6                     | 14,5                     | 15,1                     |
| Российская Федерация | 3180                                  | 3274                                  | 2473                                  | 1345                                  | 1302                                  | 17,5                     | 17,9                     | 14,2                     | 9,7                      | 9,4                      |
| Латвия               | 1404                                  | 1681                                  | 1720                                  | 1326                                  | 1208                                  | 7,7                      | 9,2                      | 9,8                      | 9,5                      | 8,7                      |
| Литва                | 844                                   | 950                                   | 846                                   | 750                                   | 784                                   | 4,6                      | 5,2                      | 4,8                      | 5,4                      | 5,6                      |

| Страны-импортёры     | Объем импорта Эстонии, млн долл. США | Объем импорта Эстонии, млн долл. США | Объем импорта Эстонии, млн долл. США | Объем импорта Эстонии, млн долл. США | Объем импорта Эстонии, млн долл. США | Доля импорта Эстонии, % | Доля импорта Эстонии, % | Доля импорта Эстонии, % | Доля импорта Эстонии, % | Доля импорта Эстонии, % |
| Страны-импортёры     | 2012                                 | 2013                                 | 2014                                 | 2015                                 | 2016                                 | 2012                    | 2013                    | 2014                    | 2015                    | 2016                    |
| -------------------- | ------------------------------------ | ------------------------------------ | ------------------------------------ | ------------------------------------ | ------------------------------------ | ----------------------- | ----------------------- | ----------------------- | ----------------------- | ----------------------- |
| Германия             | 1709                                 | 1994                                 | 2043                                 | 1523                                 | 1690                                 | 8,5                     | 9,9                     | 10,1                    | 9,7                     | 10,5                    |
| Финляндия            | 2067                                 | 1991                                 | 2075                                 | 1550                                 | 1518                                 | 10,3                    | 9,9                     | 10,3                    | 9,9                     | 9,3                     |
| Китай                | 1412                                 | 1465                                 | 1506                                 | 1262                                 | 1262                                 | 7,0                     | 7,3                     | 7,5                     | 8,0                     | 8,3                     |
| Российская Федерация | 2330                                 | 1872                                 | 2160                                 | 1543                                 | 1149                                 | 11,6                    | 9,3                     | 10,7                    | 9,8                     | 7,4                     |
| Литва                | 1155                                 | 1281                                 | 1145                                 | 1046                                 | 1029                                 | 5,8                     | 6,4                     | 5,7                     | 6,6                     | 6,4                     |

В таблицах показан ТОП-5 стран партнёров по экспорту и импорту товаров за период 2012—2016 гг. Основные страны-партнёры Эстонии по внешней торговле — соседние государства, благодаря удобному географическому расположению и исторически налаженной торговлей между государствами.
Лидирующую позицию в топ-5 стран партнёров по экспорту Эстонии 2016 г. заняла Швеция. В целом большая часть экспорта товаров приходится на Скандинавские страны: доля Финляндии и Швеции в экспорте составляет почти 15% и 17%, соответственно. Эти страны занимают особо важную позицию в экспорте Эстонии благодаря поставке товаров по морю. Почти пятая часть экспорта товаров Эстонии уходит в страны-члены ЕС в частности из-за отсутствия таможенных преград. При этом значительная часть эстонских товаров поставляется на рынки ближайших соседей — Латвии (8,7%) и Литвы (5,6%). В данные страны из Эстонии ввозятся как продовольственные товары (готовые продукты питания, напитки), так и всевозможная продукция химической промышленности (лекарства, краски, пластмассовые изделия), металл и металлические изделия, машины и устройства, электричество.
Первое место по импорту в Эстонию в 2016 году заняла Германия. В целом большая часть импортируемого товара поступает из Европейского Союза благодаря отсутствию таможенных барьеров и близкому расположению. Кроме того, некоторые финские предприятия расширили свою деятельность на Эстонию, за счет этого оттуда ввозятся необходимые в производстве товары и сырьё, но значительная доля импортируемых товаров поступает из Германии: механические машины и транспортные средства. Одним из немаловажных импортёров можно назвать Китай, без которого не обходится почти ни одна экономика в мире. Не менее важна для импорта Эстонии и Россия, причиной этого является значительное количество ввозимого топлива и сырья. Но доля России в импорте страны по прогнозам снизится, так как большая часть используемого на внутреннем рынке Эстонии топлива теперь ввозится не из России, а из Литвы и Норвегии.

### Основные товарные группы
| Топ-5 экспорта Эстонии*                                               | 2021 | 2022   | 2023   |
| --------------------------------------------------------------------- | ---- | ------ | ------ |
| CN27 Минеральное топливо, минеральные масла и продукты их дистилляции | 2218 | ↘ 1762 | ↘ 586  |
| CN85 Электрические машины и оборудование, их детали                   | 2205 | ↘ 2075 | ↘ 1824 |
| CN44 Древесина и изделия из древесины (за искл. мебели)               | 1912 | ↗ 2232 | ↘ 1841 |
| CN94 Мебельные детали, матрасы                                        | 1185 | ↗ 1244 | ↘ 1032 |
| CN84 Машины и механическое оборудование, их детали                    | 728  | ↗ 883  | ↗ 907  |

* В сравнении с классификатором CN наименования товарных групп более конкретизированы.
Ассортимент экспортируемых товаров Эстонии разнообразен — от продуктов питания до изделий электроники. Львиную долю роста экспорта (16,9 %) в 2021 году дал экспорт продукции минерального происхождения — сланцевого масла и продуктов его дистилляции. С 2022 года экспорт этой продукции стал падать и в 2023 году данная товарная группа в ТОП-5 сместилась с первого на пятое место (5,1 %). Важное значение в экспорте Эстонии имеет продукция электромашиностроения, древесина и изделия из древесины (в частности, древесные гранулы, фанера, бумага, бревенчатые дома) и мебельные детали. В 2023 году древесина и изделия из неё в экспорте товаров Эстонии заняли первое место (15,9 %).
| Топ-5 продукция импорта                       | Сумма импорта, млн долл. США |
| --------------------------------------------- | ---------------------------- |
| Электрические машины и оборудование           | 2915                         |
| Древесина и изделия из дерева                 | 1354                         |
| Минеральное топливо                           | 1178                         |
| Машины и механическое оборудование, их детали | 1105                         |
| Мебель                                        | 1092                         |

Среди ввозимых в Эстонию товаров довольно большую долю занимают машины и устройства, а также всевозможные транспортные средства. Помимо этого, необходимо ввозить и сырьё (топливо, металл, древесину и т. д.). Импортируются и всевозможные потребительские товары: так как бытовая техника в Эстонии не производится, её приходится ввозить, как и бытовую электронику. Также ввозятся различные продукты питания (3,7% от общего импорта), одежда (3,4%) и мебель: прежде всего то, что не производится в Эстонии.

### Внешнеторговое регулирование
| Продукт                             | 1995 | 1996 | 1997 | 1998 | 1999 | 2000 | 2001 | 2002 | 2003 |
| ----------------------------------- | ---- | ---- | ---- | ---- | ---- | ---- | ---- | ---- | ---- |
| Промышленные товары, руды и металлы | 0,1  | 0,1  | 0,1  | 0,0  | 0,0  | 0,0  | 0,0  | 0,0  | 0,0  |
| Руды и металлы                      | 0,0  | 0,0  | 0,0  | 0,0  | 0,0  | 0,0  | 0,0  | 0,0  | 0,0  |
| Товары производственного назначения | 0,1  | 0,1  | 0,1  | 0,0  | 0,0  | 0,1  | 0,1  | 0,1  | 0,1  |
| Химическая продукция                | 0,0  | 0,0  | 0,0  | 0,0  | 0,0  | 0,2  | 0,2  | 0,2  | 0,2  |
| Оборудование и транспорт            | 0,2  | 0,0  | 0,0  | 0,0  | 0,0  | 0,0  | 0,0  | 0,0  | 0,0  |
| Другие промышленные товары          | 0,1  | 0,1  | 0,1  | 0,0  | 0,0  | 0,0  | 0,0  | 0,0  | 0,0  |

| Индикатор                                                                                            | 2004 | 2005 | 2006 | 2007 | 2008 | 2009 | 2010 | 2011 | 2012 | 2013 | 2014 | 2015 |
| --- | ---- | ---- | ---- | ---- | ---- | ---- | ---- | ---- | ---- | ---- | ---- | ---- |
| Тарифная ставка в режиме наибольшего благоприятствования, простое среднее значение, все продукты (%) | 4,20 | 4,20 | 4,18 | 4,06 | 4,05 | 4,05 | 4,22 | 4,23 | 4,42 | 4,4  | 4,39 | 4,39 |

| Группы товаров                       | Тарифная ставка режима наибольшего благоприятствования | Тарифная ставка режима наибольшего благоприятствования | Тарифная ставка режима наибольшего благоприятствования |
| Группы товаров                       | Средняя ставка                                         | Без пошлины, % тарифных линий                          | Максимальная ставка                                    |
| ------------------------------------ | ------------------------------------------------------ | ------------------------------------------------------ | ------------------------------------------------------ |
| Животные продукты                    | 15,7                                                   | 28,4                                                   | 104                                                    |
| Молочные продукты                    | 35,4                                                   | 0,0                                                    | 96                                                     |
| Фрукты, овощи, растения              | 10,5                                                   | 19,4                                                   | 157                                                    |
| Кофе, чай                            | 6,1                                                    | 27,1                                                   | 23                                                     |
| Зерновые                             | 12,8                                                   | 13,0                                                   | 63                                                     |
| Жиры и масла                         | 5,6                                                    | 48,1                                                   | 170                                                    |
| Сахар и кондитерские изделия         | 23,6                                                   | 11,8                                                   | 127                                                    |
| Напитки и табачные изделия           | 19,6                                                   | 19,2                                                   | 152                                                    |
| Хлопок                               | 0,0                                                    | 100,0                                                  | 0                                                      |
| Другие сельскохозяйственные продукты | 3,6                                                    | 65,5                                                   | 117                                                    |
| Рыба и рыбные продукты               | 12,0                                                   | 8,2                                                    | 26                                                     |
| Минералы и металлы                   | 2,0                                                    | 50,2                                                   | 12                                                     |
| Нефть                                | 2,5                                                    | 33,7                                                   | 5                                                      |
| Химикалии                            | 4,5                                                    | 22,3                                                   | 13                                                     |
| Дерево, бумага и пр.                 | 0,9                                                    | 81,0                                                   | 11                                                     |
| Текстиль                             | 6,5                                                    | 2,1                                                    | 12                                                     |
| Одежда                               | 11,5                                                   | 0,0                                                    | 12                                                     |
| Кожа, обувь и пр.                    | 4,1                                                    | 26,3                                                   | 17                                                     |
| Неэлектрические машины               | 1,9                                                    | 21,3                                                   | 10                                                     |
| Электрические машины                 | 2,8                                                    | 20,8                                                   | 14                                                     |
| Транспортное оборудование            | 4,3                                                    | 12,8                                                   | 22                                                     |
| Обрабатывающая промышленность        | 2,6                                                    | 20,9                                                   | 14                                                     |

Эстония является членом ВТО с 13 ноября 1999 года. С 1 мая 2004 года она является государством-членом Европейского Союза, в связи с чем существовавший до 2004 года в Эстонии внешнеторговый тариф был пересмотрен. В ЕС используется единая система таможенных тарифов (TARIC). Это означает, что все вывозимые и ввозимые в ЕС товары обрабатываются по единой для всех стран схеме, которая основана на единой комбинированной товарной номенклатуре. До вступления в ЕС применяемая в Эстонии для кодирования товаров гармонизированная товарная номенклатура имела коды из 10 цифр, а европейская имеет коды из 8 цифр.
Как показывают вышестоящие таблицы, до вступления в ЕС тарифные ставки Эстонии были существенно ниже. Как только Эстония стала членом Союза, ситуация поменялась, и в результате повышения таможенных сборов от зарубежных поставщиков подорожали многие товары (например, сахар), что несомненно является большим минусом для граждан и предпринимателей Эстонии.
Главные товарные группы, в которых установлены наивысшие тарифные ставки, включают, в частности, молоко, сахар, табачные изделия, напитки, мясо, зерновые, рыбу и одежду.
Установление высокой ставки тарифа во многих случаях распространяется на отрасли, развитие производства которых находится на начальном этапе, а также на отрасли, продукция которых в ЕС по качеству соответствует мировым стандартам, а по цене находится примерно на одном уровне с импортными товарами. С помощью высоких импортных пошлин в ЕС защищаются отрасли, имеющие хороший производственный потенциал, но в то же время нуждающиеся во временной защите для адаптации к мировой конкуренции. К ним относится, например, производство кондитерских изделий, молочной и мясной продукции, и др. Поддержка внутренних производителей осуществляется также путём использования беспошлинного ввоза или применения низких таможенных тарифов на товары, ввозимые для производства и переработки. Например, ставки на хлопок, дерево, минералы, металлы и нефть в Европейском союзе являются относительно низкими. Таким образом, можно предполагать, что на внутреннем рынке конечные продукты производителей стран ЕС, полученные путём использования этих сырьевых товаров, будут преобладать.

## Доходы населения
| Средний размер оплаты труда в Эстонии в 1992-2023 года | Средний размер оплаты труда в Эстонии в 1992-2023 года | Средний размер оплаты труда в Эстонии в 1992-2023 года |
| Год                                                    | Средний за год (брутто)                                | Средний за год (нетто)                                 |
| ------------------------------------------------------ | ------------------------------------------------------ | ------------------------------------------------------ |
| 1992                                                   | 549 kr (35€)                                           |                                                        |
| 1993                                                   | 1066 kr (68€)                                          |                                                        |
| 1994                                                   | 1734 kr (111€)                                         |                                                        |
| 1995                                                   | 2375 kr (152€)                                         |                                                        |
| 1996                                                   | 2985 kr (191€)                                         |                                                        |
| 1997                                                   | 3573 kr (228€)                                         |                                                        |
| 1998                                                   | 4125 kr (264€)                                         |                                                        |
| 1998                                                   | 257€                                                   |                                                        |
| 1999                                                   | 4440 kr (284€)                                         |                                                        |
| 2000                                                   | 4907 kr (314€)                                         | 246€                                                   |
| 2001                                                   | 5510 kr (352€)                                         | 277€                                                   |
| 2002                                                   | 6109 kr (393€)                                         | 305€                                                   |
| 2003                                                   | 6701 kr (430€)                                         | 331€                                                   |
| 2004                                                   | 7222 kr (466€)                                         | 363€                                                   |
| 2005                                                   | 8048 kr (516€)                                         | 441€                                                   |
| 2006                                                   | 9350 kr (601€)                                         | 484€                                                   |
| 2007                                                   | 11 017 kr (725€)                                       | 583€                                                   |
| 2008                                                   | 12 818 kr (825€)                                       | 670€                                                   |
| 2009                                                   | 12 223 kr (784€)                                       | 637€                                                   |
| 2010                                                   | 12 335 kr (792€)                                       | 637€                                                   |
| 2011                                                   | 839€                                                   | 672€                                                   |
| 2012                                                   | 887€                                                   | 706€                                                   |
| 2013                                                   | 949€                                                   | 757€                                                   |
| 2014                                                   | 1005€                                                  | 799€                                                   |
| 2015                                                   | 1065€                                                  | 859€                                                   |
| 2016                                                   | 1146€                                                  | 924€                                                   |
| 2017                                                   | 1221€                                                  | 986€                                                   |
| 2018                                                   | 1310€                                                  | 1098€                                                  |
| 2019                                                   | 1407€                                                  | 1162€                                                  |
| 2020                                                   | 1448€                                                  | 1189€                                                  |
| 2021                                                   | 1474€                                                  | 1206€                                                  |
| 2022                                                   | 1645€                                                  | 1319€                                                  |
| 2023                                                   | 1832€                                                  | 1452€                                                  |

| Минимальный размер оплаты труда в Эстонии в 1996-2025 года | Минимальный размер оплаты труда в Эстонии в 1996-2025 года | Минимальный размер оплаты труда в Эстонии в 1996-2025 года |
| Год                                                        | В месяц                                                    | Почасовой                                                  |
| ---------------------------------------------------------- | ---------------------------------------------------------- | ---------------------------------------------------------- |
| 1996                                                       | 680 EEK                                                    | 4 EEK                                                      |
| 1997                                                       | 845 EEK                                                    | 5 EEK                                                      |
| 1998                                                       | 1100 EEK                                                   | 6,50 EEK                                                   |
| 1999                                                       | 1250 EEK                                                   | 7,35 EEK                                                   |
| 2000                                                       | 1400 EEK                                                   | 8,25 EEK                                                   |
| 2001                                                       | 1600 EEK                                                   | 9,40 EEK                                                   |
| 2002                                                       | 1850 EEK                                                   | 10,95 EEK                                                  |
| 2003                                                       | 2160 EEK                                                   | 12,90 EEK                                                  |
| 2004                                                       | 2480 EEK                                                   | 14,60 EEK                                                  |
| 2005                                                       | 2690 EEK                                                   | 15,90 EEK                                                  |
| 2006                                                       | 3000 EEK                                                   | 17,80 EEK                                                  |
| 2007                                                       | 3600 EEK                                                   | 21,50 EEK                                                  |
| 2008                                                       | 4350 EEK                                                   | 27 EEK                                                     |
| 2009                                                       | 4350 EEK                                                   | 27 EEK                                                     |
| 2010                                                       | 4350 EEK                                                   | 27 EEK                                                     |
| 2011                                                       | 278,02 €                                                   | 1,73 €                                                     |
| 2012                                                       | 290 €                                                      | 1,80 €                                                     |
| 2013                                                       | 320 €                                                      | 1,90 €                                                     |
| 2014                                                       | 355 €                                                      | 2,13 €                                                     |
| 2015                                                       | 390 €                                                      | 2,34 €                                                     |
| 2016                                                       | 430 €                                                      | 2.54 €                                                     |
| 2017                                                       | 470 €                                                      | 2,78 €                                                     |
| 2018                                                       | 500 €                                                      | 2,97 €                                                     |
| 2019                                                       | 540 €                                                      | 3,21 €                                                     |
| 2020                                                       | 584 €                                                      | 3,48 €                                                     |
| 2021                                                       | 584 €                                                      | 3,48 €                                                     |
| 2022                                                       | 654 €                                                      | 3,86 €                                                     |
| 2023                                                       | 725 €                                                      | 4,3 €                                                      |
| 2024                                                       | 820 €                                                      | 4,86 €                                                     |
| 2025                                                       | 886 €                                                      | 5,31 €                                                     |

C 1 января 2025 года минимальный размер оплаты труда в Эстонии (брутто) составляет €886 (нетто — €810,08) в месяц, минимальная почасовая брутто-зарплата — €5,31.
В Эстонии существуют отдельные ставки минимальной заработной платы для учителей общеобразовательных школ, педагогов детских садов, медицинских работников и работников сферы культуры с высшим образованием. Согласно коллективному договору, заключённому 20 января 2023 года между Союзом врачей Эстонии, Союзом медсестёр Эстонии, Эстонским профсоюзом работников здравоохранения, Эстонским профсоюзом клинических психологов, Эстонским союзом скорой помощи и Эстонским союзом больниц, с апреля 2023 года ставка заработной платы работников здравоохранения во всех ценах на услуги, финансируемые Больничной кассой, составила: для врачей 17,88 евро/ч (ранее 14,90), для специалистов 19,45 евро/ч (ранее 16,20), для медсестёр, акушерок и специалистов по обеспечению здравоохранения 10,90 евро/ч (ранее 9,05), техников скорой помощи 9,10 евро/ч (ранее 7,60), для техников скорой медицинской помощи 9,4 евро/ч (ранее 8,05), для клинических психологов 13,9 евро/ч (ранее 11,50) и для работников по уходу 6,90 евро/ч (ранее 5,70).
В 2024 году минимальный размер оплаты труда учителей основных школ и гимназий изначально составил €1803, но в результате забастовки учителей, проведённой в январе того же года, был повышен до €1820.
В 2023 году рост фонда заработной платы позволил повысить минимальный размер оплаты труда полицейских до €1849 в месяц, спасателей — €1620 и спасателей-организаторов — до €1631.
Согласно коллективному договору, заключённому 28 февраля 2023 года между Эстонским профсоюзом работников транспорта и дорог и Союзом автомобильных предприятий, минимальная зарплата водителей с 1 октября 2023 года составила €1300, с 1 апреля 2024 года составит €1350, с 1 октября 2024 года — €1400.
Денежное довольствие военнослужащих Эстонии в 2019—2022 годы составляло 130 % от среднего размера оплаты труда по стране.

### Средний размер оплаты труда

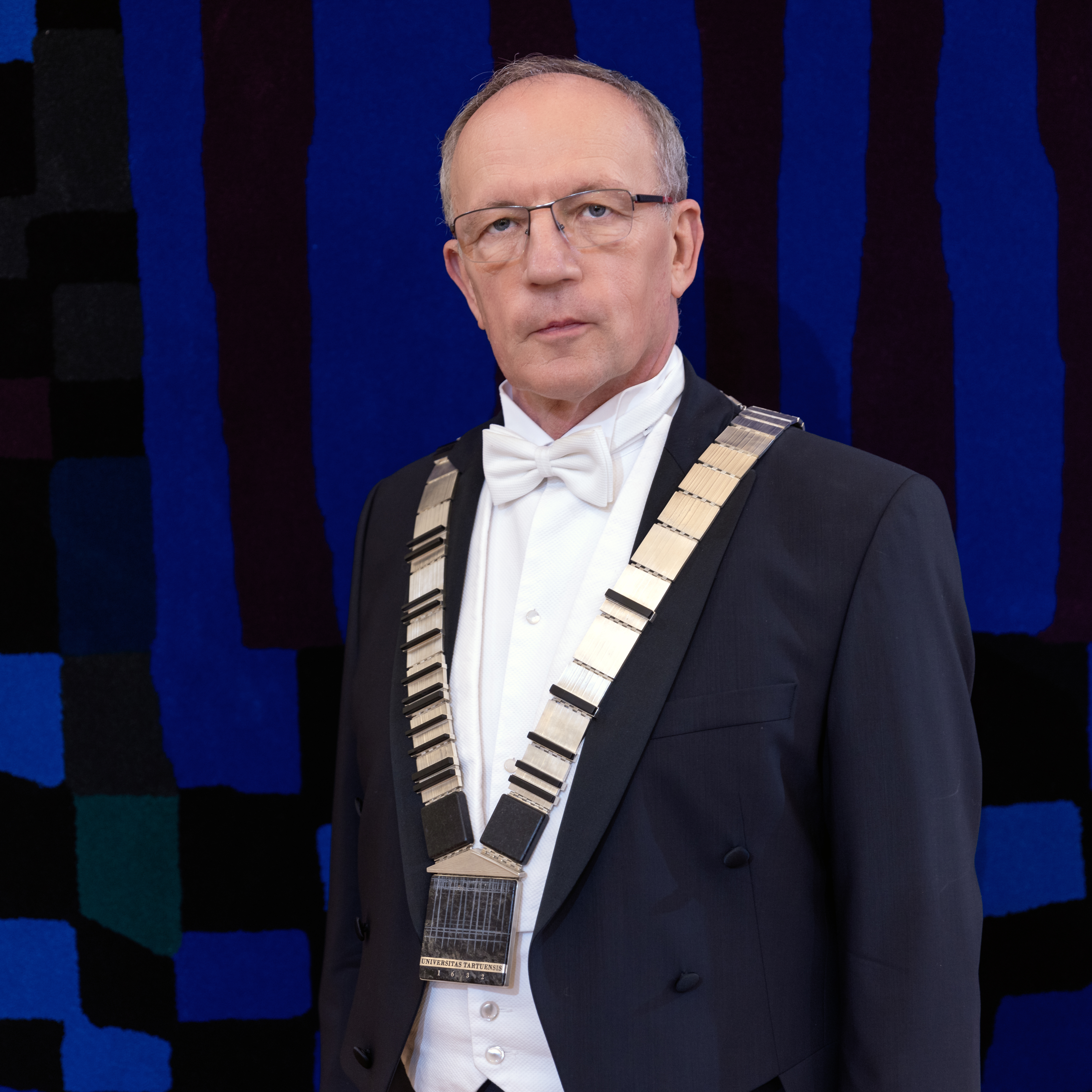
Ректор Тартуского университета, учёный-медик Тоомас Ассер

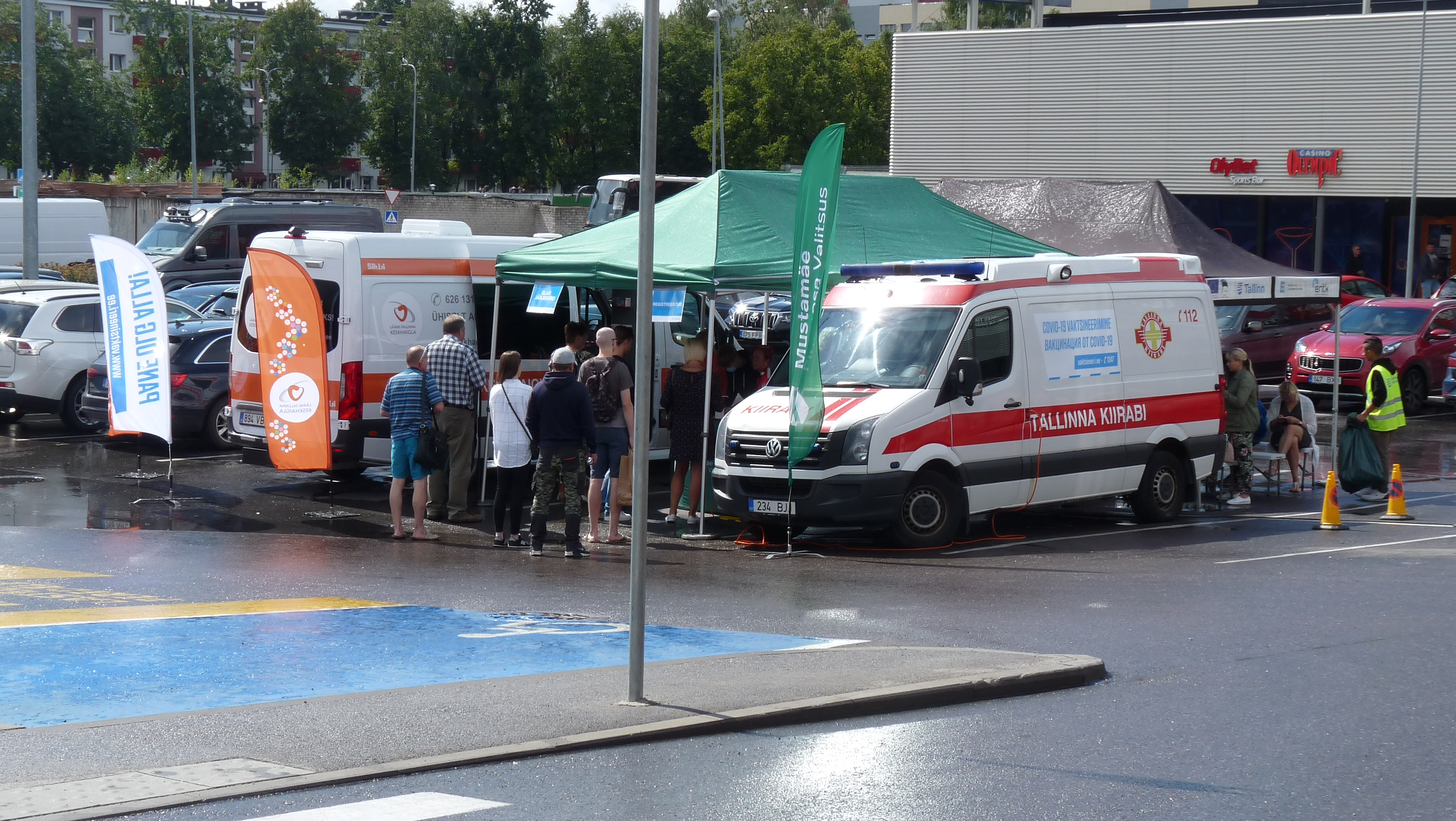
Мобильный пункт вакцинации от COVID-19 в Таллине, август 2021 года

Средняя брутто-заработная плата по отдельным отраслям экономики, евро/месяц:
| Отрасль / год                                                                        | 2008 | 2009 | 2010 | 2011 | 2012 | 2013 | 2014 | 2015 | 2016 | 2017 | 2018 | 2019 | 2020 | 2021 | 2022 | 2023 |
| ------------------------------------------------------------------------------------ | ---- | ---- | ---- | ---- | ---- | ---- | ---- | ---- | ---- | ---- | ---- | ---- | ---- | ---- | ---- | ---- |
| Сельское хозяйство, лесное хозяйство, рыболовство                                    | 680  | 633  | 668  | 698  | 752  | 835  | 913  | 949  | 1060 | 1064 | 1163 | 1141 | 1202 | 1246 | 1400 | 1522 |
| Обрабатывающая промышленность                                                        | 753  | 717  | 754  | 799  | 864  | 926  | 976  | 1033 | 1107 | 1173 | 1249 | 1339 | 1363 | 1403 | 1553 | 1698 |
| Строительство                                                                        | 891  | 774  | 797  | 847  | 938  | 1003 | 1048 | 1048 | 1112 | 1168 | 1248 | 1356 | 1365 | 1324 | 1454 | 1586 |
| Гостиничное хозяйство и общественное питание                                         | 526  | 514  | 505  | 519  | 557  | 592  | 629  | 691  | 756  | 812  | 854  | 905  | 860  | 821  | 1050 | 1174 |
| Информация и связь                                                                   | 1294 | 1282 | 1298 | 1396 | 1448 | 1576 | 1586 | 1724 | 1900 | 2094 | 2172 | 2342 | 2574 | 2666 | 2962 | 3227 |
| Финансы и страхование                                                                | 1520 | 1462 | 1319 | 1390 | 1433 | 1552 | 1704 | 1778 | 1856 | 1996 | 2154 | 2321 | 2461 | 2422 | 2651 | 2904 |
| Государственное управление и защита государства; обязательное социальное страхование | 1061 | 981  | 955  | 988  | 1037 | 1130 | 1219 | 1291 | 1364 | 1485 | 1622 | 1781 | 1835 | 1898 | 2109 | 2382 |
| Образование                                                                          | 723  | 705  | 699  | 713  | 735  | 803  | 862  | 933  | 1006 | 1080 | 1221 | 1333 | 1397 | 1393 | 1507 | 1791 |
| Медицина и социальное обеспечение                                                    | 849  | 827  | 799  | 841  | 882  | 948  | 1027 | 1109 | 1209 | 1246 | 1357 | 1495 | 1532 | 1725 | 1884 | 2133 |

Средняя брутто-заработная плата по секторам экономики, евро/месяц:
| Сектор экономики / год | 2000 | 2001 | 2002 | 2003 | 2004 | 2005 | 2006 | 2007 | 2008 | 2009 | 2010 | 2011 | 2012 | 2013 | 2014 | 2015 | 2016 | 2017 | 2018 | 2019 | 2020 | 2021 | 2022 | 2023 |
| ---------------------- | ---- | ---- | ---- | ---- | ---- | ---- | ---- | ---- | ---- | ---- | ---- | ---- | ---- | ---- | ---- | ---- | ---- | ---- | ---- | ---- | ---- | ---- | ---- | ---- |
| Государственный сектор | 361  | 407  | 459  | 502  | 548  | 606  | 688  | 844  | 989  | 952  | 960  | 1006 | 1068 | 1149 | 1234 | 1300 | 1368 | 1486 | 1622 | 1781 | 1857 | 1949 | 2144 | 2421 |
| Местное самоуправление | 268  | 298  | 323  | 355  | 396  | 443  | 496  | 594  | 714  | 689  | 669  | 684  | 703  | 765  | 820  | 889  | 956  | 1028 | 1157 | 1263 | 1299 | 1331 | 1449 | 1708 |
| Частный сектор         | 281  | 312  | 351  | 389  | 422  | 474  | 548  | 667  | 739  | 677  | 690  | 728  | 783  | 833  | 899  | 953  | 1038 | 1101 | 1171 | 1252 | 1262 | 1297 | 1463 | 1608 |

Средняя брутто-заработная плата учителя общеобразовательной школы в месяц:
| Год  | 2007 | 2008 | 2009 | 2010 | 2011 | 2012 | 2013 | 2014 | 2015 | 2016 | 2017 | 2018 | 2019 | 2020 | 2021 | 2022 | 2023  |
| ---- | ---- | ---- | ---- | ---- | ---- | ---- | ---- | ---- | ---- | ---- | ---- | ---- | ---- | ---- | ---- | ---- | ----- |
| Евро | 718  | 849  | 811  | 785  | 800  | 814  | 931  | 1025 | 1136 | 1210 | 1292 | 1481 | 1582 | 1624 | 1635 | 1763 | 2048* |

* Прогноз.
Средняя брутто-заработная плата отдельных категорий медицинских работников, евро/месяц:
| Специальность / год       | 2019 | 2020   | 2021 | 2022   | 2023   |
| ------------------------- | ---- | ------ | ---- | ------ | ------ |
| Руководители              | 3143 | 3668   | 3465 | 3623   | 4057   |
| Врачи                     | 2998 | 3361   | 3832 | 4096   | 4417   |
| .. нейрохирурги           | 4389 | 4664   | 4630 | 5364   | 6110   |
| .. пластические хирурги   | 2627 | 3333   | 2907 | 3278   | 3319   |
| .. семейные врачи         | 2414 | 2657   | 2946 | 3212   | 3514   |
| .. психиатры              | 3069 | 3270   | 3802 | 4157   | 4712   |
| .. дерматовенерологи      | 3399 | 3730   | 4010 | 4313   | 5038   |
| ..офтальмологи            | 3724 | 4054   | 4841 | 4260   | 5559   |
| Стоматологи               | 3510 | 3983   | 4446 | 5179   | 5757   |
| .. ортодонты              | 7667 | 10 292 | 9082 | 11 207 | 10 397 |
| Медсёстры                 | 1501 | 1697   | 2098 | 2222   | 2320   |
| Акушерки                  | 1624 | 1783   | 2180 | 2402   | 2450   |
| Работники по уходу        | 933  | 1061   | 1362 | 1455   | 1476   |
| Аптекари                  | 1876 | 2119   | 2337 | 2498   | 2714   |
| Психологи, психотерапевты | 1782 | 1876   | 2079 | 2398   | 2669   |
| Социальные работники      | 1284 | 1424   | 1509 | 1634   | 1754   |

Медианная зарплата — это зарплата, меньше которой получает 50% работников и соответственно, другие 50% получают большую зарплату. В марте 2023 года медианная зарплата врачей составляла 3109 евро, медсестёр и акушерок — 1748 евро, и сиделок — 1104 евро, увеличившись за год на 9%, 4% и 9% соответственно.
Средняя почасовая брутто-зарплата врачей, включая регулярные дополнительные выплаты, составила 22,28 евро, средняя почасовая брутто-зарплата медсестёр и акушерок — 11,85, и сиделок — 7,51 евро. Средняя почасовая заработная плата врачей увеличилась на 9%, медсестёр и акушерок — на 7%, и сиделок — на 5%. Средняя почасовая зарплата врачей в 2,1 раза выше средней почасовой зарплаты в Эстонии, а почасовая зарплата медсестер и акушерок превышает этот показатель в 1,1 раза. В то же время средняя почасовая оплата работников по уходу почти на треть ниже средней по Эстонии.
В разрезе уездов самая высокая средняя брутто-зарплата в месяц стабильно держится в Харьюмаа и Тартумаа, а самая низкая — в Хийумаа и Валгамаа.
Средняя брутто-заработная плата в уездах Эстонии, евро/месяц:
| Уезд / год             | 2018 | 2019 | 2020 | 2021 | 2022 | 2023 |
| ---------------------- | ---- | ---- | ---- | ---- | ---- | ---- |
| Эстония                | 1310 | 1407 | 1448 | 1474 | 1645 | 1832 |
| Харьюмаа               | 1455 | 1531 | 1588 | 1658 | 1855 | 2057 |
| Таллин                 | 1478 | 1545 | 1637 | 1724 | 1935 | 2152 |
| Харьюмаа, искл. Таллин | 1366 | 1471 | 1400 | 1441 | 1588 | 1738 |
| Хийумаа                | 944  | 993  | 1063 | 1154 | 1259 | 1398 |
| Ида-Вирумаа            | 1054 | 1147 | 1161 | 1145 | 1270 | 1437 |
| Йыгевамаа              | 1027 | 1066 | 1145 | 1164 | 1284 | 1425 |
| Ярвамаа                | 1088 | 1192 | 1282 | 1268 | 1382 | 1527 |
| Ляэнемаа               | 1134 | 1274 | 1155 | 1182 | 1299 | 1420 |
| Ляэне-Вирумаа          | 1021 | 1095 | 1181 | 1194 | 1310 | 1458 |
| Пылвамаа               | 1003 | 1140 | 1229 | 1167 | 1286 | 1422 |
| Пярнумаа               | 1055 | 1172 | 1147 | 1195 | 1329 | 1479 |
| Рапламаа               | 1150 | 1200 | 1199 | 1221 | 1340 | 1485 |
| Сааремаа               | 987  | 1082 | 1148 | 1143 | 1257 | 1395 |
| Тартумаа               | 1289 | 1426 | 1447 | 1474 | 1641 | 1837 |
| Валгамаа               | 995  | 1058 | 1106 | 1114 | 1197 | 1348 |
| Вильяндимаа            | 1100 | 1201 | 1188 | 1244 | 1374 | 1515 |
| Вырумаа                | 1028 | 1113 | 1169 | 1160 | 1277 | 1423 |

### Необлагаемый подоходным налогом доход
| Год                                                                                                   | 2011 | 2012 | 2013 | 2014 | 2015 | 2016 | 2017 | 2018  | 2019  | 2020  | 2021  | 2022  | 2023  | 2024  | 2025 |
| --- | ---- | ---- | ---- | ---- | ---- | ---- | ---- | ----- | ----- | ----- | ----- | ----- | ----- | ----- | ---- |
| Ставка подоходного налога, %                                                                          | 21   | 21   | 21   | 21   | 20   | 20   | 20   | 20    | 20    | 20    | 20    | 20    | 20    | 22    | 24   |
| Необлагаемый налогом доход в месяц для человека, не достигшего пенсионного возраста по старости, евро | 144  | 144  | 144  | 144  | 154  | 170  | 180  | 0—500 | 0—500 | 0—500 | 0—500 | 0—500 | 0—654 | 0—654 | 700  |

- 2018—2024 годы: общий необлагаемый налогом доход снижается по мере роста годового дохода.
- 2023 год: размер необлагаемого налогом дохода для человека, не достигшего пенсионного возраста по старости, — 7848 евро в год / 654 евро в месяц; для человека, достигшего пенсионный возраст по старости — 8448 евро в год / 704 евро в месяц[253].
- 2024 год: размер необлагаемого налогом дохода для человека, не достигшего пенсионного возраста по старости, — 7848 евро в год / 654 евро в месяц; для человека, достигшего пенсионный возраст по старости — 9312 евро в год / 776 евро в месяц. При годовом доходе до 14 400 евро необлагаемый налогом доход составляет 7848 евро в год, при увеличении годового дохода от 14 400 евро до 25 200 евро необлагаемый доход уменьшается по формуле (7848 – 7848 ÷ 10800 × (сумма дохода – 14 400)), при годовом доходе свыше 25 200 евро необлагаемый налогом доход равен 0[253].
  2024 — последний год применения следующих налоговых льгот[254]:
  1) один из родителей или опекунов ребёнка либо иных лиц, содержащих ребенка на основаниях Закона о семье, который является резидентом и на иждивении которого находится не менее двух несовершеннолетних детей, может вычесть из дохода в налоговом периоде дополнительный необлагаемый доход в размере 1848 евро на каждого ребёнка в возрасте до 17 лет, начиная со второго ребёнка;
  2) по жилищному кредиту можно вычесть из общего дохода супругов до 300 евро, но не более 50 % от всего заработанного облагаемого налогом дохода;
  3) неиспользованные налоговые льготы можно перевести на декларацию о доходах супруга (в случае, если общий годовой доход супругов не превышал 50 400 евро в календарном году, и один из супругов в 2023 году не получал дохода или его годовой доход был меньше 2160 евро).
- 2025 год: размер необлагаемого налогом дохода более не зависит от годового брутто-дохода[253].

### Зарплаты высокопоставленных государственных служащих
Зарплата Таави Ааса, бывшего мэром Таллина в 2017 году, составляла 5288,4 евро в месяц. С 1 апреля 2019 года зарплаты высокопоставленных государственных служащих в среднем выросли на 8,4 процента. Так зарплата президента и премьер-министра стала 6168 евро в месяц, а члена Рийгикогу — 4009 евро в месяц. Для расчёта зарплат высокопоставленных госслужащих была создана специальная формула, на основании которой зарплаты политиков и высокопоставленных чиновников изменяются каждую весну. Формула индексации состоит из трех компонентов. Cамая высокая ставка заработной платы, которая с 1 апреля по расчёту Министерства финансов составляет 5690,32 евро. Эта сумма умножается на индекс, величина которого зависит на 20 процентов от роста потребительских цен (инфляции) и на 80 процентов от роста поступлений части пенсионного страхования социального налога. В этом году индекс составляет 1,084. Полученный результат следует ещё умножить на коэффициент служебной зарплаты конкретного госслужащего (например, у президента — 1,0; у простого члена Рийгикогу — 0,65; у члена совета Банка Эстонии — 0,25). После умножения трёх показателей и получается месячная зарплата. В то же время это не предельный их доход, поскольку политикам и чиновникам могут ещё выплачивать доплаты и премии. В то же время индексация не всегда приводит к росту зарплат. Например, с 2014 по 2017 зарплата высокопоставленных чиновников не менялась. С 1 апреля 2019 года зарплата гендиректора Департамента полиции и пограничной охраны Эльмара Вахера выросла с 5800 евро до 6000 евро в месяц. С 1 апреля 2019 года зарплата директор Центра тревоги Кятлин Алвела выросла с 4200 до 4950 евро в месяц. С 1 апреля 2019 года зарплата гендиректор Спасательного департамента Куно Таммеару выросла с 5000 евро до 5200 евро в месяц, а уже с 10 апреля 2019 года до 5500 евро. За последние 12 дней его оклад вырос уже во второй раз. 8 апреля 2019 года, покидающая пост министра внутренних дел Катри Райк подписала приказ, согласно которому зарплата Таммеару выросла с 5200 до 5500 евро в месяц. Приказ о предыдущем повышении оклада главного спасателя страны, был подписан 27 марта. Тогда Катри Райк повысила зарплату Куно Таммеару с 5000 до 5200 евро. По её инициативе выросли зарплаты и других крупных чиновников из полиции и Спасательного департамента. Зарплата трех заместителей Эльмара Вахера — Прийта Пяхкна, Кристы Аас и Янне Пилкма — выросла с 4600 до 4800 евро. Зарплата префекта Пыхьяской префектуры Кристиана Яани увеличилась с 4000 до 4300 евро, префекта Лыунаской префектуры Валло Коппеля — с 3800 до 4100 евро, префекта Идаской префектуры Тарво Круупа — до 4400 евро, и префекта Ляэнеской префектуры Кайдо Кыпласа — с 3800 до 4100 евро. Директор колледжа полиции и погранохраны Академии МВД Калви Алмосен теперь будет получать 3400 евро в месяц вместо прежних 3200. Зарплата заместителя Кунно Таммеару Андреаса Анвельта выросла до 4400 евро. Работавшая на этой должности в прошлом году Кайри Рикко получала 4000 евро в месяц. Зарплата второго заместителя гендиректора Спасательного департамента Тауно Сууркиви также выросла с 4000 до 4400 евро. С апреля 2019 года зарплата мэра Нарвы Алексея Евграфова и председателя городского собрания Ирины Янович выросла с 3000 евро до 4000 евро. Она сказала, что будет получать 50 % от оклада. Помимо работы в городском собрании Янович ещё возглавляет Кренгольмскую гимназию. Размер зарплаты заместителя председателя горсобрания Ларисы Олениной составляет половину от размера вознаграждения председателя городского собрания, то есть 2000 евро.

### Пенсии
В 2023 году пенсионный возраст в Эстонии составлял и для мужчин, и для женщин 64 года и 6 месяцев. Пенсионный возраст постепенно увеличивается уже с 2017 года и в 2026 году достигнет 65 лет. С 2027 года возраст пенсии по старости будет зависеть от предполагаемой продолжительности жизни. Эти данные ежегодно публикует Департамент статистики. Если ожидаемая продолжительность жизни вырастет, повысится и возраст пенсии по старости. К 1 января каждого года правительство Республики будет утверждать новый возраст пенсии по старости, который вступит в силу через два года. Возраст пенсии по старости в 2027 году, таким образом, выяснится 1 января 2025 года. Возраст пенсии по старости может за один раз быть повышен максимум на три месяца. При уменьшении предполагаемой продолжительности жизни возраст выхода на пенсию в любом случае не будет меньше 65 лет. По состоянию на ноябрь 2023 года, предполагаемый возраст выхода на пенсию для жителей Эстонии, родившихся в 2010 году, составил 70 лет и 9 месяцев.
Пенсионная система в Эстонии состоит из 4-х ступеней: первая ступень — базовая пенсия, вторая ступень — пенсия, основанная на стаже, третья ступень — страховая часть пенсии,  четвертая ступень (начинает накапливаться с 2021 года) — объединённая часть, состоящая на 50 % из страхового пая и на 50 % из солидарного пая.
В 2017 году в Эстонии проживали 379 107 человек, получающих пенсию, в 2023 году их насчитывалось 324 589 человек или 23,9 % от общей численности населения страны.
Каждую весну Эстония проводит перерасчёт пенсий, чтобы пенсии находились в равновесии с изменениями зарплат и цен. Пенсия рассчитывается для каждого человека индивидуально. C 1 апреля 2018 года индекс государственной пенсии в Эстонии составил 1,076. Согласно изменениям, минимальная сумма народной пенсии составила 189,31 евро; базовая часть пенсии повысилась до 175,4390 евро, а ценность каждого года трудового стажа — до 6,161 евро. Таким образом, пенсионер с 15-летним рабочим стажем стал получать около 268 евро. Самую же большую прибавку получили те, кто проработал 44 года: их пенсия составила 446,52 евро. С 1 апреля 2021 года увеличилась надбавка к пенсии за воспитание детей на 3,55 евро на одного ребёнка, в общей сложности она затронула около 203 300 человек.
Размер пенсий с 1 апреля 2023 года
В марте 2023 года правительство Эстонии приняло решение о повышении пенсий начиная с 1 апреля 2023 года в среднем на 13,9 %. Размеры пенсий составили:
- базовая часть пенсии — 317,9 евро;
- народная пенсия (выплачивается лицам, не имеющим права на пенсию по старости) 336,39 евро[268];
- пенсия по старости при трудовом стаже 15 лет — 448,18 евро;
- пенсия по старости при трудовом стаже 30 лет — 578,44 евро;
- пенсия по старости при трудовом стаже 44 года — 700,02 евро.

Индексация пенсий в 2023 году обошлась государству в 245,7 миллионов евро (в 2022 году — 122,5 млн евро). Пенсии были проиндексированы у 323 000 пенсионеров (в 2022 году — у 324 000).
В 2020 году в Эстонии насчитывалось около 3200 получателей народной пенсии.
По состоянию на 2023 год средняя государственная пенсия по старости в Эстонии составила 700 евро в месяц. В 2022 году пособие одиноким пенсионерам составило 200 евро в год.
С 1 января 2023 года пенсионеры в Эстонии освобождены от уплаты подоходного налога на сумму среднего размера государственной пенсии по стране (704 евро в 2023 году).
После утверждения индекса Департамент социального страхования производит в соответствии с новой ценностью перерасчёт всех государственных пенсий. В дополнение к пенсиям был произведен перерасчёт дневной ставки пособия по нетрудоспособности. С 1 апреля 2023 года дневная ставка при полной нетрудоспособности составляет 18,6 евро (15,13 евро в 2021 году), а в месяц размер пособия составляет 558 евро в месяц (453 евро в 2021 году). При частичной трудоспособности пособие составляет 57 % от действующей дневной ставки, то есть, в среднем 318,06 евро в месяц (258 евро в 2021 году). Размер пособия по нетрудоспособности Касса по безработице рассчитывает на каждый календарный месяц.
C 1 апреля 2019 года услуга доставки пенсий и пособий на дом подорожала с 7,70 евро до 8,10 евро — на 8,4 %. Изменение затронуло около 5700 жителей страны (5000 пенсионеров и 700 инвалидов по нетрудоспособности), которые до сих пор не получают средства на банковский счет. В Департаменте социального страхования Эстонии обещали, что эти цены продержатся как минимум до апреля 2021 года.

### Распределение населения по доходам
По состоянию на 2009 год коэффициент Джини для Эстонии составил 0,22.
Доля населения с доходами ниже прожиточного минимума в 2011 году составляла около 10 %.
Уровень жизни жителей Эстонии за последние пару десятилетий заметно вырос. Уровень цен в 2018 году с 1995 года вырос более чем в 2 раза, в то время как средняя брутто-зарплата выросла в 8 раз, а средняя пенсия по старости — в 9,5 раза.
По сравнению с данными за 2015 год, на 2019 год стало вдвое меньше людей, чей ежемесячный доход ниже минимальной заработной платы в €540, в то время как число людей, которые зарабатывают больше €2500 в месяц, быстро растет, согласно данным Налогово-таможенного департамента (MTA). В 2015 году почти 30 % жителей Эстонии получали ежемесячный доход до €540, что делало эту группу населения самой крупной в стране. Ещё 16 % заработали €541-€750 в месяц. В то же время только одна пятая часть населения зарабатывала €1001-€1500 в месяц.
По средним показателям 2019 года, разница значительна: всего 15 %, или в два раза меньше по сравнению с 2015 годом, зарабатывают до €540 в месяц. Число людей, зарабатывающих €541—€750 в месяц, также сократилось до 14 %. Вместе эти цифры показывают, что процент малоимущих в Эстонии значительно снизился. Если в 2015 году 46 %, или почти половина, всех жителей Эстонии зарабатывали до €750 в месяц, эта цифра снизилась почти на треть — до 29 %. То, что в период с 2015 по 2019 год оставалось достаточно стабильным, это доля людей, зарабатывающих €751—€1000 в месяц — от почти 17 % в 2015 году до чуть более 15 % в этом году. В то же время доля людей, зарабатывающих €1001—€1500 евро в месяц, увеличилась на 6 % и превысила 26 %. Процент лиц, зарабатывающих менее €540 в месяц, снизился во всех уездах. Доля людей, зарабатывающих €1501—€2000 в месяц, значительно увеличилась в период с 2015 по 2019 годы с 8 до 14 %, а число людей, зарабатывающих €1501 в месяц и более, также подскочило с почти 17 % до почти 30 %.
В разбивке по уездам количество людей, зарабатывающих ниже €540 в месяц, сократилось почти на 14 % в Харьюмаа и почти на 15 % в Тартумаа. В некоторых уездах произошло ещё более значительное снижение, в том числе сокращение на одну пятую в уездах Хийумаа и Вырумаа. В большинстве уездах также наблюдалось незначительное сокращение числа людей, зарабатывающих €541—€750 в месяц, за исключением уездов Ида-Вирумаа (рост 0,71 %) и Валгамаа (рост 0,03 %), но даже там рост показателей был незначительным, составив менее 1 %. Доля людей, зарабатывающих €1001—€1500 в месяц, значительно увеличилась в период с 2015 по 2019 годы, рекордный рост наблюдался в уездах: Ляэнемаа (рост 11,44 %), Пылвамаа (рост 11,2 %), Сааремаа (рост 10,77 %) и Хийумаа (рост 10,75 %). Наименьший рост наблюдался в уезде Харьюмаа, где он составил 4,65 %. Наименьший рост был зафиксирован в группе с доходом от €1501 до €2000, наибольший рост наблюдался в уезде Ляэнемаа, где он составил 8,68 %. Рост доли людей, зарабатывающих €2001-€2500 евро в месяц, по уездам составил 1—3 %. Доля людей, зарабатывающих от €2500 и более в месяц, выросла по уездам между 1—4 %, наибольший рост наблюдался в уезде Харьюмаа, где он составил 5,86 %.
Уезд с самой большой долей людей, зарабатывающих менее €540 в месяц, на которую приходится почти четверть жителей уезда (24,66 %), является уезд Ида-Вирумаа на северо-востоке Эстонии. Почти одна пятая жителей также зарабатывает ниже минимальной заработной платы в уездах: Йыгевамаа (20,96 %), Валгамаа (20,65 %), Вырумаа (20 %), Хийумаа (18,7 %), Ляэнемаа (18,34 %).
В 2017 году ВВП Эстонии в пересчёте на жителя достиг 79 % от среднего показателя по Европейскому союзу, что является заметным шагом вперед. Это означает, что впервые Эстония поднялась на сравнимый уровень с некоторыми южными странами еврозоны, как например, Португалия, которая гораздо раньше Эстонии присоединилась к Европейскому союзу.

### Гендерный разрыв в оплате труда
По состоянию на 2023 год в Эстонии серьёзной проблемой остаётся гендерный разрыв в оплате труда, причём наблюдается он практически во всех сферах экономической деятельности. По данным статистики, в 2023 году почасовая брутто-зарплата у женщин была на 13,1 % ниже, чем у мужчин. В 2023 году по сравнению с 2022 годом гендерный разрыв в оплате труда снизился на 4,6 %, а по сравнению с 2013 годом на 11,7 %. В 2023 году средняя почасовая брутто-зарплата работающих женщин составляла €10,27, а средняя почасовая брутто-зарплата работающих мужчин — €11,82. Самый большой разрыв в оплате труда между мужчинами и женщинами в Эстонии наблюдается в оптовой и розничной торговли (25,5 %), в сфере информации и связи (25,1 %) и в финансовой и страховой деятельности (24,9 %). Женщины зарабатывали больше мужчин только в четырех сферах деятельности: сельском, лесном и рыболовном хозяйстве (1,1 %), профессиональной, научной и технической деятельности (2,4 %), транспортировке и хранении (5,6 %) и других видах деятельности в сфере услуг (18,4 %). В 2023 году, по сравнению с 2022 годом, разрыв в оплате труда между мужчинами и женщинами в Эстонии уменьшился больше всего в сфере прочей обслуживающей деятельности и больше всего увеличился в сфере административной и вспомогательной деятельности.
Гендерное различие в зарплатах рассчитывается вычитанием из средней почасовой брутто-зарплаты мужчин средней почасовой брутто-зарплаты женщин. Полученное значение делится на среднюю почасовую брутто-зарплату мужчин и выражается в процентах. Средняя почасовая брутто-зарплата рассчитана без учёта нерегулярных премий и дополнительных выплат.

## Социальные льготы и пособия для населения
Ежемесячное пособие на ребёнка по состоянию на 2023 год составляет €80 за первого ребёнка, €80 за второго ребёнка и €100 за третьего ребёнка и каждого последующего. Ежемесячное пособие на ребёнка по состоянию на июль 2021 года, один из родителей которого проходит срочную или альтернативную службу составляет €900 в месяц на каждого ребёнка до окончания нахождения одного из родителей на срочной или альтернативной службе.
С 2020 года размер пособия на ребёнка со средней степенью тяжести недостатка здоровья составит €138,08, на ребёнка с тяжёлой степенью тяжести недостатка здоровья — €161,09. На ребёнка с глубокой степенью тяжести недостатка здоровья начнут выплачивать пособие в размере €241,64.
В Эстонии проживает порядка 13 000 детей с ограниченными возможностями. По сравнению с 2009 годом их число выросло почти вдвое. В 2017 году пособие на ребёнка со средней степенью тяжести недостатка здоровья получали 5000 детей, пособие на ребёнка с тяжёлой степенью — 7164, пособие на ребёнка с глубокой степенью тяжести недостатка здоровья — 732.
Отпуск по беременности и родам в Эстонии составляет до 100 дней для работающей матери (70 дней до предполагаемой даты родов и 30 после родов); минимальная сумма компенсации 01.01.2024  составляет 725 евро в месяц брутто (максимальной ставки нет). Для неработающей женщины материнский отпуск составляет 30 дней после рождения ребёнка.
Отец имеет право на отпуск в размере 30 дней, который он может начинать брать за 30 календарных дней до предполагаемой даты рождения ребенка и продолжать до достижения ребенком возраста 3 лет. Размер компенсации за отцовский отпуск зависит от социального налога, уплаченного в референтный период; начиная с 01.01.2024 максимально — 4733,53 евро в месяц брутто или 157,78 евро в день.
Эстония стала первой европейской страной, которая ввела бесплатный проезд на общественном транспорте почти на всей территории страны.  С 1 января 2013 года городской общественный транспорт Таллина стал бесплатным для всех зарегистрированных жителей города. Право бесплатного проезда также предоставлено учащимся до 19-летнего возраста независимо от места их жительства и сохранено за всеми группами льготников, имевших такое право ранее. С 1 июля 2018 года В 11 из 15 уездах пассажиры могут бесплатно пользоваться автобусами.

## Трудовые ресурсы и занятость

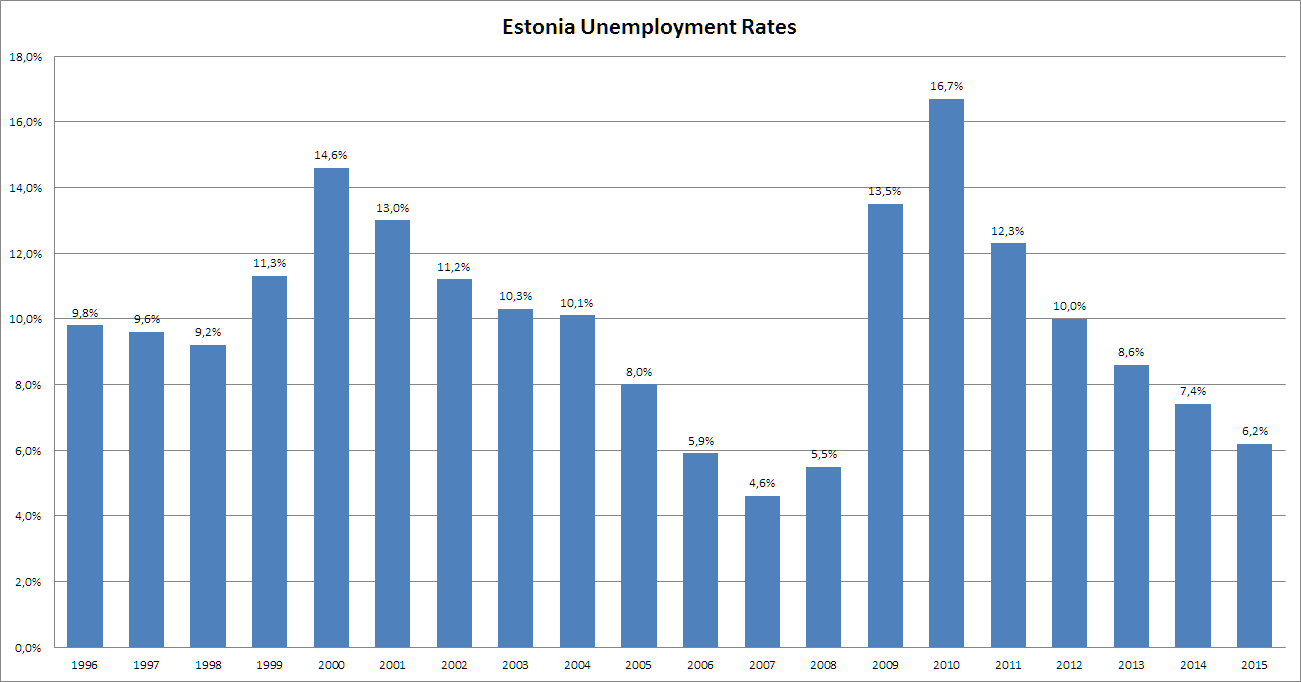
Уровень безработицы в процентах от рабочей силы в Эстонии по данным департамента статистики Эстонии в 1996—2015 гг.

В IV квартале 2014 года средний уровень безработицы в Эстонии составлял 6,3 %. ВВП на один отработанный час (показатель, характеризующий производительность труда) равнялся в Эстонии 27,1 доллара в 2012 году, что составляло чуть больше половины от соответствующего показателя еврозоны. В конце декабря 2018 года было 31 081 зарегистрированных безработных, что составило 4,8 % рабочей силы от 16 лет до пенсионного возраста. В ноябре ставка зарегистрированной безработицы была 4,7 %. По сравнению с тем же периодом прошлого года численность безработных не изменилась. Новых безработных зарегистрировалось в декабре 4697. В конце декабря самый высокий показатель зарегистрированной безработицы был в Ида-Вирумаа (8,8 %), несколькими месяцами ранее самый высокий показатель безработицы был в Валгамаа. Самый низкий показатель зарегистрированной безработицы был в декабре на Хийумаа (3,3 %). Безработных с пониженной трудоспособностью было на конец декабря немного более 10 000, что составило около трети зарегистрированных безработных. В декабре 2018 через кассу по безработице было передано свыше 7300 рабочих мест. Новых предложений о работе добавилось около 3000. С помощью кассы по безработице в декабре трудоустроились или занялись предпринимательством более 2300 человек (в числе которых 526 человек с пониженной трудоспособностью). По данным Евростата в августе 2019 года уровень безработицы в Эстонии составлял 3,9 %.
В 2019 году экономический аналитик банка SEB Михкель Нестор сообщил: «Хотя мы по сути достигли уровня полной трудовой занятости, прошлогодняя налоговая реформа окажет влияние на возможности потребления и на продолжающийся рост зарплат».
Главный экономист банка Luminor Eesti Тыну Пальм считает, что, рост доходов в течение последних четырёх лет положительно повлиял и на рост народонаселения Эстонии. «Лучше всего это отражается в обратной миграции и растущем прибавлении иностранной рабочей силы, в том числе из развитых стран», — сказал Пальм.
Число возвратившихся в Эстонию в 2018 году превысило число уехавших отсюда на 6095 человек. Если добавить к этому примерно 20 000 иностранных рабочих, которые в прошлом году находились в Эстонии в качестве кратковременных работников (в том числе на основании договора аренды), то этот показатель ещё более примечателен. Эстония постепенно становится привлекательной для рабочей силы из Европейского союза, что помогает, в свою очередь, смягчить главную проблему рынка труда, которой является растущий дефицит квалифицированной рабочей силы, отмечается в комментарии банка Luminor.
По оценке Пальма, в скором будущем Эстония окажется на перепутье, которым станет выбор инвестиций в условиях приближения к полной трудовой занятости. «У инвестиций главным выбором станет то, в какую сторону они будут склоняться в будущем: преимущественно в сторону бетона либо в сторону людей. Мерами поддержки способности роста экономики являются, прежде всего, инвестиции в научно-исследовательскую деятельность, образование, социальное обеспечение на основе потребностей и интеллектуальную инфраструктуру. Европейская экономика стоит перед лицом растущей глобальной конкуренции, и выиграют те, кому удастся сделать наиболее разумный выбор», — добавил Пальм.

### Электронная резиденция (e-Residency)

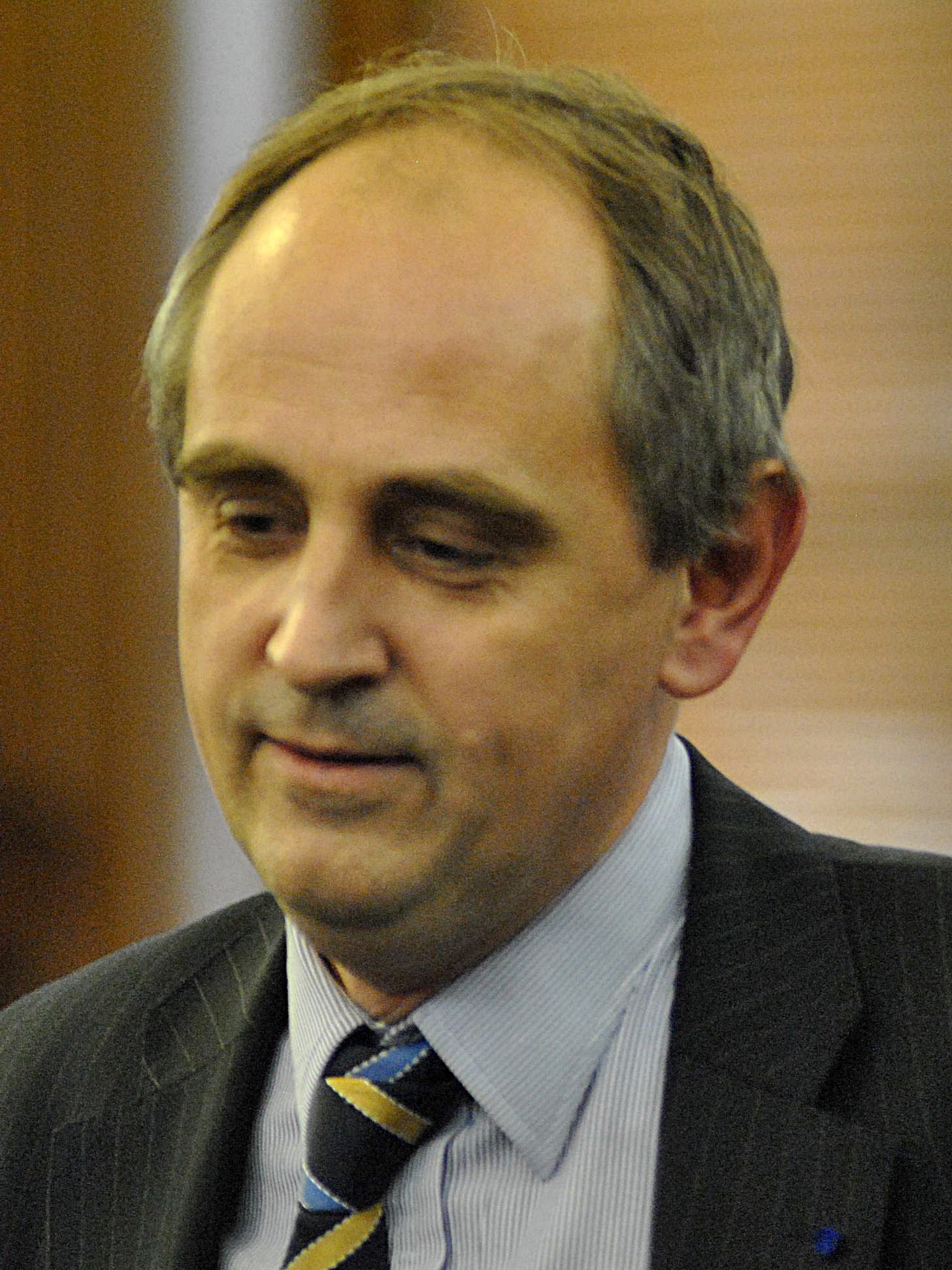
Первый электронный резидент Эстонии, британский журналист Эдвард Лукас

Электронная резиденция (e-Residency) — программа, запущенная правительством Эстонии 1 декабря 2014 года, которая позволяет людям, не являющимся гражданами Эстонии, иметь доступ к таким услугам со стороны Эстонии, как создание компании, банковские услуги, обработка платежей и оплата налогов. Программа даёт всем её участникам (так называемым e-resident) смарт-карты, которые они могут использовать в дальнейшем для подписания документов. Программа направлена на людей из не зависящих от местоположения сфер предпринимательства, например, разработчиков программного обеспечения и писателей.
Первым виртуальным резидентом Эстонии стал британский журналист Эдвард Лукас.
Виртуальное резидентство не связано с гражданством и не дает прав физически посещать или переселяться в Эстонию. Виртуальное резидентство не влияет на налогообложение доходов резидентов, не делает обязанностью платить подоходный налог в Эстонии и не освобождает от налогообложения доходов в стране проживания (гражданства / подданства) резидента. Виртуальное резидентство позволяет использовать следующие возможности: регистрация компании, подписание документов, зашифрованный обмен документами, онлайн-банкинг, подача налоговой декларации, а также управление медицинскими услугами, связанными с медицинскими рецептами. Смарт-карта, выданная в соответствующих органах, предоставляет доступ к услугам. Регистрация бизнеса в Эстонии является «полезным для предпринимателей в интернете на развивающихся рынках, которые не имеют доступа к поставщикам онлайн-платежей», а также для стартапов с таких стран, как Украина или Белоруссия, которые подвергаются финансовым ограничениям со стороны их правительств.
По состоянию на 2019 года электронными резидентами Эстонии стали более 60 000 человек из 165 стран мира. По состоянию на 2020 год электронными резидентами Эстонии были более 65 000 человек, ими было создано более 10 100 предприятий. За пять лет работы (e-Residency) программа принесла более 35 миллионов евро прямого дохода экономике Эстонии, а также другие косвенные экономические выгоды. По состоянию на 2021 год число электронных резидентов Эстонии составило более 80 000 человек из 170 стран мира.

## Налоги
Налоговая система Эстонии была разработана собственными силами и введена в действие с 1 января 1991 года. По состоянию на 2000 год в Эстонии было одиннадцать налогов: подоходный налог с частных лиц и налог на прибыль предприятий, социальный налог, налог с оборота, земельный налог, налог на игорный бизнес и пять акцизов. По мнению эстонских специалистов, эта налоговая система отличается простотой и прозрачностью. Самих налогов немного, а принципы учёта понятны обычному человеку. В январе 2000 года вступил в силу закон, который вывел из-под налогообложения реинвестированную в развитие предприятия прибыль. Предполагалось, что это будет способствовать росту иностранных инвестиций.
В 2000—2006 годах налоговая нагрузка в Эстонии составляла в среднем около 32 % ВВП. С 2007 года начался рост налоговой нагрузки. В 2009 году уровень налогообложения составлял в Эстонии в среднем около 50 % от годовой прибыли. По этому показателю Эстония находилась на 131 месте среди 180 стран (чем ниже место, тем выше уровень налогообложения). В начале 2009 года в Эстонии было принято решение о сокращении финансирования местных самоуправлений: была уменьшена доля отчислений муниципалитетам от подоходного налога и сокращён фонд выравнивания. В результате доходы муниципалитетов сократились. Чтобы компенсировать падение доходов, в крупнейшем муниципалитете страны Таллине с 1 июля 2010 года был введён 1-процентный налог с продаж на ряд товаров.
В 2015 году налоговая нагрузка в Эстонии составляла в среднем около 32,9 % ВВП. Аналогичный уровень налоговой нагрузки был в Великобритании, Испании и Чехии. Подоходный налог для доходов на территории Эстонии и налоговых резидентов страны составил 20 %, подоходный налог на дивиденды (налог на выведенную из предприятия чистую прибыль — 25 %).
С 2000 года в Эстонии можно подавать налоговые декларации электронным путём. В 2010 году 92 % налоговых деклараций в Эстонии были предоставлены через Интернет.

## Крупные компании
За 30 лет независимости в Эстонии появились четыре компании с капитализацией в более чем $1 млрд (компании-единороги): Skype, Bolt, TransferWise, Playtech. Решив инвестировать в развитие электронных услуг с момента обретения независимости, Эстония провела ряд реформ за последние 30 лет. Также за счёт привлекательной бизнес-среда, высокого уровня образования, благоприятной среды для распространения инноваций и развитому сектору электронных услуг, Эстония смогла стать привлекательной страной для стартап-компаний. Статистика Налогового и таможенного департамента Эстонии за 2019 год показывает, что в конце второго квартала 2019 года в эстонских стартапах работают 4848 человек. Год назад, в конце июня 2018 года, число сотрудников составляло 3369. Это показывает ежегодный рост в 44 %. Однако, если мы посмотрим на сотрудников, которые работали в эстонских стартапах в течение последних шести месяцев, по крайней мере, один день, число ещё больше. Согласно статистике Эстонии за этот период, в эстонских стартапах работало 7421 человек, т. е. примерно каждый сотый человек из всего экономически активного населения Эстонии (695 700 чел.).